# Personaggi delle Cronache del ghiaccio e del fuoco
Questa voce contiene un elenco dei principali personaggi presenti nella serie di romanzi fantasy Cronache del ghiaccio e del fuoco (A Song of Ice and Fire) pubblicata dall'autore statunitense George R. R. Martin a partire dal 1996.

## Narratori interni
Le vicende sono narrate in terza persona, dal punto di vista di una serie di personaggi. Nei primi cinque volumi (i primi dodici libri, nell'edizione italiana) Martin ha fatto uso di un totale di trentuno narratori interni (in inglese point of view characters). Di seguito sono elencati nell'ordine in cui sono apparsi all'interno della saga: dopo il prologo, il primo capitolo de Il gioco del trono è dedicato al giovanissimo Bran Stark.

### Bran Stark
È il quarto figlio di Eddard Stark e Catelyn Tully. Divenuto paraplegico, sviluppa capacità sensoriali straordinarie.

### Catelyn Tully
È la primogenita di Hoster Tully e lady Minisa, sposa di Eddard Stark e madre di Robb, Sansa, Arya, Bran e Rickon.

### Daenerys Targaryen
È l'ultima discendente della Casa Targaryen, in continua lotta per ottenere il potere perduto dal padre.

### Eddard Stark
È il lord di Grande Inverno, marito di Catelyn Tully e padre di Robb, Sansa, Arya, Bran, Rickon e del bastardo Jon Snow. Quando re Robert Baratheon, suo amico fraterno, gli offre la carica di Primo Cavaliere del re, Ned si trasferisce ad Approdo del Re insieme con le figlie Sansa e Arya.

### Jon Snow
È il solo figlio illegittimo di Eddard Stark. Decide di unirsi ai Guardiani della notte e dunque di trasferirsi perennemente alla Barriera, ove perderà ogni rapporto con i suoi familiari. Come i suoi fratelli è un metamorfo e possiede un meta-lupo albino di nome Spettro (Ghost).

### Tyrion Lannister
È il terzo figlio di Tywin Lannister. È chiamato Folletto (Imp) poiché affetto da nanismo, ma è dotato di un'intelligenza straordinaria.

### Arya Stark
È la terza figlia di Eddard Stark e Catelyn Tully; avventurosa, ribelle e poco interessata alle arti femminili. Ha una spada, di nome Ago, regalatale dal fratellastro Jon Snow prima che partisse per la barriera. È una metamorfa esattamente come Bran e Jon.

### Sansa Stark
È la seconda figlia di Eddard Stark e Catelyn Tully, di bell'aspetto ma molto ingenua e sognatrice. Viene promessa come sposa al futuro re Joffrey Baratheon.

### Davos Seaworth
È il lord di Rainwood, sposato con lady Marya, padre di sette figli (Dale, Allard, Matthos, Maric, Devan, Stannis, Steffon) è un ex contrabbandiere salito al rango di cavaliere. Davos fa la sua comparsa insieme con il personaggio di Stannis Baratheon, fratello minore di re Robert Baratheon e signore della Roccia del Drago, ne Lo scontro dei re.

### Theon Greyjoy
È il secondogenito di Alannys Harlaw e Balon Greyjoy, lord delle Isole di Ferro. In seguito alla ribellione del padre nei confronti di Grande Inverno (durante la quale due dei suoi fratelli vennero uccisi, facendo di lui l'unico erede maschio di Casa Greyjoy), venne preso prigioniero dalla Casa Stark e cresciuto insieme con i figli di lord Eddard.
Appare sin dal primo romanzo, ma diventa personaggio protagonista solo a partire da Lo scontro dei re.

### Jaime Lannister
È il primogenito di Tywin Lannister e lady Joanna, erede di Castel Granito e fratello gemello di Cersei, con cui ha intrapreso una relazione incestuosa. Membro della Guardia reale, assassinò Aerys II Targaryen, il Re Folle, "guadagnandosi" il soprannome di Sterminatore di re. Appare sin dal primo romanzo, ma diventa personaggio protagonista solo in Tempesta di spade.

### Samwell Tarly
Primogenito di lord Randyl Tarly, Sam è un giovane goffo, timido e sovrappeso che viene costretto dal padre a unirsi ai Guardiani della notte. Viene sbeffeggiato dai suoi compagni e riesce a fare amicizia solo con Jon Snow, che lo aiuta nell'addestramento. Appare sin dal primo romanzo, ma diventa personaggio protagonista a partire da Tempesta di spade.

### Cersei Lannister
È la sorella gemella di Jaime, sposa di re Robert Baratheon e madre di Joffrey, Myrcella e Tommen. Appare sin dal primo romanzo, ma diventa personaggio protagonista solo a partire da Il banchetto dei corvi.

### Brienne di Tarth
Brienne di Tarth è una guerriera incredibilmente forte e abile. Ha grandi occhi azzurri e capelli color paglia. Brienne è stata per gran parte della sua vita vittima del disprezzo e del rigetto della gente. Tutte le volte che ha provato a vestirsi e a comportarsi come una lady, è sempre stata presa in giro e disdegnata per la sua poca femminilità e grazia sociale; quando infine si è dedicata a una carriera più adatta a lei, quella del guerriero, malgrado le sue straordinarie capacità, ha ricevuto ulteriore disprezzo e risentimento a causa del suo sesso.
Probabilmente a causa del suo passato, Brienne ha una personalità impacciata, tanto quanto il suo aspetto. Dona la sua lealtà a quelle poche persone che la trattano con cortesia e rispetto. Figlia del signore di Tarth, Brienne serve inizialmente Renly Baratheon; accusata ingiustamente dell'omicidio di quest'ultimo, Brienne giura fedeltà a Catelyn Tully. Brienne sviluppa poi un ambiguo rapporto di amicizia-odio con Jaime Lannister. Catelyn Tully le affida il compito di scortare Jaime Lannister ad Approdo del Re e di liberarlo in cambio di Sansa e di Arya, ma durante il tragitto vengono catturati dai Guitti Sanguinari, che tagliano una mano a Jaime. Brienne si sente responsabile e da allora è molto più protettiva di quanto lo fosse stata prima. Arrivati ad Approdo del Re, Jaime affida a Brienne l'incarico di ritrovare Sansa Stark, sparita dopo l'assassinio di Joffrey Baratheon. Brienne, non avendo quasi nessuna informazione, si reca prima a Rosby, a Duskendale e poi a Maidenpool.
Nel suo viaggio si uniscono a lei ser Hyle Hunt, antico pretendente della mano di Brienne, e Podrick Payne, ex scudiero di Tyrion Lannister, fuggito dalla capitale per paura di ripercussioni su di lui. Quasi per caso viene a sapere che una ragazza è stata vista aggirarsi nelle terre dei fiumi e Brienne, speranzosa, si mette in marcia. In realtà la ragazza non è Sansa, ma Arya. Arrivati a Padelle Salate, Brienne e i compagni vengono catturati dalla Fratellanza Senza Vessilli, capitanata dal cadavere di lady Catelyn Stark, uccisa dai Frey e riportata in vita dalla magia di Thoros di Myr e dal sacrificio di lord Beric Dondarrion. Brienne confessa di essere al servizio dei Lannister. Lady Catelyn l'accusa di tradimento e condanna lei e i suoi compagni a essere impiccati. Brienne però riesce a salvare la situazione giurando che porterà Jaime Lannister da loro e nel quinto libro si ripresenta da Jaime con l'intenzione di condurlo da lady Catelyn.
Diviene personaggio principale a partire da Il banchetto dei corvi.
Nella serie televisiva Il Trono di Spade, tratta dai romanzi, è interpretata da Gwendoline Christie e in italiano è doppiata da Stella Gasparri. La storia di Brienne resta abbastanza fedele al romanzo fino a quando viene incaricata da Jaime di trovare Sansa: durante il viaggio è accompagnata solo da Podrick il quale, a differenza del romanzo è un uomo adulto, a cui Brienne insegna l'arte della spada. È lei a sconfiggere Sandor Clegane e poi, qualche mese dopo, raggiunge il Nord dove salva Sansa Stark, a cui giura fedeltà. Quando Sansa e Jon devono prepararsi ad affrontare Ramsay Bolton, Sansa invia Brienne a Delta delle Acque per convincere, invano, ser Bryden Tully a sostenerli. Nei mesi successivi alla riconquista di Grande Inverno, Brienne continua ad essere la guardia personale di Sansa, e quando ad Approdo del Re si tiene la riunione per chiedere a Cersei di appoggiarli nella lotta contro gli estranei, Sansa vi manda in sua vece Brienne facendo affidamento della buona influenza di quest'ultima su Jaime Lannister. Come sperato da Sansa, Brienne riesce a convincere l'uomo a far incontrare i propri fratelli. Dopo essere tornata a Grande Inverno, partecipa alla preparazione della difesa e, quando alla fortezza arriva solo Jaime Lannister, parla in sua difesa. Prima della battaglia, inoltre, viene insignita del titolo di Cavaliere, diventando il primo Cavaliere dei Sette Regni ad essere anche una donna. Durante la battaglia combatte al fianco di Jaime e sopravvive, e la notte dei festeggiamenti passa la notte con lui, che però, quando la guerra contro Cersei ricomincia, decide di andare a salvare quest'ultima, nonostante le preghiere di Brienne. Dopo la nomina di Bran Stark come nuovo re, ser Brienne di Tarth diventa il nuovo Lord Comandante della Guardia Reale, e quindi membro del Concilio Ristretto.

### Aeron Greyjoy
È il minore dei fratelli di Balon Greyjoy. Un tempo giovane e allegro, annegò in seguito all'affondamento della sua nave, ma risorse dal mare come una persona completamente diversa, totalmente dedita al culto del Dio Abissale. Diviene personaggio principale a partire da Il banchetto dei corvi.

### Asha Greyjoy
È la primogenita e unica figlia femmina di Balon Greyjoy. Diventa personaggio principale a partire da Il banchetto dei corvi; nella serie televisiva Il Trono di Spade, tratta dai romanzi, il suo nome viene mutato in Yara Greyjoy per non creare confusione con il nome di un altro personaggio, Osha.

### Victarion Greyjoy
È il lord comandante della Flotta del Ferro, fratello minore di Balon ed Euron. Diviene personaggio principale a partire da Il banchetto dei corvi.

### Areo Hotah
Proveniente dalla città libera di Norvos, è il comandante delle guardie del principe Doran Martell ai Giardini dell'Acqua. Ultimo di sei figli, Areo viene venduto ai preti barbuti di Norvos in giovane età. Completa il suo addestramento a sedici anni, sposando la sua ascia e venendo marchiato sul petto per testimoniare l'evento. Arriva a Dorne al seguito di Mellario di Norvos quando questa sposa Doran, entrando quindi al servizio del lord di Lancia del Sole. Hotah vede crescere tutti i figli di Doran e Mellario, e sviluppa una sorta di affetto paterno per la principessa Arianne Martell, che chiama "piccola principessa". Nonostante questo affetto, Hotah rimane assolutamente leale al principe Doran, e ogni qualvolta gli capiti di avere dei dubbi sugli ordini ricevuti, ricorda a sé stesso il suo semplice giuramento: "Servire. Obbedire. Proteggere." Aiuta a sventare il piano di Arianne per nominare Myrcella Baratheon la Regina dei Sette Regni, uccidendo Arys Oakheart nel processo.
Diviene personaggio principale a partire da Il banchetto dei corvi.
Nella serie televisiva Il Trono di Spade, tratta dai romanzi, è interpretato da DeObia Oparei e doppiato in italiano da Stefano Alessandroni. Contrariamente alla sua controparte letteraria, nella serie l'attore è nero ed è privo di barba.

### Arianne Martell
È la figlia maggiore di Doran e Mellario di Norvos e l'erede di Lancia del Sole e del principato di Dorne, in base alla legge Rhoynar, che prevede che la successione sia attribuita al figlio più anziano, indipendentemente dal sesso. Diviene personaggio principale a partire da Il banchetto dei corvi.

### Arys Oakheart
È uno dei membri della Guardia Reale in carica all'inizio della storia. Sansa Stark afferma che ser Arys è l'unico membro della guardia reale a non essere crudele con lei tanto da essere sempre gentile e cavalleresco con lei e aver addirittura obiettato quando Joffrey Baratheon gli aveva ordinato di picchiarla. Viene descritto come un bell'uomo dai capelli castano chiaro. Personaggio minore nei primi libri della saga, inizialmente viene nominato solamente per il fatto di essere la scorta di Myrcella Baratheon quando la ragazza è inviata a Dorne. Ne Il banchetto dei corvi si scopre che è originario di Vecchia Quercia nell'Altopiano e che molti dei suoi avi combatterono nelle guerre contro Dorne con alterne fortune: vengono citati Lord Edgerran Mano-aperta, Alester Oakheart e Ser Olyvar la Quercia Verde, membro della guardia reale sotto Daeron I Targaryen, alcuni eroi di Casa Oakheart raffigurati negli arazzi di Vecchia Quercia. A Dorne viene sedotto dalla principessa Arianne Martell della quale rimane innamorato, benché questa relazione gli provochi un forte dilemma interiore, tanto da accettare di partecipare al complotto per far incoronare Myrcella, con il compito di portar via la principessa dalla residenza di Giardini dell'Acqua e raggiungere Arianne. Scoperti e fermati da Areo Hotah, comandante delle guardie del principe Doran, Arys tenta un folle attacco finendo per morire per mano dello stesso Hotah.
Diviene personaggio principale a partire da Il banchetto dei corvi.

### Quentyn Martell
È il secondogenito di Casa Martell, in giovanissima età è stato inviato a servire presso lord Yronwood come suo paggio e coppiere. Ha voluto ricevere il cavalierato dal lord stesso, rifiutando l'offerta dello zio Oberyn Martell. Diviene personaggio principale a partire da Una danza con i draghi.

### Jon Connington
Conosciuto a oriente con il falso nome "Griff", in passato Primo Cavaliere di re Aerys e devoto amico di suo figlio Rhaegar, ora mercenario della Compagnia Dorata. Ha una caratteristica barba rosso fuoco che è costretto a rasare quando viene esiliato dal Continente Occidentale e assume il nome del mercenario Griff. Il suo volto è ormai pieno di rughe e tinge i suoi capelli di blu. Viene ricordato come un giovane orgoglioso, coraggioso, arrogante ma abile ed energico e troppo giovane, temerario e assetato di gloria per diventare un buon comandante. Gli anni passati in esilio lo hanno trasformato in un uomo più saggio, più indurito e, secondo Kevan Lannister, più pericoloso. Assieme alla Compagnia Dorata approda nelle Terre della Tempesta supportando l'incoronazione di Griff il Giovane, in quanto convinto si tratti di Aegon VI Targaryen, figlio di Rhaegar. Sbarcato nelle Terre della Tempesta conquista rapidamente Posatoio del Grifone (sua vecchia sede) Casa della Pioggia, sede di Casa Wylde e Nido del Corvo sede di Casa Morrigen. Si prepara a sferrare l'attacco a Capo Tempesta fedele a Stannis Baratheon, attualmente sotto assedio di Mathis Rowan e dalle forze Tyrell.
Diviene personaggio principale a partire da Una danza con i draghi.

### Melisandre di Asshai
Melisandre è una donna di Asshai delle Ombre, città delle terre a est dei Sette Regni. È una sacerdotessa del culto monoteista di R'hllor, Signore della Luce. Consigliera di Stannis Baratheon, è sempre al suo fianco. Appare come una donna senza scrupoli, completamente dedita al proprio dio e al proprio re. Melisandre è descritta come una donna dagli occhi e capelli rosso cupo, che veste sempre di rosso, dotata di una bellezza fuori dal comune. Ha dimostrato di avere vari poteri magici: può partorire una terribile creatura d'ombra che usa come sicario, può dare fuoco alle cose a distanza e pare che possa maledire le persone e che sia immune ai veleni. Può leggere il futuro nelle fiamme, anche se non in maniera molto precisa. In origine era una schiava di nome Melony, comprata ad Asshai dai sacerdoti del Dio Rosso e cresciuta nel Tempio Rosso della città. Diviene personaggio principale a partire da Una danza con i draghi: in questo libro viene spiegato che Melisandre non necessita di cibo e sonno e non soffre il freddo come gli esseri umani. Inoltre i suoi poteri magici sono aumentati dopo la nascita dei draghi di Daenerys Targaryen: prima di allora erano deboli e la sacerdotessa si affidava spesso a sostanze chimiche e particolari polveri che tiene nascoste nelle maniche del vestito.
Melisandre raggiunge Roccia del Drago perché crede che Stannis sia la reincarnazione di Azor Ahai e quindi colui destinato a distruggere il Grande Estraneo, l'antitesi del dio R'hllor. Stannis si convince ad abbracciare la sua fede e fa bruciare tutte le statue dei Sette di Roccia del Drago, anche se resta comunque un fedele meno impegnato e credente di sua moglie e di altri membri della sua corte. Per aumentare il potere di Stannis, Melisandre evoca un'ombra assassina che utilizza per uccidere Renly, dopo che egli rifiuta di inginocchiarsi a suo fratello e di accettarlo come vero re. Dopo il fallimento dell'attacco ad Approdo del Re, Davos architetta un piano per uccidere Melisandre, ritenendola responsabile della sconfitta nella Battaglia delle Acque Nere. Melisandre rivela di aver avuto una visione tra le fiamme riguardo a questo piano e fa arrestare Davos. Inoltre, cerca di convincere Stannis a cederle Edric Storm, figlio bastardo di Robert Baratheon, perché secondo lei vi è potere nel sangue di re e deve essere sacrificato per poter “risvegliare il drago di pietra”. Stannis rifiuta, ma la donna riesce a procurarsi il sangue di Edric con delle sanguisughe. Stannis getta poi i parassiti tra le fiamme pronunciando i nomi dei tre re rivali: Balon Greyjoy, Robb Stark e Joffrey Baratheon. Di lì a breve, tutti e tre muoiono.
Melisandre resta poi alla Barriera, mentre Stannis marcia a sud per affrontare i Bolton. Chiede alla fiamme di poter vedere Azor Ahai, pensando di dover vedere Stannis, invece riesce solo a vedere Jon Snow circondato da teschi, la sua faccia che muta da quella di un uomo a quella di un lupo. Quando vede Jon, vede anche dei nemici attorno a lui e lo ammonisce riguardo a un pugnale nell'oscurità, ma lui si rifiuta di ascoltarla. Quando Mance Rayder sta per essere bruciato come disertore, Melisandre appone su di lui un incantesimo, facendolo apparire come il bruto Rattleshirt, e quest'ultimo fatto apparire come Mance viene quindi ucciso al suo posto. Rivela la vera identità di Rattleshirt solo a Jon, poi invia il bruto a Grande Inverno a salvare “Arya Stark” (ignara che in realtà si tratta di Jeyne Poole) nel tentativo di guadagnarsi la fiducia del Lord Comandante.
Nella serie televisiva Il Trono di Spade, tratta dai romanzi, è interpretata dall'attrice olandese Carice van Houten e in italiano è doppiata da Cinzia Villari; una delle differenze rispetto ai romanzi è che qui Melisandre è più vecchia e ha chiaramente una relazione di tipo carnale con Stannis, cosa che nei libri viene solo fatta intuire.

### Barristan Selmy
Ser Barristan Selmy è il primogenito di ser Lyonel Selmy di Sala del Raccolto.
Ha servito come scudiero presso ser Manfred Swann e venne soprannominato "Il valoroso" dal Principe delle Libellule Duncan Targaryen dopo che, all'età di soli dieci anni, partecipò al torneo di Blackhaven celando la propria identità. All'età di sedici venne ordinato cavaliere da re Aegon V Targaryen dopo aver partecipato, come cavaliere misterioso, al torneo dell'inverno di Approdo del Re, nel quale sconfisse l'allora lord comandante della Guardia Reale ser Duncan l'Alto e il principe di sangue reale Duncan il Piccolo. Combatté poi nella Guerra dei Re Nove Soldi, nel corso della quale uccise in duello Maelys il Mostruoso, l'ultimo dei pretendenti Blackfire.
A ventitré anni entrò a far parte della guardia reale per nomina del lord comandante ser Gerold Hightower, servendo sotto ben tre re Targaryen (Aegon V, Jaehaerys II e Aerys II) e vincendo numerosi tornei e mischie; portò personalmente in salvo Aerys da Duskendale nonostante fosse stato ferito da una freccia e avesse vendicato il confratello ser Gwayne Gaunt, ucciso durante il rapimento del re. Partecipò alla spedizione per distruggere la banda di banditi conosciuta come Fratellanza di Bosco del Re salvando lady Jeyne Swann e la sua septa e uccidendo Simon Toyne; vinse quindi il torneo indetto da lord Steffon Baratheon a Capo Tempesta sconfiggendo lord Robert Baratheon (primogenito di lord Steffon), il Principe Oberyn Martell di Dorne, lord Leyton Hightower, lord Jon Connington, lord Jason Mallister e il Principe della Corona Rhaegar Targaryen, anche se durante il torneo di Harrenhal fu disarcionato dal primogenito di Re Aerys.
Durante la Guerra dell'Usurpatore, insieme con il confratello Jonothor Darry radunò gli uomini sopravvissuti agli scontri precedenti con Robert Baratheon e li guidò per unirsi all'esercito che Rhaegar stava radunando per affrontare i ribelli; insieme con i suoi confratelli ser Jonothor Darry e ser Lewyn Martell combatté quindi al fianco del principe nella battaglia del Tridente dove, prima di essere sconfitto, riuscì ad abbattere una dozzina di cavalieri. Ferito e prossimo alla morte, con Roose Bolton pronto a tagliargli la gola, fu graziato da Robert Baratheon proprio per la sua lealtà e devozione, tanto che il futuro re gli inviò il suo maestro guaritore personale e, una volta guarito, lo nominò lord comandante della Guardia reale; fu inoltre membro della scorta d'onore che condusse lady Cersei Lannister ad Approdo del Re per sposare Robert. Durante la Ribellione di Greyjoy guidò l'attacco all'isola di Vecchia Wyk.
All'età di cinquantasette anni vince il suo ultimo torneo, quello di Approdo del Re durante il compleanno del principe Joffrey, e quattro anni dopo riesce a disarcionare il Mastino in un altro torneo; partecipa anche al torneo per l'insediamento di Eddard Stark come Primo cavaliere distinguendosi come sempre ma uscendo sconfitto nello scontro con Jaime Lannister, altro componente della Guardia reale. Partecipa poi alla battuta di caccia nella quale rimane ucciso re Robert e dopo la morte di quest'ultimo resta comandante della guardia reale del nuovo re Joffrey fino al giorno in cui viene sollevato dal suo incarico ed espulso dalla guardia reale e quindi sostituito dal fratello della regina reggente Jaime.
Scappa quindi dai Sette Regni e si rifugia a Pentos dove, grazie a Illyrio Mopatis, viene a sapere che Daenerys Targaryen, ultima superstite della nobile casata che aveva servito per lunghi anni, si trova nella città di Qarth: si reca quindi da ella sotto le mentite spoglie di Arstan Barbabianca, servo dell'eunuco Belwas il Forte, e salva la principessa dal tentativo di omicidio da parte degli Uomini del Dispiacere, la locale gilda di assassini.
Accompagna quindi Daenerys durante il viaggio per mare verso Pentos raccontandole alcuni aneddoti sulla vita del principe Rhaegar; quando giungono ad Astapor cerca di convincere Daenerys a desistere dal comprare gli Immacolati, affermando che in Westeros la schiavitù è scomparsa da millenni e non è tollerata, ma fallisce. A Yunkai mette in guardia la sua regina dal braavosiano Mero il Bastardo del Titano, comandante della compagnia di ventura dei Secondi Figli, rivelando che la sua natura infida è conosciuta anche nel Continente Occidentale. Durante la battaglia davanti a Yunkai è di scorta alla tenda di Daenerys insieme a Belwas il Forte mentre a Meereen spinge perché la sfida di Oznak zo Pahl, eroe della città, sia accettata affermando che le battaglie si vincono anche con duelli e gesti eroici. Assiste Belwas dopo la sua vittoria nel duello e durante l'assedio scorta Daenerys durante la sua visita agli schiavi e la salva dal tentativo di assassinio attuato da Mero, che dopo la sconfitta a Yunkai ha lasciato la sua compagnia e si è nascosto tra le migliaia di schiavi che hanno seguito l'ultima Targaryen attendendo un'occasione di vendetta, e lo uccide anche se è solo armato di bastone.
Dopo questo evento Daenerys vorrebbe farlo cavaliere ma lui rifiuta e rivela la sua identità, insieme al fatto che Jorah Mormont è stato spia di Robert per conto di Varys. Insieme al cavaliere dell'Isola dell'Orso è uno dei venti uomini mandati nelle fogne della città per intrufolarsi al suo interno e liberare gli schiavi delle fosse da combattimento per colpire alle spalle i difensori di Meereen. Dopo la presa della città il suo atteggiamento umile gli porta il perdono reale e l'elevazione a Lord Comandante della Guardia della Regina, al posto di Jorah che viene invece allontanato. Dopo la decisione di Daenerys di rimanere a Meereen si occupa di addestrare alcuni giovani liberti secondo la via dei cavalieri di Westeros; cerca poi di convincere Daenerys a non sposare Hizdar zo Loraq, anche se ciò garantirebbe la pace a Meereen, in quanto la nobiltà del Continente Occidentale non riconoscerebbe mai un sovrano straniero, ma non riesce nell'intento. Assiste impotente alla scomparsa della sua regina, che si allontana sul dorso di Drogon, durante gli eventi nella Grande Fossa di Daznak. Quando Skahaz mo Kandaq lo avvisa delle intenzioni di Hizdar di aprire le porte della città all'arrivo della flotta di Volantis, oltre che del suo fallito tentativo di avvelenare Daenerys, accetta di partecipare all'azione per arrestarlo e prendere il controllo della città insieme ai più fedeli ufficiali e sudditi della regina; lo stesso Ser Barristan si occupa di arrestare Hizdar, dopo aver sconfitto in duello Khrazz, uno dei guerrieri delle fosse a sua scorta. Al momento la situazione è molto delicata: i Figli dell'Arpia, abitanti di Mereen che osteggiano il governo di Daenerys, minacciano la città da dentro, gli eserciti di Yunkai e dei suoi alleati, benché indeboliti da una pestilenza, assediano dall'esterno, aspettando l'arrivo dell'immensa flotta di Volantis mentre i draghi Rhaegal e Viserion si aggirano liberamente per la città senza alcun controllo.
Diventa personaggio principale in Una danza con i draghi.
Nella serie televisiva Il Trono di Spade, tratta dai romanzi, è interpretato da Ian McElhinney e in italiano è doppiato da Sandro Iovino (dalla prima alla quarta stagione) e da Fabrizio Temperini (nella quinta stagione).

### Will
È il primo personaggio con un punto di vista: appare nel prologo de Il gioco del trono. È un ranger della Confraternita dei Guardiani della notte.

### Maestro Cressen
Personaggio che appare nel prologo del secondo volume della serie, Lo scontro dei re, è l'anziano maestro al servizio di lord Stannis Baratheon a Roccia del Drago. Nutre un profondo affetto per il secondogenito della Casa Baratheon che conosce fin da quando era ragazzo, così come suo fratello Renly. Cerca di consigliarlo al meglio, ma nutre un profondo astio per Melisandre di Asshai, la sacerdotessa del Dio della Luce R'hllor, convinto che l'influenza che ha presso il suo signore sia deleteria per le sue sorti e che sia così ascoltata perché in fondo Stannis sia cresciuto soffrendo della lunga ombra proiettata su di lui dal fratello maggiore Robert. Quando Stannis decide di reclamare per sé il Trono di Spade Maestro Cressen riesce a convincerlo a cercare di ottenere l'appoggio dei lord della Tempesta: Stannis accetta solo per vedere la sua offerta respinta dai lord che in teoria gli dovrebbero obbedienza che si schierano tutti dalla parte di Renly. Il fallimento porta Stannis a ritenere superati i suoi consigli, viene ritenuto troppo vecchio, tanto che arriva a far affidamento sul suo più giovane aiutante. Disperato, cerca di assassinare Melisandre facendole bere del veleno in un drink che beve anche lui: l'anziano servitore muore sotto gli effetti del veleno mentre la donna rossa si rivela esserne immune, sostenendo di essere protetta dal suo dio.
Nella serie televisiva Il Trono di Spade, tratta dai romanzi, è interpretato da Oliver Ford Davies e in italiano è doppiato da Luciano De Ambrosis.

### Chett
È l'attendente di maestro Aemon prima di Samwell Tarly. È il narratore del prologo di Tempesta di spade.

### Merrett Frey
Membro della numerosa prole di Lord Walder Frey, è il personaggio con il cui punto di vista viene raccontato l'epilogo di Tempesta di spade. Nono figlio di Lord Walder, teme di non avere molte possibilità di sopravvivenza quando l'anziano capostipite della numerosa famiglia morirà. Per questo si offre volontario per andare a riscattare suo cugino Petyr, terzo figlio di Ser Ryman Frey, primo figlio di Ser Stevron ed erede del Guado dato che suo padre era il primogenito di Lord Walder, catturato dalla banda di fuorilegge conosciuta come Fratellanza senza Vessilli per sperare nei favori di Ser Ryman. Raggiunto il luogo dello scambio, un riscatto per il giovane Frey, Merret trova suo cugino Petyr impiccato e a sua volta viene catturato dai fuorilegge che affermano di volerlo giustiziare per il massacro delle Nozze Rosse. Merret proclama la sua innocenza affermando di aver solo bevuto e chiede di essere processato, consapevole che la banda guidata da Lord Dondarrioln non uccide nessuno se non dopo un processo. A questo punto i banditi rivelano il loro testimone, lasciando ammutolito Merret: Catelyn Tully infatti si erge davanti a lui nonostante i Frey l'avessero sgozzata e atteso un giorno e una notte prima di gettarla nel fiume a scherno delle tradizioni dei Tully.

### Pate
Pate è il personaggio a cui è affidata la narrazione del prologo de Il banchetto dei corvi. Si tratta di un giovane aspirante maestro originario delle Terre dell'Ovest. Ha un viso pallido e paffuto e non è molto intelligente. Benché abiti alla Cittadella da cinque anni, non è mai riuscito a forgiare nessun anello per la sua catena da maestro. Parte dei suoi doveri constano nel prendersi cura del vecchio Arcimaestro Walgrave. Pate incontra una persona che dice di chiamarsi l'Alchimista: lo sconosciuto promette un dragone d'oro se il giovane ruba per lui la chiave personale dell'Arcimaestro Walgrave in tre giorni. La chiave personale di ogni arcimaestro può aprire tutte le porte nella Cittadella. Pate accetta, in quanto ha bisogno di oro per reclamare la verginità della giovane Rosey, la serva della taverna Piumino&Boccale, di cui è innamorato. Al terzo giorno, Pate dà la chiave all'Alchimista, che su sua richiesta gli mostra il volto fino a quel momento incappucciato, rivelando di avere un aspetto giovanile e ordinario. In cambio l'Alchimista gli dona il dragone d'oro. Quando Pate cerca di tornare indietro cade a terra e muore (presumibilmente perché la moneta d'oro, che lui ha mordicchiato per assicurarsene l'autenticità, era avvelenata). Quando, al termine de Il banchetto dei corvi, Samwell Tarly giunge finalmente a Vecchia Città, incontra un grasso e flaccido ragazzo che misteriosamente si professa essere Pate.

### Varamyr Seipelli
Varamyr, meglio conosciuto come Varamyr Seipelli, è un membro del Popolo Libero. È un Metamorfo che controlla tre lupi, un orso delle nevi e una pantera. A lui è affidata la narrazione del prologo di Una danza con i draghi.
Durante l'assedio della Barriera, Varamyr si schiera con Mance Ryder, utilizzando oltre che i propri animali, anche l'aquila un tempo appartenuta a Orell, recentemente deceduto. Dopo la sconfitta del Popolo Libero, Varamyr, gravemente ferito, fugge con un piccolo gruppo, nascondendo loro la sua vera identità. Uno a uno lo abbandonano tutti, finché rimane solamente Thistle, una moglie di lancia. Quando Varamyr, morente, cerca di entrare nel corpo della donna, ella lo uccide. Egli tuttavia, fa in tempo a trasferirsi in uno dei suoi lupi, Un-Occhio, continuando così a sopravvivere in quel corpo.

### Kevan Lannister
È il fratello più giovane di Tywin Lannister e il suo più fidato capitano. È sposato a Dorna della Casa Swyft, da cui ha avuto tre figli, Lancel, Willem e Martyn, e una figlia, Janei. È il narratore nell'epilogo di Una danza con i draghi.

## Membri di Casa Arryn
Gli Arryn sono i Protettori dell'Est e dominano la Valle di Arryn (The Vale). La loro residenza è nell'inespugnabile roccaforte di Nido dell'Aquila (The Eyrie) e discendono dai re delle montagne e dalle più pure linee della nobiltà Andala. Il loro stemma è il falcone che sormonta la luna, bianco in campo blu cielo. Il loro motto è: "In alto quanto l'onore".

## Membri di Casa Baratheon
I Baratheon sono i Protettori di Capo Tempesta (Storm's End), che domina il Golfo dei Naufragi (Shipbreaker Bay). La loro residenza è la roccaforte di Capo Tempesta. Si dice discendano dal fratello bastardo di Aegon il Drago, Orys Baratheon. Il loro stemma è un cervo incoronato nero in campo oro. Il loro motto è: "Nostra è la furia".

## Membri di Casa Bolton
I Bolton di Forte Terrore in un lontano passato furono i maggiori rivali degli Stark nel nord. Portavano il titolo di "Re rossi" e dominavano la parte orientale della regione. Contestarono violentemente l'autorità degli Stark: ben due re Bolton saccheggiarono Grande Inverno; in una ribellione Forte Terrore si alleò con i Greystark della Tana del lupo (solo la casata Bolton sopravvisse alla fallimentare rivolta) e in un'altra impegnarono per due anni l'esercito di re Harlon Stark. Alla fine si sottomisero, circa un migliaio di anni prima dell'inizio della saga. Il simbolo dei Bolton è un uomo scuoiato, infatti i Bolton sono famosi per la loro pratica di scorticare i nemici. Questa pratica di tortura ha fatto guadagnare ai Bolton una fama sinistra. Si vocifera, inoltre, che il leggendario Re della Notte, un Lord Comandante dei Guardiani della notte durante l'Era degli Eroi, fosse un Bolton. Secondo George R. R. Martin, il loro motto è “Le nostre lame sono affilate”, mentre un modo di dire comune tra i Bolton è “Un uomo scuoiato non ha segreti”.

### Ramsay Bolton
Ramsay Bolton, nato Snow, è il figlio bastardo di Roose Bolton, successivamente legittimato da Re Tommen. Ramsay è un uomo brutto, ha l'ossatura grossa, le spalle cadenti e una carnosità che suggerisce una futura pinguedine. Ha il naso largo e capelli lunghi, scuri e secchi. Di indole sadica e sanguinaria, è crudele e violento e trae piacere nel torturare gli altri, ad esempio fa strappare i vestiti di dosso alle donne e le fa fuggire nelle foreste dei Bolton, prima di inseguirle con un branco di cani feroci. Concede una morte rapida alle donne che lo hanno fatto divertire nella caccia. Scuoia poi i loro cadaveri ma non prima di averle stuprate. A Ramsay piace chiamare le sue cagne con i nomi delle donne che lo hanno fatto divertire di più, in un perverso modo di “onorarle”. È anche un abile manipolatore e possiede un'astuzia fredda e meschina. Suo padre Roose sostiene che Ramsay non abbia paura di nulla, e ciò è male, perché in un mondo di inganni è la paura a mantenere vivo un uomo. Nonostante il suo stato di nascita ufficiale Ramsay si considera un vero Bolton, ed è molto suscettibile riguardo al suo status di figlio illegittimo. Si considera erede legittimo di Forte Terrore e corregge in modo violento coloro che osano riferirsi a lui in un altro modo. Ramsay ha un gruppo di soldati che godono dei suoi favori e lo seguono fedelmente, sebbene la loro fedeltà sia in realtà nei confronti di Lord Roose. La gente li chiama i “Ragazzi del Bastardo” quando questi ultimi o Ramsay non sono presenti, ed essi sono perversi tanto quanto lui.
Si guadagna velocemente una cattiva fama subito dopo l'inizio della Guerra dei Cinque Re. Stupra, uccide e pratica altre depravazioni nelle terre nei pressi di Forte Terrore. Ser Rodrik Cassel tenta di porre fine alle sue atrocità, ma Ramsay riesce con astuzia a evitare la morte. È infatti il suo servitore necrofilo Reek a soccombere al suo posto. Ramsay viene preso prigioniero e portato a Grande Inverno sotto le spoglie di Reek. Dopo la presa di Grande Inverno da parte di Theon Greyjoy, giura di prestare servizio a Theon in cambio della libertà. Presto diventa uno degli attendenti più fidati di Theon, aiutandolo nella sua caccia per riportare Bran e Rickon a Grande Inverno, apparentemente fuggiti dal castello. Durante l'assalto di Grande Inverno guidato da Rodrik Cassel, uccide quest'ultimo a tradimento e ordina il cruento sacco di Grande Inverno, durante il quale vengono uccisi a sangue freddo molti dei suoi abitanti, massacrati gli uomini di ferro rimasti e Theon viene fatto prigioniero. Ramsay costringe Theon a interpretare il ruolo di Reek, il suo servitore ucciso. Gli impedisce quindi di lavarsi e lo fa coprire di escrementi. Ramsay scortica la pelle di alcune dita dei piedi e delle mani di Theon, lasciandolo agonizzare per giorni prima di amputarle definitivamente. Gli spezza alcuni denti, dicendo di aver sempre odiato il suo sorriso. È lasciato intendere che lo abbia anche castrato o evirato. Sposa "Arya Stark" per aumentare la pretesa dei Bolton sul Nord. La ragazza in questione è in realtà Jeyne Poole, mentre la vera Arya è fuggita molto prima dalla prigionia dei Lannister. Ramsay abusa ripetutamente di lei mentre Theon è costretto ad assistere.
Jeyne e Theon vengono liberati da Mance Rayder, inviato da Jon Snow non appena questi era venuto a conoscenza del matrimonio tra quella che lui crede essere sua sorella e Ramsay. Jon riceve poi un messaggio, presumibilmente da parte di Ramsay, in cui egli afferma che ha sconfitto l'esercito del nord, ha catturato Mance Rayder, ha ucciso Stannis in battaglia e ora possiede la spada di Stannis. Afferma anche che vuole indietro la sua sposa, insieme alla regina Selyse Florent, la principessa Shireen Baratheon, Melisandre, Val, il principe dei bruti e il suo Reek, e che attaccherà Jon se non gli darà quello che vuole. Al momento non si sa se la lettera sia stata scritta effettivamente da Ramsay e se ciò che c'è scritto corrisponde alla verità.
Nella serie televisiva Il Trono di Spade, tratta dai romanzi, è interpretato da Iwan Rheon e in italiano è doppiato da Francesco Pezzulli.

### Roose Bolton
Roose Bolton è il lord di Forte Terrore e capo di Casa Bolton. Pallido e taciturno, adora farsi salassare con delle sanguisughe, per questo motivo viene soprannominato "il lord mignatta". Sebbene utilizzi modi gentili, Roose è un uomo freddo, paziente, calcolatore e capace di grande crudeltà. Possiede una mente scaltra, un'abilità di stratega e una natura calcolatrice. La sua voce è simile a un sussurro; parla piano e raramente alza la voce, costringendo così quelli che lo ascoltano a fare attenzione. Quando Roose parla, spesso scende il silenzio. Spesso Roose indossa una cotta di maglia nera e un mantello rosa chiazzato.
Pratica l'abolita tradizione della prima notte, ma è discreto con le sue attività per evitare di attirare l'attenzione e la possibile ira dei Signori del Nord, la Casa Stark. Ha combattuto nella Battaglia del Tridente durante la Ribellione di Robert, e quando Ser Barristan Selmy, seriamente ferito, fu portato dinanzi a Robert Baratheon, gli consigliò di ucciderlo. La prima moglie di Roose non è ancora stata menzionata nei romanzi, ma la sua seconda moglie era Bethany Bolton, con cui ebbe un figlio sopravvissuto alla culla, Domeric, morto di una "malattia delle viscere" (sebbene in privato Lord Bolton attribuisce la colpa della morte del figlio al suo figlio bastardo, Ramsay Snow). Non avendo altri eredi legittimi, Roose porta Ramsay a Forte Terrore e lo nomina suo erede presuntivo.
Appoggia subito la causa di Robb Stark e dell'indipendenza del Nord, rivelandosi uno dei suoi migliori comandanti e consiglieri. Dopo l'invasione del Nord da parte dei Greyjoy e la vittoria delle forze congiunte di Lannister e Tyrell ad Approdo del Re, Roose giunge però alla conclusione che la causa di Robb sia persa e lo tradisce, schierandosi con i Lannister e prendendo parte alle Nozze Rosse dove lo ucciderà personalmente. In cambio ottiene dai Lannister, come vassallo, il dominio del Nord, ma tale dominio è attualmente incerto in quanto parte del nord è controllato da Casa Greyjoy altri castelli sono fedeli a Stannis Baratheon, dalla morte del Re del Nord. Per legittimare il dominio del Nord da parte della sua casata, fa sposare Ramsay ad "Arya Stark", in realtà Jeyne Poole, ex-dama di compagnia di Sansa Stark. Ironia della sorte, mentre controllava il castello di Harrenhall, la vera Arya, sotto mentite spoglie, è stata sua coppiera.
Nella serie televisiva Il Trono di Spade, tratta dai romanzi, è interpretato da Michael McElhatton e in italiano è doppiato da Roberto Pedicini.

## Membri di Casa Clegane
Clegane è una casata dell'Occidente, fedele ai Lannister di Castel Granito. Le loro terre sono a sud est di Castel Granito e sono costituite da un pezzettino di terra e una casa modesta. Il fondatore della casata era il guardiano dei cani di Tytos Lannister, che salvò il suo signore dall'attacco di una leonessa, perdendo una gamba e tre dei suoi cani nell'impresa. Come ricompensa, lord Tytos dona al guardiano alcune terre, una fortezza e prende suo figlio come scudiero, dando vita alla Casa Clegane. Il simbolo di Casa Clegane consiste in tre cani neri su uno sfondo giallo scuro.

### Gregor Clegane
Gregor Clegane, detto "la Montagna che cavalca" (Mountain That Rides), è un crudele guerriero ampiamente considerato come uno degli uomini più forti ed erculei del mondo, noto anche per il carattere spietato, brutale e sanguinario. Da sempre fedele ai Lannister, è il fratello maggiore di Sandor Clegane, detto "il Mastino", di cui è cinque anni più anziano, e il suo soprannome deriva dalla sua enorme mole, caratteristica della sua famiglia. È stato Gregor a sfregiare il fratello quando erano entrambi bambini: Sandor stava giocando con un giocattolo del fratello maggiore e come ritorsione questi gli ha premuto la faccia su un braciere.
A diciassette anni viene ordinato cavaliere dal principe Rhaegar Targaryen e poco dopo combatte per Tywin Lannister durante la battaglia all'interno delle mura di Approdo del Re. Durante gli scontri uccide in modo brutale, spaccandogli la testa, il figlio in fasce di Rhaegar per poi stuprare e uccidere anche la moglie di quest'ultimo, la principessa Elia di Dorne. Partecipa quindi alla repressione della rivolta di Balon Greyjoy.
La sua tremenda fama è alimentata, oltre che dalla brutalità in battaglia, anche da alcune voci secondo le quali i servitori del suo castello spariscono nel nulla, probabilmente uccisi da lui stesso; sia la sorella sia le due precedenti mogli, inoltre, sono morte in circostanze mai del tutto chiarite. Anche il padre è morto durante un presunto, ma alquanto dubbioso e provvidenziale, incidente di caccia.
Partecipa al torneo del Primo cavaliere uccidendo intenzionalmente nel primo scontro il giovane cavaliere ser Hugh della valle. Nello scontro successivo viene sconfitto da ser Loras Tyrell, il Cavaliere di fiori; non rassegnandosi alla sconfitta si rialza dalla caduta e decapita con un solo fendente il proprio cavallo, per poi dirigersi con furia cieca verso ser Loras che ancora stava salutando la folla. Lo disarciona con un colpo di spada ma viene bloccato dal fratello Sandor, che lo affronta spada in pugno. Solamente l'intervento del re e di una ventina di cavalieri convincono ser Gregor a fermarsi e ad abbandonare lo scontro.
Dopo il rapimento di Tyrion Lannister, Tywin Lannister lo manda a saccheggiare le terre dei fiumi sotto il controllo di Casa Tully come rappresaglia e per questo viene condannato a morte dal Primo Cavaliere del Re, lord Eddard Stark, che invia in sua vece una schiera di cavalieri e soldati comandata da lord Beric Dondarrion. Durante la guerra dei Cinque Re, viene nominato capo militare e diventa uno degli uomini-chiave dell'esercito Lannister, sfuggendo più volte alla cattura da parte dell'esercito di Robb Stark e degli agguati di Dondarrion.
Viene richiamato ad Approdo del Re quando Tyrion Lannister, imputato di regicidio, richiede di mostrare la sua innocenza con un processo per combattimento. Gregor viene nominato campione della regina Cersei, l'accusatrice, e questo spinge Oberyn Martell a dichiararsi campione del Folletto, visto che desidera più di ogni altra cosa vendicare la sua amata sorella Elia. Nonostante Gregor venga colpito a più riprese dalla lancia avvelenata di Oberyn riesce comunque a ucciderlo, firmando così la condanna per Tyrion. A causa del veleno, però, Gregor sembra non guarire dalle ferite, anzi esse si aggravano terribilmente. La regina Cersei allora decide di affidarlo al maestro Qyburn, che lo usa come cavia per i suoi esperimenti prima della sua imminente morte. Il teschio di Ser Gregor viene poi portato a Lancia del Sole da ser Balon Swann della Guardia Reale come risarcimento per le morti di Elia, Aegon e Oberyn.
Nella serie televisiva Il Trono di Spade, tratta dai romanzi, è interpretato da Conan Stevens nella prima stagione, da Ian Whyte nella seconda e da Hafþór Júlíus Björnsson nella quarta; in italiano è doppiato da Mario Bombardieri. Nella serie la Montagna non muore a seguito del suo scontro con Oberyn Martell ma grazie agli esperimenti di Qyburn diventa una sorta di non-morto al servizio della regina Cersei. A fine della serie si incontrerà col fratello mentre la Fortezza Rossa sta per essere distrutta da Daenerys Targaryen e il suo drago: abbandonata la regina e ucciso il Primo Cavaliere che cercava di riportarlo ai suoi doveri, Gregor ha una lotta mortale col fratello.

### Sandor Clegane
Sandor Clegane, detto il Mastino (Hound) è il fratello minore di ser Gregor Clegane. È un formidabile guerriero sfigurato da un'ustione sul lato sinistro del volto ed è la guardia del corpo di Joffrey Baratheon.

## Membri di Casa Florent
I Florent della Fortezza di Acquachiara sono i più potenti alfieri di Alto Giardino. Il loro stemma mostra una testa di volpe dentro un cerchio di fiori. Giurano fedeltà a Renly poi a Stannis Baratheon, per questa ragione vengono nominati nemici della corona. Sono da sempre i maggiori rivali di Casa Tyrell, in quanto sostengono di avere maggiori pretese sul seggio di Alto Giardino.

### Alester Florent
È il lord di Acquachiara, sposato con lady Melara Crane, da cui ha avuto i figli Alekyne, Melessa e Rhea. In un primo momento, durante la Guerra dei Cinque Re si schiera dalla parte di Renly Baratheon; dopo la sua morte, tuttavia, passa dalla parte di suo fratello Stannis, divenendone Primo Cavaliere. Dopo la sconfitta nella Battaglia delle Acque Nere, consiglia a Stannis di pensare alla pace con re Joffrey, motivo per cui viene accusato di tradimento e rinchiuso in cella; in seguito, viene bruciato vivo come sacrificio a R'hllor da Melisandre di Asshai. Suo figlio Alekyne è il nuovo lord di casa Florent, egli ha trovato rifugio (o è tenuto prigioniero) ad Alta Torre.

### Axell Florent
Fratello di Alester, è schierato fin dall'inizio della Guerra dei Cinque Re con Stannis Baratheon, ed è al servizio della propria nipote Selyse. È un uomo senza scrupoli e molto ambizioso, tanto che non si fa problemi a rinnegare il fratello quando questi viene accusato di tradimento da Stannis, pur di ottenere il suo favore.
Dimostra un interesse morboso nei confronti di Val, la "principessa dei Bruti", pur non avendola mai vista, e più di una volta cercherà di convincere Jon Snow a portargliela per farne sua moglie; tuttavia Jon, non nutrendo alcuna simpatia nei suoi confronti, si rifiuterà di rivelargli qualsiasi informazione su Val, causando la rabbia del borioso cavaliere.

### Colin Florent
Dopo la sconfitta di Stannis nella Battaglia delle Acque Nere, il seggio di casa Florent, la fortezza di Acquachiara, viene donato alla casa Tyrell, quindi ser Garlan Tyrell viene incaricato dalla corona di riconquistare i possedimenti dei Florent. Tuttavia i possedimenti e le terre dei Florent vengono mantenuti da ser Colin nominato castellano della fortezza.

### Imry Florent
Ser Imry è un cavaliere di casa Florent, fratello di Selyse. Viene scelte come comandante della flotta di Stannis nella battaglie delle Acque Nere, commette il fatale errore di non mandare navi in avanscoperta come proposto da Davos, guida la flotta ciecamente verso la foce del fiume delle acque nere e muore nella battaglia che ne segue.

### Selyse Florent
Figlia di Ryam Florent, è la moglie di Stannis Baratheon e madre della loro unica figlia Shireen; è la lady di Roccia del Drago. Ha gli occhi pallidi, un naso a punta, un visibile accenno di peluria sul labbro superiore e la bocca dura, con una voce come uno scudiscio. È nota per il suo carattere freddo e rigido, privo di alcun calore verso chiunque, eccetto forse sua figlia. Totalmente plagiata da Melisandre di Asshai, è diventata una strenua seguace del culto di R'hllor.
Nella serie televisiva Il Trono di Spade, tratta dai romanzi, è interpretata da Sarah McKeever nella seconda stagione e da Tara Fitzgerald dalla terza alla quinta; in italiano, è doppiata da Franca D'Amato. Qui, è enfatizzato quanto la psiche di Selyse non sia affatto stabile, dato che la donna viene vista parlare amorevolmente coi feti dei suoi tre figli morti prima della nascita, che custodisce gelosamente nelle proprie stanze all'interno di vasi di formaldeide. Il suo fanatismo è tale che, dopo aver fatto sacrificare a R'hllor i suoi stessi parenti, addirittura benedice il tradimento del marito con Melisandre, ritenendolo un gesto sacro in quanto voluto dal dio. Altra caratteristica è che mentre nei romanzi è lasciato intendere che sia di suo una donna austera e rigida ma che, quando serve, è in grado di mostrare un minimo d'affetto per la figlia, nella serie Selyse non mostra mai affetto o anche solo comprensione, per la dolce fanciulla, che in privato col marito ammette di considerarla una vergogna, avendo dato al marito solo debolezza, nonostante questi neghi. Il suo epilogo è uno dei più tragici: quando lei, Stannis e Shireen si trovano al Nord per poter conquistare Grande Inverno, il clima rigido intrappola l'esercito a poche leghe dalla città, per cui Stannis, per disperazione, ascolta Melisandre e decide di sacrificare Shireen a R'hllor; inizialmente Selyse sembra approvare il gesto, ma quando la bambina, legata sulla pira, comincia a chiederle aiuto disperata, la regina, fino ad allora la più fervente fanatica del Signore della Luce, trova l'amore materno che fino ad allora aveva soppresso e cerca di salvarla, ma le viene impedito dalle guardie e, quindi, può solo guardare mentre la figlia brucia viva. Quest'ultima tragedia è il colpo finale, per la sventurata donna, che quella stessa notte si impicca, suicidandosi.

## Membri di Casa Frey
Casa Frey è una delle case più recenti dei Sette Regni, fondata da soli 600 anni. Il loro seggio, le Torri Gemelle, situate sull'unico guado esistente della Forca Verde, ha permesso ai Frey di guadagnare non poca importanza nei secoli e anche molta ricchezza, grazie alle tasse imposte sul passaggio. È la casata più numerosa di tutto il continente, tanto che suoi membri possono riempire un intero campo di battaglia. Il loro stemma rappresenta due torri blu collegate da un ponte su sfondo grigio-argento, simbolo delle Torri Gemelle.

### Aegon Frey
Aegon Frey, detto Campanello, è il figlio primogenito di ser Stevron Frey e la sua seconda moglie Jeyne Lydden. È un uomo di mezza età dai capelli grigi e palesemente affetto da ritardo mentale. È solito indossare un berretto da giullare dotato di campanelli, da cui il soprannome. Durante la strage delle Nozze Rosse, Catelyn Stark minaccia lord Walder di uccidere Campanello, se egli non risparmierà a vita a Robb: indifferente alla sorte del nipote, lord Walder lascia che Robb venga ucciso e così Catelyn sgozza Campanello.
Nella serie televisiva Il Trono di Spade, tratta dai romanzi, Campanello non compare e il suo ruolo come vittima di Catelyn viene ricoperto dalla giovane moglie di lord Walder.

### Amerei Frey
Figlia maggiore di Merrett Frey e Mariya Darry. Nel romanzo Il banchetto dei corvi sposa Lancel Lannister, ma il matrimonio non sarà mai consumato, per via del crescente fanatismo religioso di Lancel. Amerei è famosa per la sua promiscuità, infatti è fortemente sospettata da tutti di essere infedele al marito. È descritta come una donna attraente, ma con un volto dalla forma allungata e il mento sfuggente. Ha le gambe lunghe ed è prosperosa.

### Edwyn Frey
Edwyn è un uomo snello di carnagione pallida, con un naso schiacciato e lisci capelli scuri. Di solito il suo atteggiamento è freddo. Secondo Ser Daven Lannister, è un uomo pieno d’odio.Merrett Frey lo considera, insieme a suo fratello anche peggio del padre Ryman. Edwyn non ha mai avuto un buon rapporto con suo fratello, Walder, e lo considera una minaccia a causa della sua posizione come prossimo nella linea di successione.Edwyn viene descritto come un uomo poco dedito alle armi, il che potrebbe spiegare la sua mancanza nell’esercito di Robb durante la campagna nelle Terre dell'Ovest. Edwyn fa comunque parte dell’esercito di Frey, che assedia Delta delle acque, comandato da suo padre.

### Emmon Frey
Emmon Frey è il secondo figlio maschio nato dal matrimonio di lord Walder Frey e la sua prima moglie, Perra Royce. È sposato con Genna Lannister, da cui ha quattro figli: Cleos, Lyonel, Tion e Walder. L'unione è sempre stata fortemente contestata da Tywin Lannister: l'inimicizia del cognato e il carattere dominante della moglie hanno sempre fatto sentire Emmon a disagio quando si trovava tra i Lannister, cosa che avviene anche tuttora.
In seguito agli eventi della Guerra dei Cinque Re, Emmon diventa lord di Delta delle Acque e patriarca della nuova Casa Frey di Delta delle Acque per decreto di re Tommen Baratheon.

### Roslin Frey
Roslin Frey è l'unica figlia che lord Walder ha avuto dalla sua sesta moglie, Bethany Rosby. È bassa di statura, esile, attraente, con occhi e capelli castani, ha una natura gentile e talento per la musica. In Tempesta di spade viene costretta a sposare Edmure Tully, per rinnovare l'alleanza tra il Re del Nord Robb Stark, appoggiato dai Tully, e i Frey. Il matrimonio, destinato a essere conosciuto col nome di Nozze Rosse, si rivelerà una trappola, in seguito alla quale il Re del Nord sarà assassinato. Nonostante ciò, tra Roslin ed Edmure si svilupperà comunque un grande affetto. In Una danza con i draghi a Roslin e al figlio appena nato sarà concesso di ricongiungersi a Edmure a Castel Granito, dove l'uomo è prigioniero.
Nella serie televisiva è interpretata da Alexandra Dowling.

### Ryman Frey
Ryman Frey è il primogenito di ser Stevron Frey e la sua prima moglie Corenna Swann; è secondo in linea di successione per ereditare il titolo di lord del Guado alla morte di suo nonno, lord Walder Frey. Ryman è un uomo corpulento incline a cedere ai piaceri della gola, dell'alcol e della lussuria. Il suo volto è largo e in carne e, secondo Catelyn ha un'espressione stupida. Robb Stark lo considera ottuso come un sasso.
Dopo la morte del padre, Ryman diventa l'erede diretto di lord Walder Frey. Secondo Merrett Frey, Ryman è uno delle menti principali che hanno architettato le Nozze Rosse, insieme a lord Walder Frey e lord Roose Bolton; durante tale evento uccide Dacey Mormont. Dopo le Nozze Rosse, raccoglie duemila uomini per riunirsi a ser Daven Lannister e ser Forley Prester e dare il via al secondo assedio di Delta delle Acque. Viene in seguito estromesso dal comando da Jaimie Lannister, sulla strada del ritorno verso le Torri Gemelle, Ryman e la sua scorta vengono catturati e impiccati vicino a Fairmarket, probabilmente dalla Fratellanza senza Vessilli.

### Stevron Frey
Stevron Frey è il primogenito di lord Walder Frey e della sua prima moglie, Perra Royce ed erede delle Torri Gemelle. Nasce intorno al 243º anno dall'arrivo di Aegon il Conquistatore. Ormai sessantenne, ha avuto tre mogli, sei figli, numerosi nipoti e pronipoti. Stevron è stato da sempre educato e preparato a essere l'erede delle Torri Gemelle, anche se lord Walder spesso ironizza sul fatto che il figlio è quarant'anni che aspetta che muoia così da prendere il suo posto. Grazie agli insegnamenti del padre, Stevron ha appreso l'importanza del legame familiare, ma, a differenza di lord Walder, è un uomo amichevole e ragionevole. Come molti altri Frey, anche Stevron assomiglia molto a lord Walder di aspetto. Ha gli occhi grigi e dimostra tutti i suoi sessant'anni.
Dopo aver deciso di appoggiare la causa del re del Nord, Stevron in persona si unisce all'esercito, alla guida della guarnigione dei Frey. Durante la Battaglia di Oxcross, Stevron viene ferito. Nonostante sembri una ferita innocua, tre giorni dopo l'uomo viene trovato morto nella sua tenda. Robb ricorderà spesso come Stevron si sia dimostrato un fedele servitore.

### Walda Frey
Walda Frey detta "Walda la Grassa" è la secondogenita di Merrett Frey, nipote di lord Walder Frey. Ha due sorelle e un fratello: Amerei, Marissa e Walder. Ha 15 anni ed è descritta come una ragazza molto grassa, con gli occhi acquosi, dei seni enormi e insignificanti capelli biondi. Ha una voce sottile e stridula. Per rafforzare l'alleanza con i Bolton di Forte Terrore, lord Walder offre a Roose Bolton una delle sue figli o nipoti in sposa, promettendogli una dote in monete d'argento equivalente al peso della ragazza. Bolton sceglie perciò Walda, la più grassa tra le donne disponibili di Casa Frey.
Roose racconta a Theon Greyjoy di essersi stranamente affezionato alla sua giovane moglie (trova abbastanza accattivante che Walda non rimanga muta a letto, come le sue due precedenti consorti). Rivela anche che, se la ragazza dovesse dargli dei figli, è molto probabile che Ramsay li uccida, anche se Roose stesso lo considererebbe un bene, visto che quasi sicuramente lui stesso non vivrà abbastanza a lungo per vedere il bambino raggiungere la maggiore età e non vuole lasciare Forte Terrore in mano a un lord bambino (che lui considera una maledizione per qualsiasi casata).
Nella serie televisiva è interpretata da Elizabeth Webster.

### Walder Frey
Walder Frey è il signore delle Torri Gemelle, capo della Casa Frey e Signore del Guado. Nonostante abbia superato i novant'anni e sia vecchio e infermo, gestisce attivamente gli affari della sua casata. Walder è famoso per la sua numerosa prole e per essere sopravvissuto a molte mogli. È attualmente sposato con l'ottava consorte e ha più di cento discendenti, legittimi e non. Ha ventidue figli e sette figlie nati dai suoi matrimoni e un numero sconosciuto di bastardi, sia maschi sia femmine. Dà molta importanza alla lealtà familiare, anche se i suoi discendenti lottano brutalmente tra loro per ottenere il suo favore: molti Frey infatti si chiamano Walder o Walda nella speranza di onorare il capostipite della famiglia. È un uomo vanesio, permaloso, ambizioso e inaffidabile; durante la ribellione di Robert Baratheon, rimandò l'entrata nel conflitto il più possibile, arrivando per la Battaglia del Tridente solo quando i ribelli avevano già vinto. Per questo motivo il suo signore, lord Hoster Tully, lo soprannomina “Lord Frey il Ritardatario”.
Durante la Guerra dei Cinque Re, poiché il passaggio dalla fortezza diventa una necessità strategica per l'esercito di Robb Stark, Walder riesce a stringere con successo alcuni patti matrimoniali tra i suoi figli con lo stesso Robb e sua sorella Arya. La notizia del matrimonio tra Robb e Jeyne Westerling fa perdere il supporto della Casa Frey alla causa del Re del Nord, così Walder complotta segretamente con lord Tywin Lannister e Roose Bolton per tradire gli Stark e i Tully. Tramite il figlio Lothar Frey, convince Robb e molti dei suoi alfieri più importanti a tornare alle Torri Gemelle con la scusa di perdonare il torto subito con il matrimonio di Edmure Tully e la figlia Roslin Frey. Durante il banchetto nuziale, gli uomini di Walder attaccano a sorpresa Robb e tutto il suo esercito (nonostante fossero protetti dal diritto di ospitalità), massacrando Robb, Catelyn Tully, molti alfieri e gran parte dei soldati. Il tradimento diventa poi universalmente noto con il nome di "Nozze Rosse". Walder giura quindi fedeltà alla Casa Lannister: il suo secondogenito, Emmon Frey, riceve Delta delle Acque e le terre circostanti come ricompensa.
Nella serie televisiva Il Trono di Spade, tratta dai romanzi, è interpretato da David Bradley e in italiano è doppiato da Carlo Valli. Poco dopo l'assegnazione di Delta delle Acque, Walder ne perde rapidamente il possesso a causa del Pesce Nero, Brynden Tully, ma grazie all'aiuto dell'esercito Lannister, guidato da Jamie e Bronn, il castello viene riconquistato. Riaffermata la sua alleanza con la corona, Walder celebra con sfarzo la vittoria, ma l'atteggiamento borioso che mantiene durante i festeggiamenti, in cui si comporta come se la riconquista di Delta delle Acque fosse avvenuta anche per merito suo, porta un disgustato Jamie a minacciarlo che se Casa Frey dovesse mostrarsi di nuovo così incapace nella gestione del Tridente, allora la corona chiederà a qualcun altro di farlo al suo posto. Pochi giorni dopo, Arya Stark si introduce nelle Torri Gemelle e uccide il vecchio lord dopo avergli fatto mangiare una torta di carne fatta con i pezzi di alcuni dei suoi figli. Quindi la ragazza, utilizzandone il volto, riunisce nel castello tutti i membri maschi di Casa Frey e li uccide con del vino avvelenato, vendicando le vittime delle Nozze Rosse.

### Walder Frey il Nero
Walder è un uomo dal fisico asciutto, robusto e con la barba nera. Deve il suo soprannome al carattere irascibile e al comportamento severo che ispira paura a coloro che gli stanno intorno: è inoltre molto ambizioso tant'è che cerca di sottrarre il trono a suo fratello maggiore Edwyn con il quale non vi è un buon rapporto. Considerato un buon militare riesce a prendersi la resa di casa Mallister, ancora fedele a Robb Stark, minacciando lord Jason di uccidere suo figlio Patrek.
Nella serie televisiva Il Trono di Spade tratta dai romanzi, il suo personaggio è stato convertito in Walder Rivers, detto Walder il Nero, interpretato da Tim Plester e doppiato in italiano da Leonardo Graziano. È lui a uccidere Cathelyn Stark e poi, quando Bryden Tully riconquista Delta delle Acque, gli è affidato il compito di riconquistarla assieme a Lothar Frey, ma i due sono talmente inetti da obbligare la corona ad inviargli in soccorso un esercito, comandato da Jaime Lannister e da Bronn. I Frey sono talmente impreparati che l'arrivo dell'esercito alleato non viene neanche notato, suscitando il disgusto di Jaime che prende il comando dell'assedio. Walder, scioccamente, cerca di contestare gli ordini, ma viene picchiato e costretto a obbedire. Quando Delta delle Acque viene riconquistata e l'esercito dei Lannister torna verso Approdo del Re, Walder e suo fratello sono uccisi da Arya Stark, che ne macella i corpi e li usa per fare un pasticcio di carne che serve al loro padre, lord Frey, prima di uccidere anche lui e, quindi, il resto della casata.

## Membri di Casa Greyjoy
I Greyjoy dominano le Isole di Ferro (Iron Islands) dalla loro roccaforte di Pyke. Si definiscono gli Uomini di Ferro e sono celebri per essere sia abili navigatori, sia feroci pirati e saccheggiatori. Discendono da Re Grey dell'età degli Eroi. Il loro stemma è una piovra dorata in campo nero. Il loro motto è: "Noi non seminiamo".

## Membri di Casa Kettleblack
Casa Kettleblack è una casata delle Terre della Corona. Il loro stemma è un bollitore nero su un campo rosso. Tratti comuni ai membri di questa casa sono l'alta statura, i capelli neri e il naso aquilino. I Kettleblack sono noti per essere uomini senza scrupoli. Gli unici Kettleblack conosciuti nel corso della saga sono i tre fratelli al servizio di Cersei Lannister e il loro padre Oswell.

### Osfryd Kettleblack
Ser Osfryd Kettleblack è il secondo dei fratelli Kettleblack, nonché il più serio e crudele. Riceve il rango di cavaliere dopo la Battaglia delle Acque Nere, anche se nessuno lo ha visto effettivamente combattere. Quando ser Addam Marbrand viene rimosso dalla carica di Comandante delle Cappe Dorate, la regina Cersei nomina al suo posto Osfryd, nonostante la sua inesperienza e il suo essere analfabeta. Dopo l'arresto di Cersei nel romanzo Il banchetto dei corvi, riceverà l'accusa di fornicazione con la regina e verrà destituito dalla carica e arrestato.

### Osmund Kettleblack
Ser Osmund Kettleblack è il maggiore dei fratelli Kettleblack. È un membro giurato della Guardia reale, anche se la sua nomina a cavaliere è una faccenda controversa, dato che sostiene di aver ricevuto la nomina da un certo "ser Robert Stone": secondo Tyrion Lannister, Osmund non è altro che un mercenario che si spaccia per cavaliere. Fa il suo ingresso nella Guardia reale, quando la regina Cersei Lannister licenzia Boros Blunt per viltà. Durante la Battaglia delle Acque Nere, Osmund rimane al fianco di re Joffrey, con lo scopo di proteggerlo, senza prendere parte alla lotta. In Tempesta di spade, Tyrion riferisce a Jaime che Cersei ha frequenti rapporti sessuali con Osmund.

### Osney Kettleblack
Ser Osney Kettleblack è il minore dei fratelli Kettleblack. A differenza dei fratelli, che portano la barba, Osney è sempre accuratamente rasato. Riceve il rango di cavaliere dopo la Battaglia delle Acque Nere, anche se nessuno lo ha visto effettivamente combattere. In cambio della promessa di favori sessuali (che in seguito otterrà con la forza) e del titolo di lord, Osney svolge diversi compiti per la regina Cersei, a partire dall'assassinio dell'Alto Septon. In seguito riceverà l'ordine di confessare al nuovo Alto Septon, l'Alto Passero, di aver avuto rapporti sessuali con la regina Margaery Tyrell (sebbene non sia vero), in modo da essere mandato alla Barriera, assassinare il Lord Comandante dei Guardiani della notte Jon Snow e tornare infine ad Approdo del Re, grazie al perdono reale. Il piano si rivela un disastro: Osney viene arrestato dall'Alto Passero, torturato e costretto a dire la verità, cosa che comporterà l'arresto della stessa Cersei.

### Oswell Kettleblack
Oswell Kettleblack è il padre dei tre fratelli Kettleblack. È descritto come un uomo anziano, dai capelli brizzolati, le mani enormi e i denti storti. È un servitore di lord Petyr Baelish, che gli commissiona diversi compiti, tra cui l'assunzione dei nani Penny e Oppo per lo spettacolo al matrimonio di re Joffrey.

## Membri di Casa Lannister
I Lannister sono i Protettori dell'Ovest, dominano i ricchi giacimenti auriferi di Lannisport. La loro residenza è la roccaforte di Castel Granito (Casterly Rock). Si dichiarano progenie di Lann l'Astuto per linea femminile. Il loro stemma è un leone d'oro in campo porpora. Il loro motto è: "Udite il mio ruggito!".

## Membri di Casa Martell
I Martell dominano il sud-est dei Sette Regni, il regno di Dorne, dalla capitale Lancia del Sole (Sunspear). Furono gli ultimi a essere assoggettati e inglobati nei Sette Regni, e ancora oggi conservano caratteristiche diverse dalle altre casate. Mors Martell prese in sposa la regina degli Rhoynar, popolo conquistatore di Dorne. Il loro stemma è una lancia dorata che trafigge un sole rosso. Il loro motto è "Mai inchinati, mai piegati, mai spezzati".

## Membri di Casa Mormont
I Mormont sono una casata fedele agli Stark e risiedono nell'Isola dell'Orso. L'isola fu data ai Mormont dopo che re Rodrik Stark la tolse al dominio degli Uomini di Ferro. Il loro emblema è un orso nero in campo verde e il motto è "Qui ci ergiamo" (Here we stand).

### Alysane Mormont
Alysane Mormont, detta la Giovane Orsa, è la seconda figlia di lady Maege Mormont. Ha circa venticinque anni ed è descritta come una donna bassa, muscolosa, mascolina e decisamente poco attraente. Anche se non è sposata, ha due figli, una bambina di nove anni e un bambino di due, di cui spiega la paternità (probabilmente scherzando) facendo riferimento alla presunta capacità delle donne Mormont di trasformarsi in orsi e accoppiarsi con tali animali. Guerriera abile e pericolosa come la madre e la sorella, Alysane, nel romanzo Una danza con i draghi si trova al nord, insieme all'esercito di Stannis. Ricevuto l'ordine di tenere sotto controllo la prigioniera Asha Greyjoy, Alysane instaura un rapporto quasi amichevole con Asha, nonostante lo storico odio dei Mormont nei confronti dei Greyjoy.

### Dacey Mormont
Dacey Mormont è la primogenita ed erede di lady Maege Mormont. È una potente guerriera, molto alta e slanciata e abile a combattere soprattutto con la mazza chiodata; è tuttavia più attraente e femminile della sorella Alysane. Nel romanzo Il gioco del trono entra a far parte dell'esercito di Robb Stark, diventando membro della sua guardia personale. In Tempesta di spade è presente alle Nozze Rosse, durante le quali diventa una delle tante vittime del tremendo massacro.

### Maege Mormont
Maege Mormont, lady dell'Isola dell'Orso, è a capo della Casa Mormont. Ha ereditato il titolo da suo nipote, ser Jorah Mormont, dopo la sua fuga in esilio. Maege è una donna bassa e robusta dai capelli grigi. In battaglia è una guerriera feroce che veste in maglia di ferro e predilige l'uso della mazza chiodata. Ha un rapporto conflittuale con suo fratello Jeor che la considera testarda, irascibile e prepotente. Maege ha cinque figlie, Dacey, Alysane, Lyra, Jorelle e Lyanna, tutte avute con un uomo mai menzionato nei romanzi. Nel romanzo Il gioco del trono si unisce all'esercito di Robb Stark nella sua guerra contro i Lannister; dopo la caduta del Re del Nord, avvenuta in Tempesta di spade, Maege si rifugia in un luogo sconosciuto insieme alle figlie Lyra e Jory, mentre la più piccola, Lyanna torna all'Isola dell'Orso.
Nella serie televisiva è interpretata da Elizabeth Barret.

### Lyanna Mormont
Lyanna Mormont è la quinta e ultima figlia di Maege Mormont. Si tratta di una bambina di circa dieci anni. Lyanna non compare mai direttamente nei romanzi, ma in Una danza con i draghi Stannis Baratheon riceve una lettera alla Barriera proprio da Lyanna, in cui questa lo informa del rifiuto della Casa Mormont di riconoscere Stannis come re, affermando che la sua fedeltà va esclusivamente agli Stark.
Nella serie televisiva Il Trono di Spade, Lyanna compare come personaggio attivo, interpretata da Bella Ramsey. Possiede una maturità straordinaria per la sua età: quando Sansa e Jon Snow si recano da lei per ottenere aiuto contro i Bolton, i loro tentativi di ottenerne l'appoggio usando l'adulazione sono rapidamente respinti, obbligando Davos a convincerla raccontandole la verità relativa al Re della Notte. La giovane Lady acconsente a sostenerli, e quando gli Stark riottengono finalmente Grande Inverno, Lyanna riesce a convincere gli altri lord a sostenere Jon Snow come Re del Nord. Quando poi il nuovo re dichiara che, per la guerra contro il Re della Notte, sarà necessario che anche le donne e i bambini più grandi combattano, è di nuovo Lyanna a zittire le proteste degli altri lord, dichiarandosi pronta ad affrontare il nuovo nemico. Dopo qualche mese, all'arrivo di Daenerys Targaryen, ovviamente la Lady dell'Isola dell'Orso è tra i primi a manifestare la propria disapprovazione di fronte alla notizia che Jon si è sottomesso alla regina per ottenerne l'aiuto, ma come tutti gli altri lord non ha abbastanza tempo, dato l'imminente attacco. Poco prima della battaglia, suo cugino, il cavaliere esiliato Ser Jorah Mormont, ora al servizio di Daenerys, la implora di astenersi dal combattere, ma Lyanna rifiuta, quindi i due si augurano buona fortuna. Durante lo scontro, Lyanna affronta da sola un gigante non-morto, e pur riuscendolo a ucciderlo con una daga di vetro di drago, questi la afferra e la stritola, uccidendola. Essendo anche Jorah una vittima della battaglia, con la loro morte la Casa Mormont dell'Isola dell'Orso è definitivamente estinta.

### Jeor Mormont
Jeor Mormont, detto "Vecchio Orso", è il 997° lord comandante della confraternita dei Guardiani della notte.

### Jorah Mormont
Jorah Mormont è un cavaliere autoesiliatosi nelle terre al di là del mare per essersi attirato le ire di Eddard Stark: aveva venduto come schiavi due bracconieri suoi prigionieri. Serve Khal Drogo e, quando conosce Daenerys, facendole anche da interprete per la lingua Dothraki, prova per lei un sentimento di affetto e devozione, e infine d'amore. Suo padre è Jeor Mormont, il Lord Comandante dei Guardiani della notte.
Nella serie televisiva è interpretato dall'attore scozzese Iain Glen e doppiato in italiano da Angelo Maggi.

## Membri di Casa Reed
Reed di Torre delle Acque Grigie controllano le terre paludose dell'Incollatura da una fortezza mobile. Torre delle Acque Grigie è l'unica roccaforte "nascosta" nel continente, dato che si sposta. I Reed sono gli alfieri degli Stark più a sud.

### Howland Reed
Howland Reed è il Lord della Torre delle Acque Grigie ed è a capo dei crannogmen dell’Incollatura. Ha due figli, Meera e Jojen. È uno degli amici più fidati di Eddard Stark e ha combattuto a suo fianco in molte battaglie durante la Ribellione di Robert Baratheon. È un uomo basso di statura, ma come tutti i crannogmen è anche valoroso, astuto e forte.
Incontra per la prima volta gli Stark durante il Torneo di Harrenal, quando viene aggredito da tre scudieri prepotenti e viene difeso da Lyanna Stark. Sempre in quella occasione, un cavaliere misterioso che si fa chiamare Cavaliere dell’albero che ride gareggia nella giostra per difendere l’onore di Howland, sebbene la vera identità del cavaliere rimane sconosciuta. Combatte a fianco di Eddard durante la Ribellione di Robert va con lui alla Torre della Gioia a rivendicare la sorella rapita di Eddard. Soltanto Howland e Eddard sopravvivono allo scontro con le guardie a difesa della torre. Inoltre, Eddard sostiene che se non fosse stato per lui, ser Arthur Dayne lo avrebbe ucciso. Dopo la morte di Eddard, Howland è probabilmente l’unica persona in vita che sia stata testimone dei misteriosi eventi che hanno avuto luogo nella Torre della Gioia nel giorno dello scontro. All’inizio della Guerra dei Cinque Re, invia i suoi figli a giurare fedeltà a Robb Stark come Re del Nord.
Nella serie tv compare in un flashback della sesta stagione dove è interpretato da Leo Woodruff.

### Jojen Reed
Jojen Reed è l’unico figlio maschio di Howland Reed ed è il fratello minore di Meera Reed. Jojen è un ragazzo che ha il dono della visione dell’oltre e i suoi sogni sono profetici. Ha tredici anni, nonostante i suoi modi lo facciano sembrare più maturo di quello che è; proprio per il suo carattere saggio e solenne, la vecchia Nan lo soprannominerà "piccolo nonno". È magro e basso di statura, ha occhi di un verde profondo, del colore del muschio, e veste abiti di colore verde. Grazie ai suoi sogni dell’oltre, è a conoscenza di cose oscure e misteriose, come ad esempio il giorno della sua futura morte.
Durante la Festa del Raccolto, arriva insieme a sua sorella Meera a Grande Inverno per rinnovare il giuramento di fedeltà dei Reed a Grande Inverno e a Robb in seguito alla morte di Eddard Stark. Dopo il sacco della fortezza, i due fratelli accompagnano Bran nel suo viaggio Oltre la Barriera alla ricerca del corvo a tre occhi.
Nella serie televisiva Il Trono di Spade, tratta dai romanzi, è interpretato da Thomas Brodie-Sangster e in italiano è doppiato da Gabriele Patriarca.

### Meera Reed
Meera Reed è la figlia maggiore di Howland Reed e sorella di Jojen. Ha sedici anni. Come tutti i crannogmen, il popolo che abita le paludi dell’Incollatura, Meera è bassa e snella. Ha lunghi capelli castani e occhi verdi. Nonostante non venga mai descritta come particolarmente bella, Theon Greyjoy sembra considerarla attraente, mentre l’infatuazione iniziale che Bran ha per Meera cresce al punto da credersi innamorato di lei. È un’ottima cacciatrice, capace di catturare facilmente i pesci con la sua lancia e ha un’indole allegra, che contrasta fortemente con la solennità del fratello Jojen.
Durante la Festa del Raccolto, arriva insieme a suo fratello a Grande Inverno per rinnovare il giuramento di fedeltà dei Reed agli Stark, in seguito alla morte di lord Eddard. Dopo il sacco della fortezza, i due fratelli accompagnano Bran nel suo viaggio Oltre la Barriera alla ricerca del corvo a tre occhi.
Nella serie televisiva Il Trono di Spade, tratta dai romanzi, è interpretata da Ellie Kendrick e in italiano è doppiata da Virginia Brunetti.

## Membri di Casa Stark
Gli Stark sono i Protettori del Nord, dominano tutto il territorio a nord dell'Incollatura (The Neck) dall'antichissima roccaforte di Grande Inverno (Winterfell). Discendono dalla stirpe di Brandon il Costruttore, edificatore di Grande Inverno e della Barriera (The Wall). Nelle loro vene scorre l'antichissimo sangue dei Primi Uomini, e furono l'unica casata a resistere all'invasione Andala e a mantenere quindi il Nord dei Sette Regni legato alle proprie antiche tradizioni. Regnarono sul Nord per millenni, fino a Thorren il Re in-ginocchio che consegnò i suoi domini ad Aegon il Drago senza combattere. Il loro stemma è un meta-lupo grigio in corsa in campo bianco ghiaccio. Il loro motto è: "L'inverno sta arrivando".

## Membri di Casa Stokeworth
Gli Stokeworth di Stokeworth sono una casata fedele ad Approdo del Re. Risiedono nel vicino Castello Stokeworth, a nord della capitale. Drappeggiano i loro vessilli con un agnello bianco che stringe un calice dorato, su campo verde. Il loro motto è “Orgogliosi di essere fedeli”.

### Bronn
Bronn è un abilissimo mercenario talmente abile con la spada che questa sembra parte del suo braccio, inoltre, è agile come una pantera. È presente all'interno della locanda dove Catelyn Stark prende prigioniero Tyrion Lannister. Sentendo il profumo dell'oro si unisce a lady Stark e la scorta sino a Nido dell'Aquila. È soprattutto grazie alla sua abilità nel combattimento che il gruppo respinge vari attacchi dei clan delle montagne e giunge nella Valle di Arryn. Durante il tragitto stringe amicizia con il Folletto e quando quest'ultimo chiede di essere processato per singolar tenzone, Bronn si offre volontario per combattere come suo campione.
Il mercenario affronta ser Vardis Egen in quello che, secondo i costruttori, avrebbe dovuto essere il parco degli dei a Nido dell'Aquila. Ser Vardis Egen indossa un'armatura da battaglia completa di enorme e pesante scudo di quercia, mentre Bronn al contrario indossa una semplicissima cotta di maglia e un mezzo elmo. Nel combattimento è agile e veloce, evita ogni colpo del suo avversario che carica con furia Bronn. Evitando colpo dopo colpo riesce in questo modo a sfiancare ser Vardis e, sfruttando la stanchezza di quest'ultimo, gli assesta varie ferite fino al colpo finale. Lady Lysa ora non può far altro che rilasciare il Folletto dato che gli dei, concedendogli la vittoria, hanno decretato la sua innocenza. Lysa però sentenzia per lui un diverso tipo di condanna a morte, infatti obbliga Tyrion e Bronn a ripercorrere la strada alta attraverso le Montagne della luna, infestate dai clan delle montagne.
Ser Lyn Corbray accompagna Tyrion e Bronn sino alla Porta Insanguinata dopodiché, con dei cavalli e una scorta di viveri, vengono lasciati al loro destino. Il Folletto, al contrario di quanto Bronn suggerisce e prudenza imporrebbe, non intende passare inosservato nel suo viaggio verso Castel Granito. Accende un fuoco e manda Bronn a caccia di selvaggina e quando questi torna con una capra l'arrostiscono sul fuoco attendendo che i clan di montagna facciano la loro comparsa. Nell'attesa Tyrion racconta al mercenario di quando, tredicenne, si innamorò di quella che si rivelò poi essere una prostituta pagata dal fratello Jaime, Tysha.
I clan delle montagne arrivano a notte fonda e una decina di guerrieri circondano Tyrion e Bronn. Quest'ultimo è pronto a battersi, ma Tyrion lo ferma. La situazione è critica, ma ancora una volta Tyrion grazie alla sua arguzia e dimostrando di possedere anche non poco coraggio, riesce a convincere il loro capo, Gunthor figlio di Gurn dei Corvi di Pietra, non solo a tenerli in vita ma anche a farsi scortare fuori dalle montagne. Tyrion promette in cambio oro, armi (che i clan bramano ancor più del prezioso metallo), ma soprattutto promette di consegnare a loro la Valle di Arryn. Insieme a Tyrion e ai clan delle Montagne della Luna si dirige verso le Terre dei Fiumi entrando a far parte dell'esercito comandato da Lord Tywin.
Partecipa alla battaglia contro l'esercito del Nord guidato da Lord Roose Bolton e alla marcia disperata verso Delta delle Acque nel tentativo di soccorrere l'esercito di Jaime, per poi seguire il Folletto verso Approdo del Re quando questi viene mandato dal padre a svolgerne i doveri di Primo Cavaliere. Nella capitale organizza i mercenari assoldati per il futuro assedio che minaccia la città, sceglie e prepara inoltre i tre mercenari che dovranno intrufolarsi a Delta delle Acque per liberare lo Sterminatore di Re e durante i disordini che sconvolgono la città lavora per impedire che gli incendi scoppiati si propaghino verso l'edificio che ospita l'ordine degli Alchimisti che lavora alla realizzazione del temuto altofuoco, una miscela incendiaria inestinguibile capace di bruciare qualsiasi fuoco.
Dopo la Battaglia delle Acque Nere viene nominato cavaliere insieme a molti altri mercenari. Lascia il servizio di Tyrion nel volume Tempesta di spade, quando accetta la proposta di Cersei di sposare lady Lollys Stokeworth, ragazza dalla mente incerta figlia di lady Tanda Stokeworth, stuprata ripetutamente da anonimi durante i disordini in città, in cambio della sua rinuncia a difendere in duello il Folletto nel processo per la morte di Joffrey. Un altro motivo per cui accetta tale proposta è la scelta di Cersei di nominare suo campione Ser Gregor Clegane, La Montagna che cavalca.
Ne Il banchetto dei corvi dà il nome Tyrion al figlio che Lollys partorisce: il fatto fa credere a Cersei che Bronn sia un traditore, pertanto la donna istiga ser Balman Byrch, cognato di Lollys, a ucciderlo. Ser Balman Byrch, sicuro di una facile vittoria sfiderà Bronn in un duello a cavallo, ma rimarrà ucciso, non prima di rivelare il mandante.
Nella serie televisiva Il Trono di Spade, tratta dai romanzi, è interpretato da Jerome Flynn e in italiano è doppiato da Pasquale Anselmo.

### Falyse Stokeworth
Falyse Stokeworth è la primogenita ed erede di lady Tanda Stokeworth. Da dieci anni è sposata con ser Balman Byrch, ma non hanno figli. È una donna dalla lingua tagliente e con un eccessivo amore per alcol. Nel romanzo Lo scontro dei re, durante la Battaglia delle Acque Nere, Falyse si rifugia con la madre, la sorella e le altre dame nel Fortino di Maegor e partecipa poi alla cerimonia di celebrazione della vittoria nella sala del trono. Ne Il banchetto dei corvi Falyse e il marito partecipano al funerale di lord Tywin Lannister. Dopo la cerimonia la coppia incontra la regina Cersei Lannister e Falyse le chiede il permesso di poter chiamare il figlio di Lollys "Tywin", in onore del defunto lord, ma la regina le proibisce sgarbatamente di farlo. Più avanti, dopo la nascita del figlio bastardo di Lollys e la notizia che è stato chiamato Tyrion, su desiderio del marito Bronn, Falyse e il marito vengono invitati a cena da Cersei, convinta che Bronn sia un traditore, visto che ha omaggiato il Folletto. Durante la cena, Cersei confida poi il suo terrore al pensiero che Bronn stia in qualche modo aiutando il Folletto e convince Falyse e il marito a far capitare un "incidente" al mercenario, per potersene liberare. I due, che non hanno alcuna stima di Bronn, promettono che asseconderanno il desiderio della sovrana. Falyse torna ad Approdo del Re poco tempo dopo e racconta alla regina che il piano è fallito, Bronn ha ucciso ser Balman e ha colpito lei, ordinandole di andarsene. Supplica Cersei di concederle alcuni soldati con cui riprendere il castello e cacciare il mercenario, ma la regina, temendo che il fallimento della sua cospirazione possa indebolire il suo potere, affida Falyse a Qyburn e si raccomanda che la donna non veda mai più la luce del sole. Nell'Appendice di Una danza con i draghi, viene reso noto che Falyse è morta tra le grida a causa delle torture e degli esperimenti di Qyburn.

### Lollys Stokeworth
Lollys Strokeworth è la figlia più giovane di lady Tanda Stokeworth. Lollys è decisamente obesa e affetta da ritardo mentale. Nel romanzo Lo scontro dei re, durante la rivolta chiamata la Sommossa del Pane, Lollys viene tirata giù da cavallo dalla folla inferocita e violentata almeno una cinquantina di volte dietro il negozio di un conciatore, violenza che porta al concepimento di un bambino. Viene trovata più tardi nuda e in stato confusionale nella Via dei Rammenti. In Tempesta di spade, la regina Cersei Lannister combina il matrimonio tra lei e ser Bronn per evitare che il mercenario combatta per Tyrion durante il processo per la morte di Joffrey Baratheon. Nel romanzo Il banchetto dei corvi, Bronn chiama il bambino appena nato di Lollys Tyrion, in onore del fratello della sovrana.
Nella serie televisiva Il Trono di Spade, tratta dai romanzi, è interpretata da Elizabeth Cadwallader e in italiano è doppiata da Daniela Calò.

### Tanda Stokeworth
Lady Tanda Stokeworth è il capo della Casa Stokeworth e lady di Stokeworth. È la zia della seconda moglie di lord Gyles Rosby e seconda cugina dell'uomo. Lady Tanda non è considerata particolarmente intelligente o bella. Destinato il castello di Stokeworth in eredità alla figlia maggiore Falyse, lady Tanda cerca in continuazione di trovare un marito alla figlia minore Lollys, circuendo inutilmente numerosi uomini, tra cui Petyr Baelish e Tyrion Lannister. Con lo scoppio della Guerra dei Cinque Re, lady Tanda e la sua famiglia si schierano prontamente dalla parte di Joffrey. Nel romanzo Il banchetto dei corvi, lady Tanda cade da cavallo e si rompe il femore, morendo poco tempo dopo.

### Tyrion Tanner
Tyrion Tanner, detto Tyrion dei Cento Padri è il figlio illegittimo neonato di Lollys Stokeworth e un padre sconosciuto, concepito durante la Sommossa del Pane ad Approdo del Re, durante la quale Lollys è stata stuprata una cinquantina di volte. Tyrion viene chiamato così in onore di Tyrion Lannister dal marito di Lollys Stokeworth, Bronn, dopo che la regina Cersei proibisce a lady Tanda l'uso del nome Tywin, come suo padre. L'insolenza del nome fa infuriare Cersei al punto che organizza un "incidente" per Bronn, ma fallisce. Il cognome "Tanner" (Conciatore) sembra derivare dal fatto che lo stupro sia avvenuto dietro il negozio di un venditore di stoffe.

## Membri di Casa Targaryen
La Casa Targaryen ha regnato come casa reale del continente Occidentale (Westeros) per circa 300 anni. Le loro sedi erano la capitale, Approdo del Re (King's Landing) e il castello sull'isola di Roccia del Drago (Dragonstone). Discendono dalle dinastie del Drago del vasto e potente impero di Valyria. Quando il Disastro colpì l'impero, i Targaryen furono gli unici a salvarsi, e Aegon il Drago, prese in spose le due sorelle, partì alla conquista dei Sette Regni, grazie all'indispensabile aiuto dei draghi. Il loro stemma è un drago a tre teste rosso su nero. Il loro motto è "Fuoco e sangue".

## Membri di Casa Tully
I Tully sono i Protettori delle Terre dei Fiumi, dominano il Tridente (The Trident) dalla loro fortezza di Delta delle Acque (Riverrun). L'antenato più ricordato è Edmyn Tully, primo lord dei fiumi che giurò fedeltà ad Aegon il drago. Il loro stemma è una trota argentata in campo blu e rosso. Il loro motto è: "Famiglia, dovere, onore".

## Membri di Casa Tyrell
I Tyrell sono i Protettori del Sud, dominano l'Altopiano (The Reach) dal loro rigoglioso castello di Alto Giardino (Highgarden) e proclamano la loro discendenza da Garth Manoverde, giardiniere dei Re dei Primi Uomini. Il loro stemma è una rosa dorata in campo verde erba. Il loro motto è "Crescere forti".

## Membri di Casa Yronwood
Yronwood di Yronwood è la più potente casata di Dorne dopo Casa Martell. Gli Yronwood sono stati importanti re di Dorne prima dell'arrivo dei Rhoynar; infatti, il capo della casa continua a mantenere il titolo di “il Sangue Reale”. Il Castello di Yronwood è l'ultima fortezza che difende la Strada delle Ossa, da qui il titolo di Protettore della Via della Pietra. Il loro motto è “Proteggiamo il Passaggio”, mentre Il loro stemma è una grata nera su uno sfondo color sabbia.

### Anders Yronwood
Anders Yronwood è il lord di Yronwood e capo della Casa Yronwood di Dorne. Ha altri due titoli, ovvero "il Sangue Reale" e Protettore della Via della Pietra. Ha un figlio Cletus, e prende il principe Quentyn Martell come suo protetto.

### Archibald Yronwood
Ser Archibald Yronwood è un cavaliere della Casa Yronwood, nipote di lord Anders Yronwood. Viene mandato ad accompagnare il principe Quentyn Martell, diretto a Meereen per offrire a Daenerys Targaryen un'alleanza con Dorne.

### Cletus Yronwood
Ser Cletus Yronwood è un cavaliere della Casa Yronwood figlio di lord Anders Yronwood e uno degli amici più cari del principe Quentyn Martell. Accompagna quest'ultimo durante il suo viaggio verso Mereen, venendo ucciso da dei pirati.

## Altri nobili e popolo dei Sette Regni

### Alto Passero
L'Alto Passero è stato Alto Septon del Culto dei Sette Dèi e capo dei Passeri, un movimento religioso formatosi in seguito agli eventi della Guerra dei Cinque Re. Non si conosce il suo vero nome dato che ogni Alto Septon rinuncia al suo nome quando riceve l'incarico. È un uomo magro e di bassa statura, con uno sguardo duro, i capelli grigi e lineamenti marcati. A differenza degli Alti Septon che l'hanno preceduto, non indossa abiti riccamente ornati o elaborate corone di cristallo e oro: indossa invece una semplice tunica di lana bianca, lunga fino alle caviglie. L'Alto Passero è estremamente devoto alla sua fede e ha una volontà di ferro.
Dopo l'uccisione del precedente Alto Septon, i passeri fanno irruzione nelle sale armati di asce con i loro leader in spalla e i Più Devoti, presi dal panico, lo nominano nuovo Alto Septon. Cersei Lannister, per assicurarsi la benedizione della Fede per suo figlio e cancellare il debito che la corona gli deve, gli permette di ricreare il Credo Militante. La Fede, rinvigorita dal nuovo potere, arresta Margaery Tyrell e le sue cugine quando Osney Kettleblack confessa, falsamente, di essere andato a letto con tutte loro. L'Alto Septon ha dei sospetti sulla confessione di Osney e fa frustare l'uomo. Osney confessa allora la verità, ovvero che è stata Cersei a ordinargli di mentire e che la regina gli ha anche ordinato di uccidere il precedente Alto Septon. Quando Cersei visita il Grande Tempio di Baelor, l'Alto Passero la fa arrestare per accuse simili a quelle di Margaery, ma più precise.
Poiché le prove a carico di Margaery Tyrell e delle sue cugine sono piuttosto deboli, l'Alto Septon le libera e le affida alla custodia di Randyll Tarly, a cui chiede però di prestare un giuramento sacro di riportare le imputate per il processo. L'Alto Septon fa poi visita a Cersei quando la regina decide di confessare all'uomo molti dei suoi crimini. Conferma quindi di aver avuto una relazione con il cugino Lancel e con i tre fratelli Kettleblack, ma nega di aver ordinato a Osney Kettleblack di assassinare il precedente Alto Septon e il suo coinvolgimento nella morte di re Robert Baratheon. L'Alto Passero è d'accordo nel liberare Cersei a condizione che la donna esegua una camminata della vergogna attraverso le strade di Approdo del Re. Cersei, con riluttanza, accetta. Il nuovo reggente, Kevan Lannister, rimpiange di non essere in grado di fare nulla per arginare le richieste dell'Alto Passero, a causa dell'esercito che ora possiede e sostiene.
Nella serie televisiva Il Trono di Spade, tratta dai romanzi, è interpretato da Jonathan Pryce e in italiano è doppiato da Gino La Monica.

### Anya Waynwood
Anya Waynwood è la Lady di Ironoaks e a capo della Casa Waynwood. È vedova e ha tre figli: Morton, Donnel e Wallace. È descritta avere delle zampe di gallina intorno agli occhi e la pelle del collo rilasciata, ma ha un'aura di nobiltà inconfondibile. 
È una dei lord dichiaranti, che cercano di destituire lord Petyr Baelish dal ruolo di Lord Protettore della Valle, e porta mille uomini con sé alle Porte della Luna. Approva in seguito il ruolo di Petyr e il matrimonio tra il suo protetto Harrold Hardyng e la sua figlia bastarda Alayne Stone, in realtà Sansa Stark.
Nella serie televisiva Il Trono di Spade, tratta dai romanzi, è interpretata da Paola Dionisotti e doppiata in italiano da Serena Verdirosi.

### Arnolf Karstark
È l'anziano zio di Rickard Karstark, Lord di Karhold. È descritto come un uomo magro, storpio e gobbo a causa dell'età e cammina appoggiandosi a un bastone. Ha la spalla sinistra più alta della destra. Ha due figli, Cregan e Arthor, e tre nipoti.
Durante la Guerra dei Cinque Re, viene nominato Castellano di Karhold, ma quando suo nipote viene giustiziato da Robb Stark, brama ad essere lord di Karhold. È il primo a dare supporto a Stannis Baratheon quando giunge nel Nord, ma in realtà è leale a lord Roose Bolton. Infatti intende tradire Stannis durante la battaglia contro i Bolton, facendo sì che il suo appoggio al ribelle istighi a giustiziare Harrion, l'ultimo figlio di Rickard fatto prigioniero, e allo stesso tempo che non gli accada nulla per aver aiutato i Bolton, dato che considerava la campagna di Stannis senza speranze. Il piano viene sventato dalla fuga della sua pronipote Alys (unica figlia femmina di Rickard), che intendeva darla in sposa a suo figlio Cregan, quando fugge alla Barriera da Jon Snow. Nel mentre che Cregan cerca di recuperarla, Arnolf porta le milizie di Karhold all'accampamento di Stannis.

### Aron Santangar
Originario della Casa Santagar di Dorne è il Maestro d'armi della Fortezza Rossa durante il regno di Robert I Baratheon e Joffrey I Baratheon. Partecipa anch'egli al torneo del Primo Cavaliere ove cadde per mano di lord Jason Mallister. Muore durante i disordini che sconvolgono Approdo del Re prima della Battaglia delle Acque Nere, massacrato dalla folla inferocita.

### Balon Swann
Ser Balon Swann è il primogenito di Lord Swann di Stonehelm nelle Terre della Tempesta. Partecipa al Torneo del Primo Cavaliere ad Approdo del Re riuscendo a battere Alyn, ma viene poi battuto da ser Gregor Clegane, successivamente prende inoltre parte alla gara di tiro con l'arco dove arriva secondo.
Partecipa alla battuta di caccia di re Robert Baratheon a un cervo bianco avvistato oltre il fiume delle Rapide Nere, ma quando l'animale viene trovato morto, dilaniato dai lupi, e il re prosegue la battuta cercando di cacciare un enorme cinghiale avvistato sempre in zona, fa ritorno a palazzo insieme a Joffrey e il Mastino.. Allo scoppio della Guerra dei Cinque Re si dichiara per Joffrey Bratheon e rimane ad Approdo del Re dove ottiene l'investitura a Cavaliere della Guardia Reale in seguito alla morte di Ser Preston Greenfield durante i disordini che sconvolgono la città. Insieme ai suoi confratelli Ser Mandon Moore e Sandor Clegane, è uno degli uomini scelti da Tyrion per guidare le sortite dei difensori contro gli assedianti. In seguito assiste impotente alla morte di Re Joffrey durante il suo matrimonio ed è il primo testimone a essere interpellato contro Tyrion durante il processo per la morte del Re. In seguito viene inviato da Cersei a Dorne per riportare Myrcella e il suo promesso Trystane nella Capitale e consegnare il teschio della Montagna che Cavalca al Principe Doran. Arrivato a Lancia del Sole, dopo un viaggio in cui tutti i Lord Alfieri di Casa Martell hanno cercato di ritardare il più possibile, viene informato dell'attentato contro Myrcella e per questo si muove, scortato da Obara Sand, contro il Castello di Alto Eremo per catturare Ser Gerold Dayne, il cavaliere accusato di aver aggredito Myrcella e ucciso Ser Arys Oakheart della Guardia Reale. Doran Martell è a conoscenza dell'ordine affidatogli di uccidere suo figlio Trystane.

### Barbrey Dustin
Barbrey Dustin, nata Ryswell, è l'attuale lady di Barrowton. Ha uno stemma personale che riunisce gli emblemi dei Dustin e dei Ryswell. È una donna di mezza età (ma ancora piuttosto attraente), intelligente e astuta e con un'indole cinica e vendicativa. Compare per la prima volta nel romanzo Una danza con i draghi, in cui confessa a Theon Greyjoy di odiare la famiglia Stark e che solo per questo motivo rimarrà sempre fedele a Roose Bolton, nonostante disprezzi fortemente il suo figlio bastardo Ramsay. Da giovane ebbe una relazione con Brandon Stark, che terminò quando fu costretto a fidanzarsi con Catelyn Tully; in seguito, sperò di potersi sposare con Eddard Stark, ma anch'egli fu destinato a lady Catelyn alla morte di Brandon; infine rimase vedova di suo marito Willam Dustin dopo appena un anno di matrimonio, morto al servizio di Eddard Stark durante la ribellione di Robert Baratheon, e sepolto in un punto imprecisato sulle montagne di Dorne. Piena di rancore verso il defunto Eddard, Barbrey è intenzionata a impedire che le sue ossa prendano posto nella cripta di Grande Inverno, preferendo darle in pasto ai cani.

### Beric Dondarrion

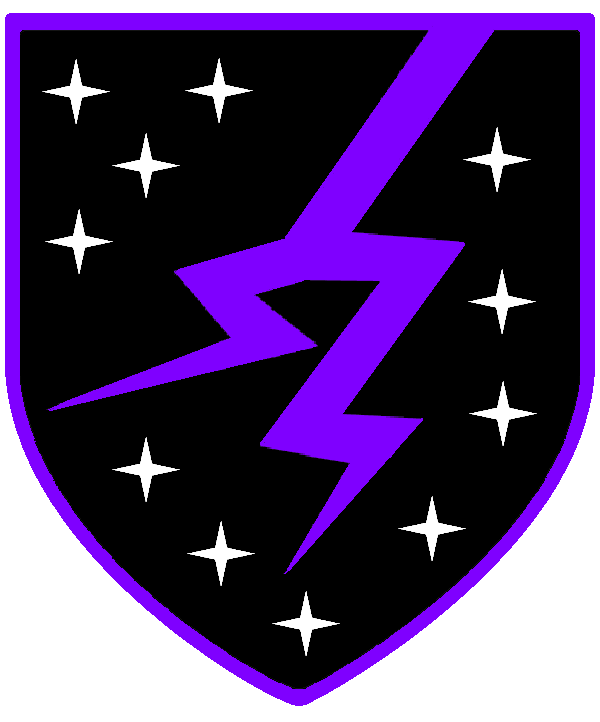
Stemma della casata Dondarrion

Lord Beric Dondarrion è il signore di Blackhaven, ed è un famoso cavaliere dei Sette Regni. Arriva ad Approdo del Re per partecipare al torneo del Primo cavaliere e durante la competizione viene disarcionato da Thoros di Myr.
È presente nella sala del trono della Fortezza Rossa quando il Primo Cavaliere del Re, lord Eddard Stark, condanna a morte ser Gregor Clegane. A Lord Beric, a circa 22 anni, viene quindi affidato il comando di una schiera di cavalieri con il compito di trovare la Montagna che cavalca ed eseguire la sentenza
Dopo essere stato ucciso da quest'ultimo, verrà resuscitato da Thoros e insieme fonderanno la Fratellanza senza Vessilli, gruppo di fuorilegge dedito a difendere il popolino delle Terre dei Fiumi. Verrà ucciso diverse altre volte, per poi essere ripetutamente riportato in vita. Queste continue resurrezioni lo portano a perdere ogni volta parte dei ricordi legati alla sua vita precedente. Viene ucciso da ser Burton Crakehall, impiccato da ser Amory Lorch alle Cascate Impetuose, Gregor Clegane gli conficca uno stiletto nell'occhio e viene ucciso dal Mastino di fronte ad Arya. Alla fine, Beric è ridotto come uno spaventapasseri, il volto quasi completamente coperto dalla barba ramata, la parte sinistra del cranio infossata a causa di un colpo; il suo corpo malridotto porta tutti i segni delle ferite inflitte nelle morti precedenti. Morirà definitivamente quando dona la sua vita per riportare indietro Catelyn Tully, il cui corpo viene trovato dalla fratellanza dopo le Nozze Rosse.
Nella serie televisiva Il Trono di Spade, tratta dai romanzi, è interpretato da David Michael Scott (stagione 1) e da Richard Dormer (stagione 3-8) e in italiano è doppiato da Francesco Prando.

### Boros Blount
Ser Boros Blount è membro della Guardia Reale, ma "creatura" della regina Cersei Lannister. Viene destituito per codardia, ma sarà reintegrato da Lord Tywin Lannister dopo la Battaglia delle Acque Nere. Dopo la morte di Joffrey per avvelenamento Jaime lo nomina assaggiatore reale.

### Colemon
Maestro Colemon, guaritore di Nido dell'Aquila. Riferisce a Catelyn Stark di esser sicura che il defunto Jon Arryn aveva intenzione di mandare il figlio Robert come protetto alla Roccia del Drago con Stannis Baratheon e non a Castel Granito da lord Tywin Lannister.

### Deziel Dalt
Deziel Dalt è un cavaliere di Bosco dei Limoni e capo della Casa Dalt. Fa parte del gruppo di nobili che accompagna Oberyn Martell ad Approdo del Re per il matrimonio di re Joffrey Baratheon.

### Donnel Waynwood
Ser Donnel Waynwood scorta Catelyn Stark sino alle Porte della Luna.
Nella serie televisiva è interpretato da Alisdair Simpson.

### Dontos Hollard
Ser Dontos Hollard era un cavaliere della Casa Hollard in servizio presso la corte di Approdo del Re. Fisicamente robusto e dall'aspetto comune era spesso ubriaco.
Al termine della ribellione di Duskendale che portò all'estinzione della Casa Darklyn e della Casa Hollard, sua vassalla e alleata, il giovane Dontos venne risparmiato grazie all'intercessione di ser Barristan Selmy, che chiese pietà per aver salva la vita del ragazzo. Poiché fu proprio ser Barristan a salvare re Aerys II durante la ribellione, il sovrano accettò la richiesta. Dontos venne portato quindi ad Approdo del Re, per diventare scudiero e non tornare mai più a Duskendale.
Dontos decide di partecipare al torneo per il tredicesimo compleanno di Joffrey Baratheon e il suo primo avversario è Lothor Brune: il cavaliere, però, è così ubriaco da arrivare all'incontro senza armatura e mezzo nudo. Re Joffrey prende questo comportamento come un insulto alla sua persona e ordina che Dontos venga annegato in una botte di vino. Solo l'intervento di Sansa Stark riesce a salvarlo dalla condanna a morte, anche se l'uomo viene privato del suo titolo e declassato a giullare di corte.
Dopo essere stato contattato segretamente da Petyr Baelish, Dontos lascia a Sansa un messaggio dove le promette di aiutarla a fuggire. Ispirandosi alle leggende di Florian e Jonquil, Dontos giura alla ragazza di servirla e le chiede di avere pazienza, poiché potranno fuggire solo al momento opportuno.
Sansa e Dontos si incontrano spesso nel parco degli Dei della Fortezza Rossa e, durante uno di questi incontri, la ragazza gli rivela il piano segreto per farla andare in moglie a Willas Tyrell. La ragazza decide di non fuggire più, ma Dontos la mette in guardia dai Tyrell, le dice che sarà libera la notte del matrimonio di re Joffrey e le dona una retina di ametiste per capelli da indossare durante la cerimonia.
Dontos è presente al matrimonio di Sansa e Tyrion Lannister, dove fa da sgabello allo sposo per aiutarlo a vestire la ragazza con i colori della Casa Lannister.
Dopo la morte di Joffrey durante il banchetto di nozze, avvelenato dallo strangolatore contenuto in una delle pietre della retina di Sansa, Dontos riesce a portare via la ragazza approfittando della confusione. I due lasciano la Fortezza Rossa e Dontos accompagna la ragazza da Petyr, che li aspetta su una nave nella baia delle Acque Nere. Non appena la ragazza viene fatta salire a bordo, Dontos reclama i diecimila dragoni d'oro che gli erano stati promessi per il servizio. Petyr, invece, ordina di ucciderlo: dalla murata appaiono tre uomini armati di balestra che sparano e colpiscono Dontos al petto, al collo e alla pancia. Dopo l'esecuzione, Lothor Brune dà fuoco alla barca su cui si trova il cadavere dell'uomo, seppellendo così per sempre il segreto della fuga di Sansa.

### Edric Dayne
Lord Edric Dayne, conosciuto anche come Ned, è lord di Stelle al Tramonto e capo della Casa Dayne. Suo padre, il cui nome è sconosciuto, era il fratello maggiore di ser Arthur Dayne, lady Ashara e lady Allyria Dayne. Edric è stato allevato a Stelle al Tramonto da una balia di nome Wylla, la donna che si crede essere la madre di Jon Snow. Quando Edric aveva sette anni, la zia Allyria viene promessa in moglie a lord Beric Dondarrion, che Edric segue a Blackheaven come paggio. Continua a servire Beric anche dopo la creazione della Fratellanza senza Vessilli, ma dopo la morte definitiva di lord Beric, Edric e alcuni membri del gruppo si separano da quelli che decidono di seguire la vendicativa Lady Stoneheart.

### Eon Hunter
Lord Eon Hunter, vecchio anche più di Jon Arryn, malato di gotta e padre di tre figli in perenne lite tra loro. Fa parte di quella schiera di nobili, grandi e piccoli, intenzionati a sposare Lysa Arryn per governare la Valle con lei. Muore all'inizio di Tempesta di spade apparentemente per motivi di vecchiaia, ma in Una danza con i draghi Petyr Baelish afferma che il vecchio lord è stato avvelenato da suo figlio Harlan.

### Galbart Glover
Fratello di Robbert Glover si trova a Porto Bianco ospite di lord Manderly, con il quale stringe un accordo con Davos Seaworths. La sua casata è già fedele a Stannis Baratheon in quanto il re ha liberato il loro seggio dagli uomini di casa Greyjoy.

### Gerold Dayne
Ser Gerold Dayne, altresì noto come Stella Nera, è il capo della Casa Dayne di Alto Eremo, una casa di cavalieri branca cadetta della Casa Dayne. È d'indole crudele e ha una lingua tagliente. Appoggia la principessa Arianne Martell nel suo piano d'incoronare Myrcella Baratheon come nuova regina del Continente Occidentale. La principessa e i suoi sostenitori si trovano però il cammino sbarrato da Areo Hotah, il capitano delle guardie, che intima al gruppo di arrendersi. Ser Gerold cerca di assassinare la principessa Myrcella, ma fallisce, riuscendo solo a staccare un orecchio alla bambina. A questo punto, Stella Nera si dilegua sfuggendo alla cattura.

### Gilbert Farring
Cavaliere fedele a Stannis Baratheon, è l'uomo incaricato da quest'ultimo a governare il castello di Capo Tempesta una delle ultime roccaforti fedeli al Re nelle Terre della Tempesta. Assediato da Lord Rowan e difende la città con una guarnigione di 200 uomini nella città.

### Gladden Wylde
È presente nella sala del trono della Fortezza Rossa quando il Primo Cavaliere del Re, lord Eddard Stark, condanna a morte ser Gregor Clegane e fa parte della schiera di cavalieri e armati, comandati da lord Beric Dondarrion, che hanno il compito di trovare la Montagna che cavalca ed eseguire la sentenza.

### Harys Swift
Capo di Casa Swift, è suocero di Kevan Lannister, viene nominato Primo Cavaliere del re da Cersei, in seguito alla morte di Tywin Lannister, per poi essere declassato a Maestro del Conio e sostituito da Orton Merryweather. Durante la reggenza di Kevan Lannister, viene inviato a Braavos per trattare con la Banca di Ferro.

### Hodor
Gigantesco stalliere, ritardato ma buono e gentile, molto affezionato a Bran Stark. Il suo vero nome non è Hodor ma Walder, ma tutti lo chiamano Hodor perché è l'unica parola che è in grado di pronunciare. La Vecchia Nan è la sua bis-nonna.
Quando Theon Greyjoy conquista Grande Inverno, Hodor si nasconde nelle cripte con Osha, Bran, Rickon e i fratelli Meera e Jojen Reed facendo credere agli occupanti e gli abitanti della fortezza che invece siano riusciti a fuggire. In seguito alla distruzione del castello il gruppo esce allo scoperto e decide di dividersi e Hodor si dirige verso la Barriera con Bran, Meera e Jojen. Hodor e gli altri raggiungono la Caverna del Corvo con Tre Occhi, ma poco prima di riuscire a entrare sono attaccati da un gruppo di non-morti. Bran sfrutta le sue abilità da metamorfo per impossessarsi del corpo di Hodor e combattere i nemici, ma poi perde il contatto all'improvviso e si risveglia all'interno della caverna.
Quel luogo è protetto da Estranei e non-morti, per questo Manifredde non può guidarli al suo interno, dove il gruppo incontra gli ultimi sopravvissuti dei Figli della Foresta e il Corvo con Tre Occhi. Mentre si trova nella caverna, Bran continua a prendere possesso del corpo di Hodor per esplorare i cunicoli più profondi.
Nella serie televisiva Il Trono di Spade, tratta dai romanzi, è interpretato da Kristian Nairn e in italiano è doppiato da Massimiliano Virgilii.

### Ilyn Payne
Ser Ilyn Payne è un cavaliere della Casa Payne, nonché boia reale. Fu comandante della Guardia Reale di Tywin Lannister al tempo in cui era Primo Cavaliere di Aerys II. Quando affermò che era Tywin Lannister a governare realmente il regno, Re Aerys gli fece tagliare la lingua e per questo motivo non può più parlare. Quando Eddard Stark viene arrestato dai Lannister, entra in possesso dell'ancestrale spada in acciaio di Valyria di Eddard, “Ghiaccio”. Esegue poi la condanna di Eddard al Grande Tempio di Baelor con la stessa spada, cosa che gli farà guadagnare un posto nella lista dei nomi dell'odio di Arya. Durante la Battaglia delle Acque Nere, la Regina Cersei ordina a Ser Ilyn di rimanere con lei nella Fortezza Rossa, nel caso in cui Stannis vincesse. Se quella circostanza si fosse avverata, Ser Ilyn avrebbe ucciso Sansa e lei stessa. In seguito Jaime lo sceglierà come compagno di allenamento perché non può né parlare né scrivere, e di conseguenza non può rivelare a nessuno le difficoltà di Jaime nel combattere con la mano sinistra. Inoltre lo accompagna a Delta delle Acque, dove i Frey e i Lannister assediano l'ultima resistenza dei Tully
Payne è un boia estremamente abile. Non ha mai sbagliato un'esecuzione, e raramente gli è necessario più di un singolo colpo per finire i condannati a morte. Per via del suo aspetto, nonché per il suo silenzio, molti personaggi lo trovano terrificante.
Nella serie televisiva è interpretato da Wilko Johnson.

### Luwin
Maestro Luwin è consigliere e guaritore presso Grande Inverno. Ometto grigio e anziano, veste una tunica dalle grandi maniche dalle quali nasconde le cose più disparate. Si occupa di curare Bran dopo la caduta dalla torre. Fa parte del gruppo uscito da Grande Inverno il giorno che Bran Stark ha subito un tentativo di rapimento da parte di un gruppo di disertori dei Guardiani della notte.
Ha fatto nascere e ha allevato tutti i figli di Catelyn Stark. Con la partenza di Robb Stark, il controllo e la protezione del Nord sono nelle mani di Ser Rodrik Cassel e Maestro Luwin, che governano agendo attraverso il piccolo Lord, Bran. Quando Ser Rodrik lascia Grande Inverno per occuparsi di Ramsey Snow, il governo del Nord ricade completamente sulle spalle di Luwin. Dopo che Theon Greyjoy conquista Grande Inverno, continua a servire il Castello e durante il saccheggio di Grande Inverno avvenuto per mano degli uomini dei Bolton, viene mortalmente ferito. Mentre giace in fin di vita nel Parco degli Dei di Grande Inverno, Luwin dice a Osha che sarebbe più sicuro dividere i piccoli Stark. Osha concederà poi a Luwin il dono della misericordia.
Nella serie televisiva Il Trono di Spade, tratta dai romanzi, è interpretato dall'attore Donald Sumpter e in italiano è doppiato da Dante Biagioni.

### Lyn Corbray
Ser Lyn Corbray appartiene a una nobile famiglia decaduta della Valle di Arryn. Vanesio e di pessimo carattere si sussurra che alla compagnia femminile preferisca quella maschile, fa comunque parte di quella schiera di nobili, grandi e piccoli, intenzionati a sposare Lysa Arryn per governare la Valle con lei. Fratello minore di Ser Lyonel, partecipò alla Ribellione di Robert combattendo sotto entrambi gli schieramenti, dapprima contro i ribelli davanti alle porte di Città del Gabbiano successivamente al loro fianco nella Battaglia del Tridente. Durante lo scontro più importante della guerra suo padre venne gravemente ferito ma mentre suo fratello portò in salvo il genitore lui afferrò Signora Piangente (Lady Forlon, in originale) l'antica spada di Valyria della sua casata e guidò la carica contro il fianco destro dell'esercito di Rhaegar, tenuto da diecimila dorniani guidati dal Principe Lewyn Martell della Guardia Reale. Durante la carica Ser Lyn Corbray e Ser Lewyn Martell si affrontarono in duello e la vittoria arrise al cavaliere della Valle, Ditocorto afferma che il Cavaliere della Guardia Reale era già seriamente ferito quando si trovò ad affrontare Signora Piangente. Le sue eroiche gesta sul campo di battaglia gli permetteranno di poter ereditare la spada del padre che non sopravvisse alla battaglia: il fratello, benché ottenesse la carica di Lord, si sentì defraudato della sua eredità e da allora fu in cattivi rapporti con Lyn. Compare per la prima volta alla corte di Lysa Arryn quando Catelyn conduce il Folletto prigioniero a Nido dell'Aquila e si offre volontario per affrontare Bronn nel processo per duello ma inutilmente dato che Lady Lysa sceglie Ser Vardys Egen. Dopo il duello è lui a scortare Tyrion e il mercenario fino alla Porta Insanguinata. Di lui si perdono le tracce fino al volume Il banchetto dei corvi (dato che i cavalieri della Valle non hanno ruolo nella Guerra dei Cinque Re) quando si unisce ai principali Lord della Valle contro Petyr Baelish e il suo ruolo di tutore del piccolo Lord Robert e di Protettore della Valle. Il suo atteggiamento scontroso durante un colloquio tra i Lord Alfieri e Ditocorto, con cui Lyn si era accordato di nascosto, sarà la scusa vincente di Baelish per strappare un anno di governo ai Lord della Valle.

### Janos Slynt
Janos Slynt comandante della guardia cittadina di Approdo del Re, i cui membri vengono anche chiamati cappe dorate. Viene descritto come un personaggio corrotto e adulatore. Ha una corporatura massiccia e la mascella marcata. È pelato, e quando si arrabbia gli si arrossa la cima della testa e gli si gonfia il collo, ricordando un rospo.
All'inizio del regno di Joffrey Baratheon viene nominato lord di Harrenhal, il più grande castello dei Sette Regni, per il suo ruolo nella cattura di Ned Stark e per aver aiuto la regina Cersei nell'eliminazione dei bastardi di re Robert. Per questo, verrà esiliato da Tyrion Lannister, su raccomandazione del padre Tywin, alla Barriera, dove farà coppia con Alliser Thorne contro Jon Snow. Si candida come nuovo Lord Comandante dei Guardiani della Notte ma viene battuto proprio da Jon e poi giustiziato da quest'ultimo per insubordinazione.
Nella serie televisiva Il Trono di Spade, tratta dai romanzi, è interpretato dall'attore Dominic Carter e in italiano è doppiato da Carlo Reali.

### Jason Mallister
Lord di Seagard, ha capelli castani striati di bianco, volto squadrato e occhi ardenti. Durante la Guerra dei Cinque Re, ha i capelli bianchi e indossa un elmo alato. Catelyn Tully pensa che cavalca come un uomo che non ha paura di nulla.
Da giovane partecipò alla battaglia del Tridente abbatté tre alfieri di Rhaegar Targaryen. Partecipa al torneo del Primo cavaliere ove abbatte il maestro d'armi della Fortezza Rossa Aron Santangar. Risponde alla chiamata di Edmure Tully per proteggere le terre dei fiumi dall'attacco dei Lannister, è uno dei Lord a disperdersi dopo le sconfitte subite dagli alfieri di Hoster Tully per mano di Jaime Lannister ma si unisce successivamente alla cavalleria Stark e partecipa alla Battaglia di Bosco dei Sussurri e alla Battaglia dei Campi durante le quali Jaime Lannister viene catturato, il suo esercito distrutto e Delta delle Acque liberata dall'assedio. Riconoscerà Robb Stark come Re del Nord e del Tridente e sarà sempre un suo fedele alfiere. Quando l'esercito del Nord si prepara a far ritorno a casa, Robb Stark decide che sua madre Catelyn dovrà andare nel suo castello dopo il matrimonio tra suo zio Edmure Tully e Roslin Frey per evitare che tutti i suoi parenti si ritrovino nello stesso luogo e così complicare i piani dei loro nemici. Non partecipa alle Nozze Rosse in quanto è uno dei lord inviati dal Re del Nord a cercare di contattare Howland Reed e dopo l'infausto evento fa ritorno a Seagard ma qui viene raggiunto da un esercito Frey guidato da Walder il Nero e assediato. Insieme a Tytos Blackwood, è l'unico alfiere delle Terre dei Fiumi a non essersi ancora sottomesso. Consegna il suo castello ai Frey quando Walder il Nero minaccia di impiccare il suo erede Patrek Mallister, qualora non dovesse cedere.

### Jeyne Poole
Figlia dell'attendente di Grande Inverno e miglior amica di Sansa. Fa parte del seguito di lord Eddard ad Approdo del Re. Sopravvive al massacro degli alfieri di lord Stark successivo al suo arresto per tradimento, e viene confinata da ser Boros Blount della Guardia Reale in una stanza con Sansa. Sfortunatamente, suo padre muore durante il massacro e lei viene affidata a Ditocorto. Successivamente viene costretta dai Lannister e da Ditocorto a spacciarsi per Arya, in modo da sposare Ramsay Bolton e legittimare il dominio dei Bolton sul Nord.
La cerimonia si tiene a Grande Inverno e, più volte prima del matrimonio, chiede a Theon Greyjoy di aiutarla e di scappare insieme. Quando la ragazza viene spogliata da Theon per la “messa a letto”, il ragazzo nota che la schiena di lei è costellata di cicatrici che suggeriscono che la ragazza sia stata ripetutamente frustata. Jeyne passa il suo tempo confinata in una torre e rimane traumatizzata da ciò che Ramsay le fa passare. La donna che le fa il bagno si accorge dei lividi sul suo corpo e i pianti e i lamenti della giovane sono ben conosciuti tra le mura di Grande Inverno. Un tentativo di soccorso viene fatto da Mance Rayder, mandato a Grande Inverno proprio con il fine di salvare “Arya”. Mance, sotto la falsa identità di Abel, porta con sé sei mogli di lancia mascherate da cameriere. Le donne convincono Theon ad aiutarle e i due riescono a scappare da Grande Inverno mentre Mance e le donne falliscono nel tentativo. Dopo essere scappati da Grande Inverno, Jeyne e Theon vengono trovati da Mors Umber e portati nell'accampamento di Stannis Baratheon.
Con l'eccezione di una breve apparizione nella prima stagione, il personaggio di Jeyne non appare nella serie televisiva. Nel suo ruolo come sposa di Ramsay, e vittima dei suoi soprusi, viene invece sostituita da Sansa Stark.

### Jory Cassel
Comandante della Guardia presso Grande Inverno. Accompagna lord Eddard e i suoi uomini ad Approdo del Re, dove prende parte al torneo indetto per il nuovo Primo Cavaliere disarcionando ser Horas Redwyne e un Frey, perdendo però contro un mercenario di nome Brune. Viene ucciso in uno scontro con soldati dei Lannister nel de Il gioco del trono.
Nella serie televisiva è interpretato da Jamie Sives.

### Justin Massey
Ser Justin Massey è un cavaliere al servizio di Stannis Baratheon, partecipa sia alla Battaglia della Baia delle Acque Nere, sia alla Battaglia al Castello Nero. Parte con il re verso Grande Inverno, ma viene rimandato al Forte Orientale dove si imbarcherà per Essos con il compito di assoldare delle compagnie mercenarie.

### Mandon Moore
A detta di Jaime è il più pericoloso dopo di lui dei sette di Robert perché il suo sguardo vuoto non trapela nulla delle sue intenzione. Ne Lo scontro dei re è scelto insieme ai suoi confratelli ser Balon Swann e Sandor Clegane dal Folletto per guidare le sortite dei difensori di Approdo del Re durante la Battaglia delle Acque Nere: durante la battaglia cerca di assassinare Tyrion, probabilmente per ordine di Cersei Lannister, ma fallisce per l'intervento dello scudiero di Tyrion, Podrick Payne, e rimane ucciso.
Nelle serie televisiva è interpretato da James Doran.

### Marillion
Cantastorie, è presente nella locanda dove Catelyn Tully fa prigioniero Tyrion Lannister e, pensando che dalla vicenda si possa trarre l'ispirazione per una ballata, segue Catelyn a Nido dell'Aquila, unendosi al suo seguito. Durante il viaggio prende di mira con le sue note il Folletto. Il gruppo subisce vari attacchi e proprio nel primo scontro, Marillion si trova a esser bloccato sotto il cavallo morto di un membro dei Clan delle Montagne. Tyrion coglie l'occasione per prendersi una piccola vendetta e gli schiaccia con un piede la mano e rompendogli alcune dita. Perde inoltre ai dadi, sempre con Tyrion, una pelliccia di pantera-ombra che aveva razziato da un cadavere.
Dopo qualche settimana, a Nido dell'Aquila, diventa il favorito di lady Lysa Tully. Durante la permanenza di Sansa Stark alle Dita, Marillion, giunto nel luogo al seguito di lady Lysa, cerca di sedurre Sansa, ma viene protetta da Lhotar, capo delle guardie di Lord Petyr Baelish.
Quando lady Lysa viene scaraventata dalle Porte della Luna da lord Petyr Baelish, Marillion viene incriminato per la sua morte.
Nella serie televisiva Il Trono di Spade, tratta dai romanzi, è interpretato da Emun Elliott e in italiano è doppiato da Gabriele Lopez.

### Martyn Cassel
Padre di Jory e fratello di ser Rodrik. Dopo il saccheggio di Approdo del Re, sul finire della ribellione di Robert Baratheon, si unisce al gruppo composto da sei fedelissimi (Martyn Cassel, Theo Wull, Ethan Glover, ser Mark Ryswell, Howland Reed e lord Dustin) comandati da Eddard Stark, che si reca a cercare Lyanna in un posto chiamato da Rhaegar Targaryen Torre della Gioia, ubicato nel sud dei Sette Regni tra le Montagne Rosse e Dorne. Lì il gruppo combatté contro tre cavalieri della Guardia reale, ser Gerold Hightower, comandante della stessa, ser Arthur Dayne e ser Oshell Whent. Gli unici sopravvissuti allo scontro furono Ned Stark e Howland Reed.

### Mathis Rowan
Lord di Goldengrove è un alfiere di Mace Tyrell, come il suo Lord giura fedeltà a Renly Baratheon. Alla sua morte, segue sempre Mace ad Approdo del Re, dove diventa consigliere nel Concilio Ristretto di Re Joffrey Baratheon. Secondo Jamie Lannister può essere considerato un ottimo Primo Cavaliere. Durante Una danza con i draghi assedia Capo Tempesta, città fedele a Re Stannis, al momento sotto il controllo di Ser Gilbert Farring.

### Meryn Trant
Ser Meryn Trant è membro della Guardia Reale di Re Robert Baratheon, ma "creatura" della regina Cersei Lannister. Partecipa al torneo del Primo cavaliere, dove sconfigge Harwin, ma viene poi sconfitto da Loras Tyrell. A seguito dell’arresto di lord Eddard, ser Meryn viene incaricato di andare a prendere Arya Stark, ma Syrio Forel lo ferma, prima di essere ucciso dallo stesso, e permette alla bambina di fuggire. Per questo motivo viene incluso nella lista dei nomi dell’odio di Arya. Joffrey ordina spesso a ser Meryn di picchiare Sansa Stark al suo posto. Quando Jaime Lannister torna ad Approdo del Re, dove viene nominato nuovo Lord Comandante della Guardia Reale, una delle sue prime azioni è rimproverare duramente ser Meryn per aver obbedito agli ordini di Joffrey riguardo al picchiare Sansa Stark.
Nella serie televisiva Il Trono di Spade, tratta dai romanzi, è interpretato da Ian Beattie e in italiano è doppiato da Alessandro Budroni.

### Mord
Carceriere delle "celle del cielo" di Nido dell'Aquila, molto grasso, senza un orecchio e parte di guancia a causa di un colpo d'ascia e definito molto stupido. In cambio di oro, promessogli da Tyrion Lannister, riferisce il messaggio di quest'ultimo di voler rendere confessione dei propri crimini.
Nella serie televisiva Il Trono di Spade, tratta dai romanzi, è interpretato da Ciaran Bermingham e in italiano è doppiato da Claudio Fattoretto.

### Mordente
Uno dei criminali che Yoren preleva dalle celle di Approdo del Re quando va a cercare nuove reclute per i Guardiani della notte, e parte poi col gruppo alla volta della Barriera. In seguito si unisce alla compagnia. Dopo che Rorge viene ucciso in duello da Brienne di Tarth, Mordente riesce a sopraffare la donna e inizia a morderle la faccia selvaggiamente. Viene fermato da Gendry che gli infilza una lancia nel collo uccidendolo. È un uomo enorme e calvo, con la pelle molle e cascante. La lingua gli è stata tagliata via e non riesce a parlare, ma emette solo sibili. Ha fatto affilare i denti.
Nella serie televisiva Il Trono di Spade, tratta dai romanzi, è interpretato da Gerard Jordan.

### Nestor Royce
Lord Nestor Royce è l'alto attendente della Valle di Arryn e custode delle Porte della luna. Dopo il ritorno di Lysa Arryn a Nido dell'Aquila chiede più volte la mano di quest'ultima. È un parente di Yohn Royce, geloso però del potere di quest'ultimo. Per questo motivo, Petyr Baelish lo corrompe facendolo diventare Lord delle Porte della Luna e suo alleato.

### Orton Merryweather
Orton Merryweather è lord di Lunga Tavola e capo della Casa Merryweather. Viene nominato da Cersei maestro delle Leggi nel Concilio Ristretto, e poi Primo Cavaliere dopo aver degradato Harys Swyft al ruolo di tesoriere. A seguito dell'incarcerazione della regina Cersei da parte della Fede, Orton si dimette e torna a Lunga Tavola insieme alla moglie.

### Paxter Redwyne
Paxter Redwyne è il lord di Arbor e capo della Casa Redwyne. È un uomo esile, con le spalle cascanti e pochi ciuffi rossicci sulla testa pelata. È sposato con Mina Tyrell, sua cugina e sorella del suo signore, nonché caro amico, lord Mace Tyrell. La coppia ha tre figli, i gemelli Horas e Hobber e Desmera, l'unica femmina. 
Durante la ribellione di Robert, si schierò con i Targaryen, assediando via mare Capo Tempesta. Grazie alla ricchezza di Arbor, alla sua flotta e all'amicizia di vecchia data che lo lega a lord Mace, Paxter gode di un notevole prestigio. Viene scelto dal Primo Cavaliere del Re Tywin Lannister per ricoprire il ruolo di Maestro della Flotta nel Concilio Ristretto e gli viene ordinato di portare la sua flotta ad Approdo del Re per prepararsi ad attaccare Stannis Baratheon a Roccia del Drago.

### Petyr Baelish
È un membro del Concilio ristretto ed è il Mastro del Conio di Approdo del Re. Il nonno era un mercenario braavosiano al servizio di Lord Corbray che divenne cavaliere. L'avo sceglie quale proprio simbolo la testa del titano di Braavos, ma Petyr successivamente lo cambia con un usignolo.

### Podrick Payne
Podrick Payne è il giovanissimo scudiero di Tyrion Lannister e lontano cugino del boia Illyn Payne; nonostante la sua estrema timidezza, Podrick si dimostra spesso sveglio e coraggioso, salvando persino la vita di Tyrion. Il Folletto è spesso sgarbato con il suo scudiero, ma in realtà lo stima e si fida di lui; il ragazzo è una delle poche persone a cui Tyrion tiene, oltre a Shae e Jaime. In seguito si unisce a Brienne di Tarth nella sua missione di trovare Sansa Stark, allo scopo di trovare Tyrion. Brienne accetta di portarlo con sé e lungo la strada lo aiuta a migliorare nell'arte della scherma. Dopo uno scontro con alcuni membri dei Bravi Camerati alla Locanda dell'Incrocio, Podrick è tra quelli che vengono presi prigionieri dai fedeli a Lady Stoneheart. Giudicato colpevole per essere un alleato della Casa Lannister, viene condannato a morte per impiccagione insieme con Brienne e Ser Hyle Hunt. Quando però la corda inizia a sollevarlo da terra, Brienne grida una parola ancora sconosciuta, ma che le salva la vita poiché ricompare successivamente nel quinto libro. Non si sa se Pod è stato risparmiato.
Nella serie televisiva Il Trono di Spade, tratta dai romanzi, è interpretato dall'attore Daniel Portman e in italiano è doppiato da Raffaele Carpentieri. A differenza del personaggio originale, che ha circa dodici anni, nella serie Podrick è un adulto. Per avergli salvato la vita durante la battaglia delle Acque Nere, Tyrion lo ricompensa comprandogli i servigi delle migliori prostitute di Approdo del Re, ma con grande stupore del lord e di ser Bronn, qualche ora dopo Podrick torna restituendo il denaro: inizialmente i due pensano che il ragazzo non abbia avuto il coraggio di giacere con le ragazze, ma lo scudiero rivela che sono state loro ad essere rimaste talmente soddisfatte del tempo passato con lui che, alla fine, non hanno voluto i suoi soldi, con gran stupore dei due che, esterrefatti, obbligano Podrick a rivelargli cos'ha fatto. Da lì in avanti, quasi ogni volta che si incontrano, Bronn prenderà in giro Podrick ricordando l'aneddoto. Quando Tyrion viene accusato per la morte di Joffrey, a Podrick viene offerto il cavalierato in cambio della sua testimonianza contro il Folletto. Il fedele scudiero rifiuta e lo racconta al suo padrone che, appresa la notizia, gli ordina di scappare da Approdo del Re, non volendo che anche il ragazzo venga ucciso. Quando, come nei romanzi, Podrick viene affidato a Brienne, questa, dopo un'iniziale titubanza, comincia a insegnargli l'arte della spada. I due continuano la loro ricerca delle ragazze Stark e, dopo non essere riusciti a recuperare Arya, alla fine riescono a salvare Sansa, appena fuggita dai Bolton. Successivamente sono mandati a Delta delle Acque per tentare, invano, di convincere il Pesce Nero ad aiutare Sansa, dove lo scudiero rincontra brevemente ser Bronn. Podrick, intanto, continua ad essere allenato da Brienne, che ormai gli riconosce capacità sufficienti da proporlo come guardia del corpo di Sansa in sua assenza. Quando il giovane torna ad Approdo del Re, reincontra Tyrion che, felice, definisce la loro riunione una "bella sorpresa in una brutta occasione". Di nuovo a Grande Inverno, prima della battaglia contro gli Estranei, Podrick, sotto lo sguardo soddisfatto di Brienne, viene visto allenarsi con altri soldati, mostrando di essere diventato un eccellente spadaccino. Sopravvissuto alla guerra, Podrick riceve il cavalierato e, alla fine, diventa ser Podrick Payne, della Guardia Reale di re Bran Stark.

### Preston Greenfield
Uno dei sette cavalieri della guardia reale sia di re Robert Baratheon sia di re Joffrey. Considera Sansa Stark una bambina stupida e non esita a picchiarla in seguito all'ordine del suo sovrano Joffrey, sebbene con meno crudeltà rispetto a Moore, Trant o Blount. Morirà durante la sommossa di approdo del Re mentre proteggeva il suo sovrano.

### Pycelle
Il Gran maestro Pycelle è membro del Concilio ristretto e guaritore presso la corte di Robert Baratheon ed è una persona molto anziana con una folta barba bianca. Da quarant'anni è gran maestro dei Sette Regni e serve molti re. Il primo fu, seppur per breve periodo Aegon V l'improbabile, per poi continuare con Jaehaerys II, Aerys II il folle, Robert Baratheon.
Giunto Eddard Stark ad Approdo del re, gli consegna un Poderoso tomo contenente la descrizione fisica della maggior parte dei membri delle grandi case dei Sette Regni. Quando questi rimane ferito dopo uno scontro con i soldati Lannister lo cura all'interno della Fortezza Rossa. È presente nella sala del trono della Fortezza Rossa quando il Primo Cavaliere del Re, lord Eddard Stark, condanna a morte ser Gregor Clegane. Il Gran maestro e lord Petyr Baelish, tentano di far recedere Eddard dai suoi intenti, ma il Primo Cavaliere del re dispone ugualmente che la "Montagna che cavalca" sia spogliato di tutti i titoli, delle terre e che venga condannato a morte assegnando il compito di eseguire la sentenza a una schiera di cavalieri e soldati comandati da lord Beric Dondarrion. Si occupa della ferita che re Robert Baratheon si è procurato durante la battuta di caccia e ne comunica poi la morte a Eddard. È presente quando Eddard presenta il testamento di Robert e viene arrestato.
Dopo essere diventato Primo cavaliere, Tyrion Lannister scopre che il vecchio ha tradito il regno più volte, col solo intento di servire la Casa Lannister. Ha lasciato che Jon Arryn morisse e ha convinto re Aerys II ad aprire le porte all'esercito di Tywin Lannister durante la Ribellione di Robert Baratheon. Aggiunge inoltre che avrebbe dato personalmente il colpo di grazia a re Robert Baratheon, se la ferita non fosse stata già fatale. Pycelle giustifica la morte di Jon Arryn dicendo che l'uomo aveva quasi scoperto la verità sull'incesto di Cersei e la vera identità dei genitori di Joffrey Baratheon, ammettendo, seppur non apertamente, che le cure di maestro Colemon avrebbero potuto essere efficaci, ma la regina voleva Arryn morto. Riguardo alla morte di Robert, dice invece che Renly Baratheon stava complottando con i Tyrell per uccidere Cersei e far diventare Margaery regina. Tyrion ordina quindi che Pycelle venga imprigionato nelle celle nere della Fortezza Rossa. Pycelle riprende poi il ruolo di Gran Maestro su decisione di Tywin Lannister. Il periodo di detenzione nelle celle nere è stato devastante per Pycelle, che appare ora indebolito e ancora sbarbato. Viene chiamato per testimoniare contro Tyrion al processo per la morte di Joffrey. Tywin gli ordina poi di curare Gregor Clegane, avvelenato da Oberyn Martell durante il duello, ma i suoi tentativi non hanno però successo.
Dopo la morte di Joffrey, i rapporti tra Pycelle e Cersei Lannister si fanno più tesi. Il vecchio si oppone alla nomina di Qyburn, un maestro caduto in disgrazia, al Concilio Ristretto, e contesta numerosi proclami emessi da Cersei, tra cui rifiutarsi di pagare il debito che la corona deve alla Banca di Ferro di Braavos e la decisione di permettere alla Fede di ricreare il Credo Militante. Sotto la pressione di Cersei, Pycelle ammette pubblicamente di aver dato alla regina Margaery Tyrell il tè della luna, un contraccettivo. Questa scoperta è fondamentale per attuare il piano di Cersei, ovvero accusare Margaery di tradimento e adulterio, e la consegna all'Alto Septon. Dopo l'arresto di Cersei, assume il comando del Concilio Ristretto.
Pycelle continua a ricoprire il ruolo di Gran Maestro, ma è sospettoso nei confronti di Mace Tyrell, furibondo nei suoi confronti per aver rivelato che la figlia Margaery ha fatto uso del tè della luna. Pycelle arriva addirittura a chiedere a Kevan Lannister delle guardie, temendo per la sua incolumità. Le paure di Pycelle si rivelano fondate dato che viene ucciso nella sua stanza, ma non dai Tyrell, bensì da Varys, che si occupa anche di Kevan Lannister per assicurarsi che non possano riparare al danno che Cersei Lannister ha inflitto all'alleanza Lannister-Tyrell.
Nella serie televisiva Il Trono di Spade, tratta dai romanzi, è interpretato da Julian Glover e in italiano è doppiato da Dario Penne. La principale differenza è la sua dipartita: essendo, nella serie, Varys scappato assieme a Tyrion dopo la morte di Tywin, ad uccidere il Gran Maestro sono gli Uccelletti un tempo al servizio del Ragno Tessitore, ora al servizio di Qyburn.

### Qyburn
Qyburn è un ex Maestro e membro della compagnia di mercenari dei Guitti Sanguinari. Studia alla Cittadella e diventa un abile guaritore. Tuttavia, nel tentativo di andare oltre le sue abilità, invece di dissezionare i corpi dei morti per scoprire i segreti della vita, come si fa da secoli alla Cittadella, inizia a dissezionare corpi di uomini in fin di vita per scoprire i segreti della morte. Quando viene scoperto, viene sollevato dai suoi incarichi come Maestro. Si unisce ai Guitti Sanguinari per sopravvivere e porta rispetto solo per l'Arcimaestro Marwyn della Cittadella, soprannominando gli altri Arcimaestri “pecore grigie”.
Dopo la cattura, Jaime Lannister viene portato a Harrenhal e Roose Bolton lo fa condurre da Qyburn, che utilizza le sue eccezionali qualità di guaritore per prevenire l'espansione della gangrena del polso di Jaime. In seguito, quando Roose decide di rimandare Jaime da suo padre Tywin, Qyburn lo accompagna ad Approdo del Re. Qyburn si unisce quindi alla corte di Approdo del Re, e Cersei gli permette di compiere esperimenti sull'ormai in fin di vita Gregor Clegane. Successivamente guadagnerà la fiducia della Regina, utilizzando la propria conoscenza per torturare e compiere esperimenti, spesso fatali, sui suoi prigionieri. Dopo che Varys scompare da Approdo del Re, lo nomina Maestro dei Sospiri e membro del Concilio Ristretto. L'ex maestro lavora a un progetto che gli permetterà di creare un “campione invincibile” per Cersei. Qyburn è presente nella Fortezza Rossa quando Cersei sconta la sua pena. Successivamente, presenta alla regina il suo campione, il nuovo membro della Guardia Reale “Ser Robert Strong”. Sebbene verrà poi dimesso dal Concilio Ristretto, collabora ancora con le spie dell'eunuco Varys.
Nella serie televisiva Il Trono di Spade, tratta dai romanzi, è interpretato da Anton Lesser e in italiano è doppiato da Sergio Lucchetti. Essendo Vargo Hoat assente nella serie, Qyburn non ha mai fatto parte dei Guitti Sanguinari e compare per la prima volta tra i prigionieri dei Lannister a Harrenhal. Quando i Lannister sotto il comando di ser Gregor Clegane abbandonano il castello, prima trucidano tutti quanti i prigionieri in esso rinchiusi. Qyburn riesce però a sopravvivere poiché ferito superficialmente alla gola. In seguito, come nei romanzi, passa al servizio di Roose e cura Jaimie quando viene portato a Harrenhal. Per il resto delle vicende, il suo ruolo rimane abbastanza invariato, a parte il fatto che è lui, tramite gli uccelletti di Varys, adesso suoi, a fare uccidere il Gran Maestro Pycelle. A partire dalla fine della sesta stagione, quando il Grande Tempio di Baelor viene distrutto e Cersei diventa la nuova regina dei Sette Regni, Qyburn ne diventa Primo Cavaliere. Durante la settima stagione, dopo aver aiutato la regina a vendicarsi di Ellaria Sand, mette a punto uno scorpione da utilizzare contro i draghi di Daenerys, ma che risulta non abbastanza efficace. Nell'ottava stagione incarica Bronn di uccidere Tyrion e Jamie per ordine di Cersei, a cui poi costruisce un nuovo scorpione che risulta, questa volta, efficace e con cui Rhaegal viene ucciso. Durante la battaglia di Approdo del Re scorta, assieme a Ser Gregor Clegane e alcuni soldati, Cersei verso le uscite, ma vengono fermati da Sandor Clegane. Non ascoltando gli ordini della donna, la Montagna si appresta ad affrontare il fratello, pertanto Qyburn cerca di impedirlo frapponendosi tra i due e intimandogli di obbedire: Gregor risponde afferrando l'ex maestro e frantumandogli il cranio contro la parete, per poi buttarne il corpo senza vita sulla scalinata.

### Randyll Tarly
Randyll Tarly è il Lord della Collina del Corno e il Capo della Casa Tarly, è sposato a Melessa Florent ed è il padre di Samwell Tarly. In battaglia Randyll brandisce l'ancestrale Veleno del Cuore, uno spadone in Acciaio di Valyria. Randyll è un uomo magro e calvo, con una corta e ispida barba grigia. È un uomo basso ma dalla volontà di ferro, scaltro ed esperto. È considerato uno dei migliori comandanti e guerrieri di Westeros. Durante la Ribellione di Robert il suo esercito inflisse ai ribelli l'unica sconfitta subita, nella celebre Battaglia di Ashford. Essendo molto rigido, rimane deluso dal suo gentile e timido primogenito, Samwell e fa molti tentativi per coinvolgerlo nelle attività marziali, ma senza ottenere alcun effetto. Alla fine Melessa dà alla luce un altro figlio, Dickon, e mentre i due fratelli crescono diviene evidente che il secondogenito è il figlio che Randyll avrebbe voluto come erede. Randyll permette a Samwell di continuare le sue tranquille attività finché non raggiunge l'età adulta; allora minaccia di ucciderlo se il giovane non scegliesse di unirsi ai Guardiani della notte, rinunciando così ai suoi diritti sulla Collina del Corno.
Quando Renly Baratheon riunisce i suoi vessilli, Randyll si unisce alla Casa Tyrell nel sostenerlo. Successivamente, Randyll continua a seguire i Tyrell nella scelta di schierarsi contro la causa di Stannis, impossessandosi delle scorte di Renly e mettendo a morte un gran numero di uomini, soprattutto quelli leali alla Casa Florent, la famiglia di sua moglie. Durante la Guerra dei Cinque Re, prende la città di Maidenpool e si assicura la Strada del Re. Brienne lo incontra mentre sta dispensando una severa ma imparziale giustizia nella piazza del mercato. Randyll le estorce delle informazioni circa la sua missione, ma le permette di andarsene. Quando viene raggiunto dalla notizia dell'imprigionamento di Margaery Tyrell, marcia con la sua armata verso Approdo del Re. Il Credo quindi rilascia Margaery e le sue cugine e le affida alla sua custodia dopo che Tarly pronuncia il sacro giuramento di riconsegnarle per la prova di innocenza. Per cercare di sistemare il danno che Cersei ha fatto all'alleanza tra i Lannister e i Tyrell, Kevan Lannister nomina Randyll nuovo giudice supremo (Maestro delle Leggi) nel Concilio Ristretto di Re Tommen Baratheon.
Nella serie televisiva Il Trono di Spade, tratta dai romanzi, è interpretato da James Faulkner e in italiano è doppiato da Edoardo Siravo. Quando il figlio Sam giunge a Collina di Corno insieme a Gilly, Randyl lo tratta nuovamente con il disprezzo che il figlio ha sempre descritto. Scopre rapidamente che la ragazza è una Bruta, perciò caccia il figlio dal castello. Sam allora se ne va assieme alla ragazza e al figlio di lei, andando a Vecchia Città. Quando Daenerys sbarca a Westeros grazie all'appoggio dei Tyrell, Randyll, essendo un alfiere di questi ultimi, inizialmente è restio ad appoggiare i Lannister, ma alla fine Jamie riesce a convincerlo suggerendogli che, una volta vinta la guerra, Randyll potrebbe essere nominato nuovo Protettore del Sud. Sotto il suo comando, l'esercito Lannister conquista Altogiardino, ma poi viene rapidamente distrutto da Daenerys in groppa ai propri draghi. Rimasto tra i superstiti assieme al figlio Dickon, Randyll si rifiuta di inchinarsi alla giovane Targaryen, quindi viene giustiziato assieme al figlio. Questa decisione ha importanti conseguenze, perché il gesto costa a Daenerys l'amicizia di Samwell Tarly, una volta che questi viene a sapere del fatto, dando inizio alla serie di eventi che culmineranno con la distruzione di Approdo del Re e la morte della Madre dei Draghi. Alla fine, Sam diventa Gran Maestro della Fortezza Rossa, cioè quello che Randyll aveva sempre cercato di impedirgli di diventare.

### Richard Horpe
Ser Richard Horpe è un membro di Casa Horpe, casata fedele a re Stannis Baratheon. È un uomo magro, con i capelli scuri e sguardo duro. Il suo volto è viziato da vecchie cicatrici.
Combatte al suo fianco sia durante la Battaglia delle Acqua Nere, sia durante la Battaglia al Castello Nero, dove uccide Dormund, uno dei figli di Tormund Veleno dei Giganti. Riveste un ruolo molto importante nell'esercito di Stannis, tanto da diventare il suo secondo in comando, data l'assenza di lord Davos Seaworth.

### Robar Royce
Ser Robar Royce è presente nella sala del trono della Fortezza Rossa quando il Primo Cavaliere del re, lord Eddard Stark, condanna a morte ser Gregor Clegane e viene incaricato di portare la notizia a re Robert Baratheon che in quel momento si trova a caccia oltre il fiume delle Rapide Nere. In seguito allo scoppio della guerra dei cinque re, giura fedeltà a Renly Baratheon, diventando anche membro della sua guardia reale. Verrà ucciso da ser Loras Tyrell, il quale è accecato dalla rabbia per l'assassinio di Renly.

### Rodrik Cassel
Ser Rodrik Cassel, maestro d'armi di Grande Inverno. Di corporatura robusta, ha formidabili baffi bianchi. Segue Catelyn Stark nel viaggio via mare che li porta da Grande Inverno ad Approdo del Re passando per l'imbarco a Porto Bianco su una nave (Danzatrice delle Tempeste) appartenente a un capitano della città libera di Tyrosh. Durante il viaggio lungo il Mare Stretto, a causa delle forti tempeste che incontrate, soffre enormemente di mal di mare ed è costretto a tagliarsi i suoi enormi baffi in quanto maleodoranti per il vomito.
Dopo che Eddard Stark viene edotto del tentativo di assassinio di Bran, ser Rodrik e Catelyn Stark decidono di tornare a Grande Inverno. Sulla via del ritorno, in una locanda nei pressi delle Terre dei fiumi, incontrano casualmente Tyrion Lannister ritenuto il mandante dell'attentato al piccolo Stark e lo prendono il prigioniero. Catelyn porta il Folletto a Nido dell'Aquila ove si è rifugiata la sorella. Durante il viaggio attraverso le Montagne della Luna, il gruppo viene assalito dai clan montagna e Ser Rodrik rimane gravemente ferito. A causa delle ferite non sale sino al fortezza dimora dei lord della Valle, ma viene lasciato a recuperare le forze alla Porta insanguinata. Dopo che Tyrion Lannister riesce a riconquistare la libertà fa ritorno, unitamente a lady Catelyn, a Grande Inverno ove viene nominato castellano.
In seguito alla partenza di Robb e Catelyn, ser Rodrik amministra Grande Inverno insieme a Maestro Luwin. Successivamente uccide un uomo che crede essere Ramsay Snow, il Bastardo di Bolton, dopo che egli ha preso con la forza Lady Hornwood e le sue terre. Quando gli Uomini di Ferro attaccano Piazza di Torrhen, guida un'armata, che comprende gran parte della guarnigione di Grande Inverno, a scacciarli. Gli Uomini di Ferro, sotto il comando di Dagmer Mascella Spaccata, gli permettono di respingere le loro forze, attirando Ser Rodrik lontano dal castello mentre altri Uomini di Ferro guidati da Theon Greyjoy attaccano e conquistano Grande Inverno. Ser Rodrik raduna più forze, questa volta per assediare Grande Inverno, ma prima che la battaglia possa iniziare, un'armata composta da uomini dei Bolton si avvicina agli assedianti, apparentemente per unirsi a loro. Ser Rodrik va a incontrarli ma viene ucciso dal vero Ramsay Snow, insieme alla maggior parte dei suoi comandanti.
Nella serie televisiva Il Trono di Spade, tratta dai romanzi, è interpretato da Ron Donachie e in italiano è doppiato da Angelo Nicotra.

### Rodrik Ryswell
Lord di Rill e capo di casa Ryswell è uno dei primi lord del Nord a schierarsi dalla parte di Roose Bolton, assieme alla figlia, vedova Dustin, e i suoi figli maggiori. Importante sostenitore dei Bolton è tuttavia ostile ai Frey in quanto molti suoi uomini sono morti durante le Nozze Rosse.

### Rorge
Uno dei criminali che Yoren preleva dalle prigioni di Approdo del Re quando va a cercare nuove reclute per i Guardiani della notte e parte col gruppo alla volta della Barriera. In seguito si unisce alla compagnia. In seguito trova e indossa l'elmo da mastino appartenuto a Sandor Clegane e lo usa per commettere stupri e saccheggi. Duella contro Brienne di Tarth, che lo uccide. È un uomo tozzo, grosso e peloso, ed è privo di naso.
Nella serie televisiva Il Trono di Spade, tratta dai romanzi, è interpretato da Andy Beckwith e in italiano è doppiato da Claudio Fattoretto.

### Septa Mordane
Tutrice delle ragazze di alto rango al castello di Grande Inverno. Nonostante sia severa, è una brava donna e ha molto a cuore sia Sansa sia Arya, nonostante gli scherzi e l'atteggiamento ribelle della seconda la esasperino. Fa parte del seguito che Eddard Stark porta con sé ad Approdo del Re e verrà uccisa insieme agli altri servitori di Eddard.
Nella serie televisiva Il Trono di Spade, tratta dai romanzi, è interpretata da Susan Brown e in italiano è doppiata da Paola Giannetti.

### Shae
Shae è la concubina di Tyrion Lannister, in precedenza una prostituta per soldati: è sveglia e maliziosa. All'inizio dimostra di tenere molto a Tyrion, ma quando il Folletto viene accusato ingiustamente di regicidio, lei dimostra la sua vera natura, spietata e opportunista, testimoniando contro di lui. Verrà uccisa da Tyrion stesso quando la sorprende nel letto di suo padre.
Nella serie televisiva è interpretata da Sibel Kekilli e in italiano è doppiata da Valentina Mari; a differenza dei romanzi, la Shae della serie TV è realmente innamorata di Tyrion e il suo tradimento è dovuto alla rabbia e delusione per il fatto che Tyrion, per proteggerla da Tywin e Cersei, che ormai l'avevano individuata, la caccia via in malo modo, facendole credere di non amarla più. Inoltre, a differenza del romanzo, la sua uccisione da parte di Tyrion avviene maggiormente per autodifesa da parte di quest'ultimo: nel momento in cui lei lo vede, afferra un coltello da un piatto vicino, quindi il nano la ferma, dando inizio a una colluttazione in cui, alla fine, Shae viene strangolata.

### Vardis Egen
Ser Vardis Egen, comandante della Guardia di Jon Arryn. È stato comandante della Guardia personale del Primo Cavaliere del re quando Jon Arryn rivestiva quella carica.
Viene scelto, suo malgrado, da lady Lysa come campione nel singolar tenzone contro il mercenario Bronn, quest'ultimo campione di Tyrion Lannister. I due si affrontano in quello che, secondo i costruttori, avrebbe dovuto essere il parco degli dei a Nido dell'Aquila. Ser Vardis Egen indossa un'armatura da battaglia completa di enorme e pesante scudo di quercia, mentre Bronn al contrario indossa una semplicissima cotta di maglia e un mezzo elmo. Nel combattimento Bronn, agile e veloce, evita ogni colpo del suo avversario che carica con furia il mercenario. Bronn evitando colpo dopo colpo riesce in questo modo a sfiancare ser Vardis Egen e sfruttando la stanchezza di quest'ultimo gli assesta varie ferite fino al colpo finale.
Nella serie televisiva Il Trono di Spade, tratta dai romanzi, è interpretato da Brendan McCormack e in italiano è doppiato da Alessandro Budroni.

### Vecchia Nan
Balia e narratrice di leggende presso Grande Inverno. È la donna più vecchia di Grande Inverno, arrivata per fare la nutrice a un Brandon Stark, probabile cugino o fratello di lord Rickard Stark, la cui madre era morta di parto; successivamente anche il bambino morì a causa di una gelata estiva. Nan rimase a Grande Inverno con i suoi figli: i due maschi morirono durante la rivolta di Robert Baratheon e le figlie si sposarono e partirono lontano, e infine morirono anche loro. Il suo ultimo nipote morì invece durante la rivolta dei Greyjoy. L'unico parente di Nan rimane Hodor, di cui è la bisnonna.
Nella serie televisiva Il Trono di Spade, tratta dai romanzi, è interpretata da Margaret John e in italiano è doppiata da Graziella Polesinanti.

### Willis Wode
Ser Willis Wode, presente all'interno della locanda ove Catelyn Tully fa prigioniero Tyrion Lannister, è un oscuro cavaliere di Harrenhal alfiere di lady Whent ed è il primo a spalleggiare la lady di Stark nei suoi intenti. Successivamente segue Catelyn al Nido dell'Aquila unendosi al suo seguito.

### Wyman Manderly
Wyman Manderly è il lord di Porto Bianco e il più ricco tra i vassalli di lord Stark. È un uomo esageratamente grasso, ma tutt'altro che stupido. Ha due figli, ser Wylis e ser Wendel Manderly. Durante la Guerra dei Cinque Re, i Manderly e i Bolton iniziano una guerra privata nelle terre degli Hornwood, dopo che Ramsay Snow rapisce la vedova lady Donella Hornwood, cugina di Wyman, che costringe a sposarlo per poi affamarla a morte. L'erede di Wyman, Wylis, viene catturato quando Roose Bolton invia una grande forza del Nord che sarà eliminata da Randyll Tarly. Il figlio più giovane, Wendel, viene assassinato dai Frey, durante le Nozze Rosse. A causa della condizione di ostaggio del figlio maggiore, Wyman non può sfidare apertamente i Lannister. Tre Frey giungono in città con le ossa di Wendel e apparentemente viene siglato un accordo di pace che prevede che le nipoti di Wyman, Wynafryd e Wylla, sposino Rhaegar Frey e Walder Frey il Piccolo. Quando Davos Seaworth giunge a Porto Bianco per chiedere a Wyman l'appoggio a Stannis, Davos accusa i Frey presenti di tradimento. Wyman lo condanna a morte, ma segretamente giustizia un criminale al suo posto, ottenendo da Cersei il rilascio del figlio. Wyman rivela a Davos che sa dove Rickon Stark si nasconde e promette che supporterà Stannis se Davos riuscirà a rintracciarlo. Inoltre probabilmente è il responsabile delle strane morti che colpiscono i soldati Frey a Grande Inverno.
Nella serie televisiva Il Trono di Spade, tratta dai romanzi, è interpretato da Sean Blowers.

### Yohn Royce
Yohn Royce, soprannominato "Yohn il bronzeo" è uno degli uomini più influenti della Valle, nonché lord di Rune e capo della Casa Royce. Ha tre figli, Andar, Robar e Waymar, quest'ultimo nei Guardiani della notte, e una figlia, Ysilla. Dopo la morte di Lysa Arryn, Lord Yohn raduna altri cinque lord della Valle a Runestone, ove essi firmano un documento che sancisce la formazione dei "Lord Dichiaranti", con l'intento di rimuovere Ditocorto dal suo ruolo di Lord Protettore della Valle.
Nella serie televisiva è interpretato da Rupert Vansittart, doppiato da Ugo Maria Morosi. A differenza dei libri, non cerca di togliere a lord Baelish il titolo di Lord Protettore della Valle. Viene visto più volte impegnato nell'educazione del piccolo Robin Arryn dopo la morte della madre, restando sempre molto imbarazzato dalla totale inettitudine del giovane lord. Quando Grande Inverno viene riconquistata grazie al suo intervento sotto gli ordini di lord Arryn (manipolato da Ditocorto), manifesta il suo disprezzo per i bruti lì presenti, ma grazie alla mediazione di Jon l'alterco ha breve durata. Quando Jon Snow viene nominato Re del Nord, lord Royce si unisce all'ovazione verso il nuovo sovrano. Qualche mese dopo assiste al processo di Ditocorto e, dopo aver rifiutato di scortarlo a Nido dell'Aquila, ne osserva indifferente l'esecuzione. Come gli altri lord, non è felice dell'arrivo di Daenerys. Dopo la battaglia partecipa al concilio di guerra come rappresentante di Casa Arryn, e poi, successivamente, partecipa al concilio in cui Bran Stark è eletto nuovo Re dei Sei Regni mentre il Nord viene reso un regno indipendente, sotto la guida di Sansa.

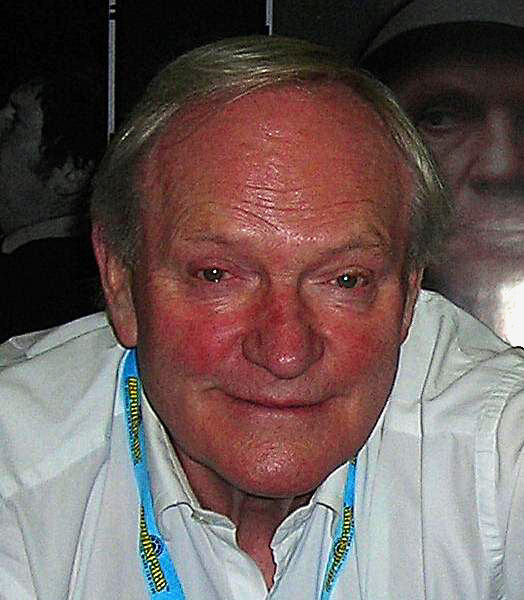
Julian Glover interpreta il Gran maestro Pycelle
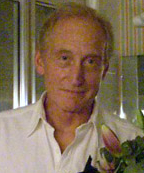
Charles Dance interpreta Tywin Lannister
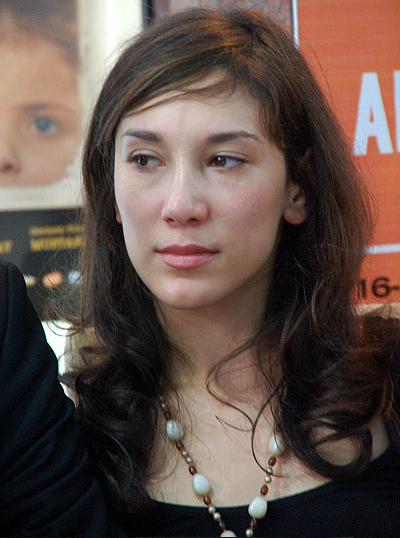
Sibel Kekilli interpreta Shae
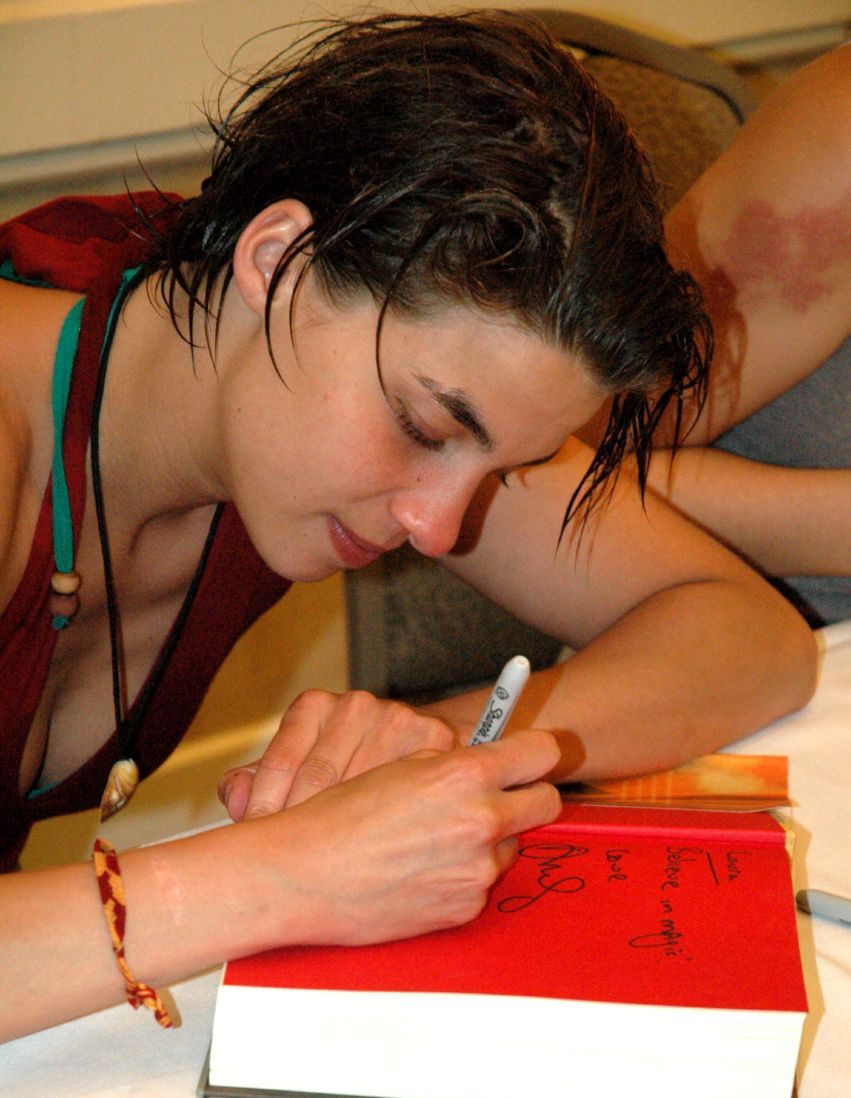
Natalia Tena interpreta Osha
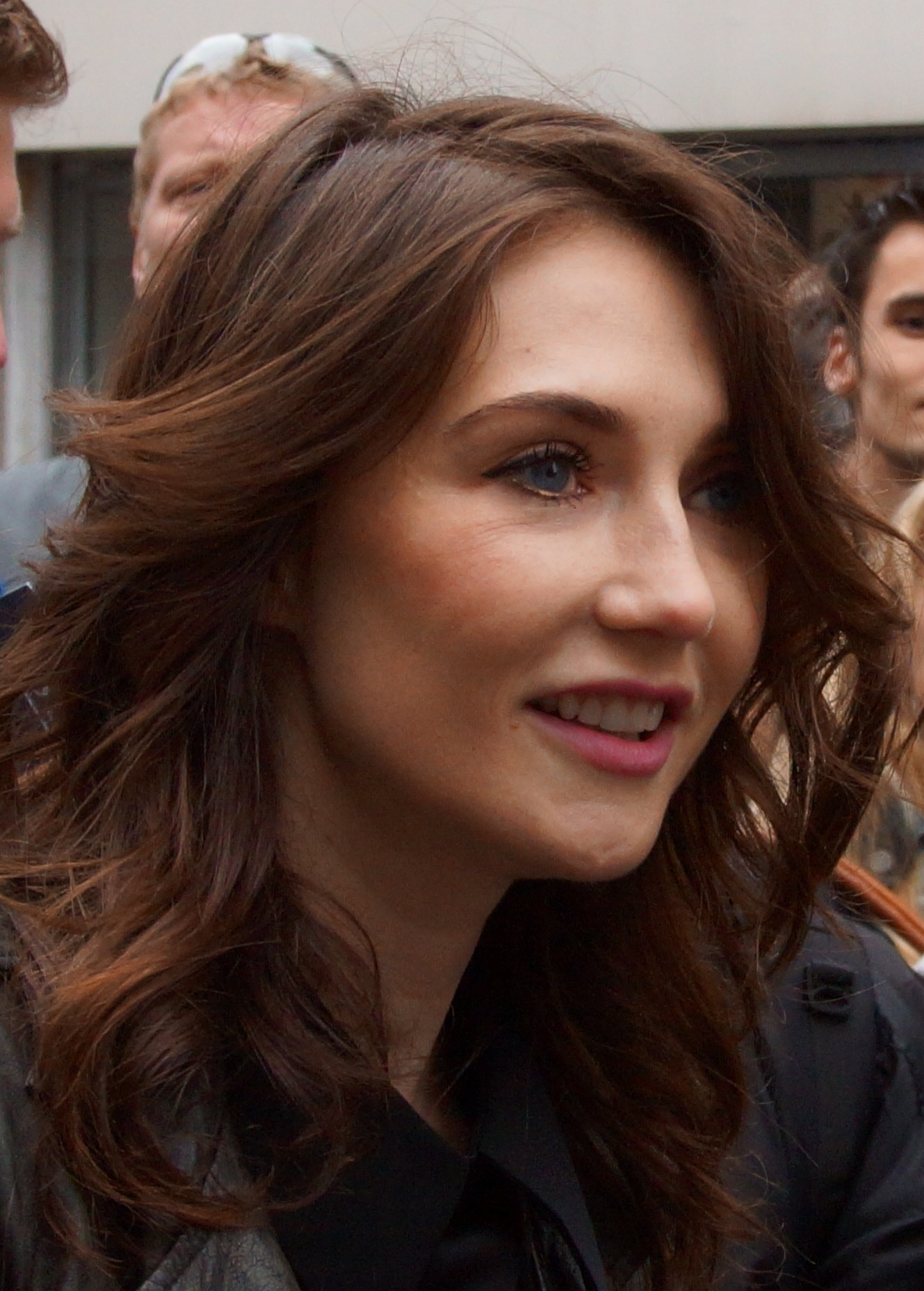
Carice van Houten interpreta Melisandre

## Guardiani della Notte
La confraternita dei Guardiani della Notte (Night's Watch) presidia e protegge la Barriera, l'imponente muro di ghiaccio che divide i Sette Regni dalle terre selvagge del nord. «Prendere il nero» significa fare giuramento di povertà, di castità e di fedeltà alla confraternita.

## Bruti
I bruti (Wildlings), noti anche come il Popolo libero (Free Folk), sono per definizione tutti gli uomini che vivono a Nord della Barriera.
Sono raggruppati in popoli selvaggi e privi di istruzione, divisi in tribù; alcuni sono semicivilizzati ed altri completamente selvaggi, ma sono comunque sia tutti ritenuti barbari e anarchici dagli altri abitanti di Westeros.
Tra i bruti vige l'usanza di non inginocchiarsi di fronte a un qualunque leader, inoltre è diffuso il libertinismo.

### Craster
Craster è il padrone di un fortino in legno a breve distanza dalla Barriera. È un uomo sospettoso, incestuoso e poligamo, sposato con 19 mogli, molte delle quali sono le sue stesse figlie femmine: i figli maschi vengono abbandonati nei boschi. Nonostante la sua reputazione riprovevole, è amico dei Guardiani della notte, a cui offre spesso cibo e riparo. Durante la missione al di là della Barriera, Jon Snow e Samwell Tarly scoprono che i neonati abbandonati non vengono lasciati a morire, ma sono offerti agli Estranei come nuova progenie. Stremati e affamati, i sopravvissuti alla Battaglia al Pugno dei Primi Uomini trovano riparo al Castello, ma alcuni si ammutinano uccidendo il loro Lord comandante Jeor Mormont e lo stesso Craster, convinti che il bruto nascondesse loro viveri e legna da ardere.
Nella serie televisiva Il Trono di Spade, tratta dai romanzi, è interpretato da Robert Pugh e in italiano è doppiato da Gerolamo Alchieri.

### Dalla
È la moglie di Mance Rayder e sorella maggiore di Val. È una donna bella e timida, ma anche saggia e intelligente, e per questo è una dei principali consiglieri di Mance. Incinta del Re oltre la Barriera, muore di parto mentre l'armata del marito viene sconfitta dagli uomini di Stannis Baratheon. In seguito a ciò, suo figlio viene affidato alle cure di Gilly.

### Gilly
Gilly (da gillyflower, garofano) è una ragazza dei Bruti, figlia e moglie di Craster. Samwell Tarly la conosce incinta e dopo la disfatta sul Pugno dei Primi Uomini la porta con sé, affezionandosi a lei e al suo bambino appena nato. Viene mandata a sud su una nave diretta a Vecchia Città con Samwell, Dareon, Maestro Aemon e quello che sembra suo figlio: in realtà Jon Snow ha scambiato il figlio della ragazza con quello di Mance Rayder per salvarlo da Melisandre, che ha intenzione di darlo alle fiamme in quanto figlio di re. Gilly è distrutta dal dolore per la separazione dal figlio, ma la morte di Aemon a bordo della Vento di Cannella la fa rinsavire. Per un breve periodo, diventa l'amante di Samwell.
Una volta arrivati a Vecchia Città viene deciso che Gilly e il bambino sarebbero andati a Collina del Corno, la vecchia casa di Samwell, dove lei presenterà il bambino come figlio di Sam.
Nella serie televisiva Il Trono di Spade, tratta dai romanzi, è interpretata da Hannah Murray e in italiano è doppiata da Valentina Favazza.

### Mance Rayder
Mance Rayder, noto come Re oltre la Barriera (King Beyond the Wall) è il comandante in capo delle tribù unite del Popolo Libero; un tempo Guardiano della notte, disertò e si unì ai bruti oltre la Barriera, dove divenne in breve una figura di spicco. È un uomo di mezza età dalla vita semplice, molto intelligente e ambizioso che indossa ancora il suo mantello nero (dotazione dei Guardiani della notte). Nel suo passato da Guardiano della Notte, visitò Grande Inverno e fu compagno di Qhorin il Monco.
Mance è presente a Grande Inverno durante il banchetto al re Robert Baratheon tra i commensali non-nobili, in funzione di spionaggio. Incontra il Guardiano della Notte disertore Jon Snow, a cui rivela di conoscere il pessimo stato delle difese della Barriera, e di possedere un corno magico (il Corno dell'Inverno) in grado di abbatterla (aggiungendo di essere contrario a usarlo, conoscendo l'esistenza degli Estranei e del Re della Notte). Mance intraprende la conquista della Barriera ma viene dapprima respinto e poi schiacciato dall'esercito di Stannis Baratheon che sconfigge l'armata disorganizzata dei Bruti. Catturato come prigioniero, viene condannato al rogo, ma viene scambiato per 
Rattleshirt grazie alla magia di Melisandre. Ora agli ordini di Jon, si reca a Grande Inverno per salvare Arya Stark (in realtà Jeyne Poole fatta spacciare pubblicamente per lei) dal nuovo Lord Protettore del Nord Roose Bolton: infiltratosi come cantastorie, riesce a far scappare Jeyne dal castello, e viene apparentemente catturato.
Nella serie televisiva Il Trono di Spade, tratta dai romanzi, è interpretato da Ciarán Hinds e in italiano è doppiato da Mario Cordova.

### Osha
Donna dei Bruti fatta prigioniera da Robb Stark e Theon Greyjoy per aver tentato di rapire Bran Stark a Grande Inverno insieme ai disertori dei Guardiani della notte Stiv e Wellen, alla donna bruta Hali e altri due uomini ignoti. Viene interrogata a Grande Inverno.
Dura come il clima da cui proviene, ha un carattere forte e crede molto nelle tradizioni e negli Antichi Dei dei Primi Uomini. Sembra non avere un gran pudore non esitando a farsi un bagno nuda davanti a Bran o ad avere rapporti sessuali con la servitù di Grande Inverno; tuttavia sa essere fedele con coloro che l'hanno risparmiata dalla morte e gentile con Bran e Rickon Stark.
Nella serie televisiva Il Trono di Spade, tratta dai romanzi, è interpretata da Natalia Tena e in italiano è doppiata da Laura Lenghi.

### Rattleshirt
Rattleshirt, detto “Lord delle Ossa”, è il primo luogotenente di Mance Rayder. Veste una corazza formata da ossa di pecora, mammut, capra e anche uomini. Temuto dalla sua gente, è leader di una tribù di bruti selvaggi unitasi a tutte le altre tribù del popolo libero sotto la guida di Mance Rayder. Durante la battaglia alla Barriera, è alla guida un attacco diversivo al Forte Orientale, ma viene catturato e deportato a Castello Nero: qui testimonia, alla presenza di ser Alliser Thorne e Janos Slynt, che Jon Snow ha ucciso il suo confratello Qhorin il Monco. Alla fine della battaglia, Mance Rayder (anch'egli catturato dai Guardiani della notte) viene condannato al rogo. Grazie alla magia di Melisandre, Rattleshirt e Mance Rayder si scambiano le fattezze fisiche e Rattleshirt muore subendo la condanna alla pena capitale che spetterebbe invece a Mance.
Nella serie televisiva Il Trono di Spade, tratta dai romanzi, è interpretato da Edward Dogliani nella seconda e nella terza stagione, e da Ross O'Hennessy nella quinta stagione, e doppiato in italiano da Alessandro Budroni.

### Stiv
Disertore dei Guardiani della notte, fa parte di un piccolo gruppo che attraversa la Barriera e che incontra casualmente Bran Stark nei boschi vicino a Grande Inverno. Viene ucciso da Theon Greyjoy.

### Styr
Styr, il Maknar ("leader") di Thenn, è il leader dei bruti "Thenn" e uno dei comandanti del Popolo Libero. Si allea con Mance Rayder quando gli Estranei iniziano ad arrivare dal nord. Guida la spedizione a sud della Barriera e l'attacco diversivo da sud al Castello Nero, passando per Città della Talpa. Non si fida molto di Jon e lo interroga sugli uomini rimasti a Castello Nero, controllando la veridicità delle sue affermazioni con l'aiuto di alcuni esploratori. Durante la battaglia muore travolto da un frammento della Barriera che si stacca e crolla al suolo.
Nella serie televisiva Il Trono di Spade, tratta dai romanzi, è interpretato dall'attore Yuri Kolokolnikov.

### Tormund
Conosciuto tra i Bruti come Pugno di Tuono, Soffiatore di Corno, Re della birra di Sala Fangosa, Marito di Orse, Padre di Eserciti, Grande Affabulatore, Distruttore del Ghiaccio, Voce degli dei e soprattutto "Veleno dei Giganti" per essersi rifugiato nel ventre di una gigantessa durante una tempesta di neve, la quale l'ha poi allattato per tre mesi credendolo suo figlio. Tormund è un uomo enorme con una folta barba bianca, nonché uno dei generali dell'esercito di Mance Rayder. Feroce guerriero, temuto dai nemici e rispettato dai suoi alleati, è anche un uomo gioviale e incline alla risata. Dopo la sconfitta di Mance Rayder, diviene il leader (non più Re) dei membri del popolo libero rimasti. Successivamente è lui a stringere il patto di alleanza tra i Bruti e i Guardiani della notte per difendersi dagli Estranei. Parla l'antico linguaggio dei giganti e tra i figli spiccano Toregg e Dormund.
Nella serie televisiva Il Trono di Spade, tratta dai romanzi, è interpretato da Kristofer Hivju e in italiano è doppiato da Massimo Lodolo (nella terza e quarta stagione) e da Pino Insegno (dalla quinta in poi). Nella serie, Tormund è più giovane, ha barba e capelli rossi invece che bianchi e, anche se in un episodio viene accennato che abbia due figlie, nella serie esse non compaiono mai né sono nominati eventuali altri figli. Quando Jon Snow viene ucciso, Tormund e i suoi uomini aiutano Edd l'Addolorato a sconfiggere e imprigionare Alliser Thorne e gli altri ammutinati, per poi assistere alla resurrezione dell'amico, a opera di Melisandre. Successivamente, convince il resto dei clan ad appoggiare gli Stark contro i Bolton. La sera prima della battaglia dei bastardi, Tormund e Davos fanno amicizia. Dopo la riconquista di Grande Inverno, Jon commissiona a Tormund e ai suoi di pattugliare la Barriera, rendendo, di fatto, il popolo libero i nuovi Guardiani della notte, con grande divertimento del bruto. A Grande Inverno, inoltre, Tormund continua a flirtare con Brienne, di cui si è infatuato da prima della sconfitta dei Bolton. Quando Jon Snow torna da Roccia del Drago per andare oltre la Barriera a catturare un non-morto, Tormund lo accompagna. Durante la missione, il bruto stringe un altro insolito legame: un reciproco rispetto con lo scontroso e misantropo Sandor Clegane, a cui salva la vita. Sopravvissuto e tornato dall'altra parte della Barriera, Tormund e Edd assistono alla sua distruzione ad opera del Re della Notte, in groppa a Viserion. Fortunatamente sopravvive e torna a Grande Inverno, dove combatte, questa volta, a difesa della città, assistendo alla fine alla scomparsa degli Estranei. La notte dei festeggiamenti, esultante, acclama pubblicamente Jon Snow, per poi piangere per non essere riuscito a conquistare il cuore di Brienne, che invece passa la notte con Jaime Lannister. Nonostante le buone intenzioni, la solennità del suo discorso sarà uno degli eventi che aumenteranno sempre di più la paranoia di Daenerys Targaryen, che sentirà nelle parole del bruto tutto la stima e l'affetto che il Nord e il Popolo libero provano per Jon ma non per lei. Mentre le forze del Nord e dei Targaryen si preparano a muovere verso Approdo del Re, Tormund e il suo popolo si preparano a muoversi verso il Castello Nero, dove aspetteranno la fine dell'inverno per tornare oltre la Barriera. Prima di dividersi, Tormund saluta Jon, ricordandogli ancora una volta come ormai sia chiaro che il ragazzo sia anche un uomo del vero Nord. Quando, qualche mese dopo, Jon torna al Castello Nero, vi trova ad aspettarlo Tormund e il resto del Popolo libero, assieme a cui parte per tornare nelle loro terre.

### Val
Sorella minore di Dalla, è una splendida donna dai capelli biondi sempre raccolti in una treccia, occhi grigi, zigomi alti e un corpo prosperoso e attraente; proprio per la sua avvenenza viene soprannominata "Principessa dei Bruti". Quando Stannis Baratheon sconfigge gli uomini di Mance Rayder, sua sorella muore di parto e lei viene catturata da Stannis, che progetta di farla sposare a Jon Snow, lord comandante dei Guardiani della notte e, apparentemente, ultimo figlio rimasto in vita di Eddard Stark: con tale matrimonio, il re progetta di unire il Nord col popolo libero e poter ottenere il loro appoggio. Jon rifiuta la proposta, vincolato dai voti di Guardiano della notte, ma tra lui e Val nasce comunque una forte stima, tanto che la manda in cerca di Tormund per convincerlo a far emigrare il suo popolo a Sud della Barriera e far unire le forze dei Bruti a quelle dei Guardiani per l'imminente attacco degli Estranei, missione in cui Val ha successo.

### Wellen
Disertore dei Guardiani della notte, fa parte di un piccolo gruppo che attraversa la Barriera e che incontra casualmente Bran Stark nei boschi vicino a Grande Inverno. Viene ucciso da Vento Grigio.

### Ygritte
Ygritte è una ragazza del popolo libero che vive una relazione sentimentale con Jon Snow. Ha i capelli rossi, caratteristica che la rende "baciata dal fuoco" e che la rende ben vista e rispettata dagli altri Bruti. È più grande di Jon Snow di non più di due anni, ed è considerata una donna bellissima tra la sua gente grazie ai suoi capelli. Ha gli occhi nerissimi, e un sorriso smagliante. È un'abile combattente (come molte donne del Popolo Libero) e ha un carattere forte e deciso, spesso sfrontato e un po' selvaggio; una frase con cui si rivolge spesso a Jon è «Tu non sai niente, Jon Snow». Durante l'assalto al Castello Nero, Ygritte viene uccisa da una freccia. Jon la trova sul campo di battaglia, dove muore tra le sue braccia.
Nella serie televisiva Il Trono di Spade, tratta dai romanzi, è interpretata da Rose Leslie e in italiano è doppiata da Chiara Gioncardi.

## Barbari delle montagne
I Barbari delle montagne sono un popolo che vive nei monti che circondano la valle di Arryn. Sono suddivisi in clan, fra cui i Corvi di pietra, i Fratelli di luna e gli Uomini bruciati. Tyrion e Bronn riescono ad assoldare alcuni di questi barbari, fra cui:
- Shagga figlio di Dolf, capo dei Corvi di pietra, uomo enorme e fortissimo, combatte utilizzando due enormi asce bipenne;
- Chella figlia di Cheyk, capo delle Orecchie Nere, donna dura e autoritaria che porta al collo una collana di orecchie bruciate;
- Ulf figlio di Umar, capo dei Fratelli di luna;
- Timmet figlio di Timmet, capo degli Uomini bruciati, capo indiscusso del clan da quando si è cavato un occhio con una lama incandescente per dimostrare il proprio coraggio, sembra essere temuto persino dai capi degli altri clan.

## Dothraki
I Dothraki sono un popolo nomade originario di Essos, che si sposta a cavallo per le sterminate praterie delle terre al di là del mare. Vivono di caccia e razzie, muovendosi all'interno di un gruppo chiamato khalasar, che fa capo a un khal, il guerriero più forte e rispettato, la cui moglie viene invece chiamata khaleesi.

## Altri personaggi non originari di Westeros

### Chataya
Lenona di un bordello di Approdo del Re, originaria delle Isole dell'Estate. Presso la sua attività risiede la giovane meretrice che rimane incinta di Robert Baratheon e che successivamente dà alla luce Barra. Sua figlia Alayaya lavora con lei.

### Daario Naharis
Daario Naharis è un comandante della compagnia di mercenari detti Corvi della Tempesta, originario della città libera di Tyrosh. Ne diviene in seguito capitano, dopo aver ucciso gli altri due comandanti. Ha barba tinta di blu tagliata a tre cuspidi, ha gli occhi azzurri e i capelli ricci, anch'essi tinti di blu. I suoi baffi sono dorati e ha un grande naso ricurvo, è snello e ha la pelle liscia. Ha un dente d'oro ed è solito vestire in maniera molto elegante e con abiti di colori accesi.
Daario fa parte dei Corvi della Tempesta quando questi stipulano un contratto con Yunkai per difenderla dall'armata di Daenerys Targaryen. Durante un incontro la giovane offre oro e bottini di guerra nel caso in cui i Corvi della Tempesta decidessero di passare dalla sua parte. La proposta viene respinta da uno dei capitani, Prendahl na Ghezn. Daario però, conquistato da Daenerys, uccide Prendahl e l'altro suo capitano Sallor il Baldo conducendo i Corvi della Tempesta dalla parte della regina.
In seguito Daenerys lo manda come ambasciatore a Lhazar con il compito di convincerli a riaprire la trattativa di commercio con Meereen. Al suo ritorno, lui e la regina diventano amanti. Daario diventa molto irrequieto dopo il matrimonio di Daenarys con Hizdahr zo Loraq e lascia la corte. Egli con Jhogo, l'ammiraglio Groleo e molti altri vengono dati in ostaggio a Yunkai come garanzia di pace. Quando Daenerys sparisce cavalcando il suo drago e Yunkai rifiuta di rilasciare gli ostaggi fin quando gli altri due draghi e Groleo non verranno uccisi, Daario rimane prigioniero e il comando dei Corvi della Tempesta passa al Vedovo e Jokin.
Nella serie televisiva Il Trono di Spade, tratta dai romanzi, è interpretato da Ed Skrein nella terza stagione e da Michiel Huisman dalla quarta in poi; in italiano, è doppiato da Stefano Crescentini.

### Doreah
Doreah, ragazza originaria di Lys ed ex-prostituta, è una delle ancelle di Daenerys Targaryen, incaricata di istruirla delle arti del piacere. Muore di stenti durante la traversata della Desolazione Rossa.
Nella serie televisiva Il Trono di Spade, tratta dai romanzi, è interpretata da Roxanne McKee.

### Harry Strickland
Harry Strickland è il capitano al comando della Compagnia Dorata. Il suo bisnonno fu esiliato dai Targaryen perché si alleò con Daemon Blackfyre durante la ribellione per impossessarsi del trono. Harry è nato in esilio ed è stato allevato nella Compagnia Dorata, come il padre e il nonno. Non ha molto l'aspetto del guerriero: è corpulento, con una testa grossa e tonda, miti occhi grigi, capelli sempre più radi riportati da una parte per nascondere un principio di calvizie. Lavorava come tesoriere della compagnia prima di diventarne capitano. Decide assieme a Jon Connington e Aegon Targaryen di abbandonare la causa di Daenerys e di imbarcarsi per il continente occidentale senza i draghi. Durante l'invasione delle Terre della Tempesta Harry è cauto e riluttante a combattere, per questa ragione viene definito un codardo da Jon Connington.
Nella serie televisiva Il Trono di Spade, tratta dai romanzi, è interpretato dall'attore Marc Rissmann.

### Hizdahr zo Loraq
Hizdahr zo Loraq è un nobile ghiscariano della città di Meereen. È molto benestante e può contare tra i suoi antenati diversi insigni cittadini Ghiscariani. Hizdahr è un uomo alto e magro, dalla liscia pelle ambrata. I suoi capelli sono pettinati alla moda ghiscari a formare due ali, ma li rasa per compiacere Daenerys Targaryen.
Dopo aver conquistato Meereen, Daenarys chiude le fosse da combattimento, e Hizdar la prega numerose volte affinché le riapra. Con i Figli dell'Arpia che continuano a causare agitazioni nelle strade, l'alta Sacerdotessa di Meereen consiglia a Daenerys di sposare Hizdahr. Sebbene Daenerys sia riluttante, chiede a Hizdahr di darle 90 giorni di pace, senza nessuna uccisione da parte dei Figli dell'Arpia, perché lei prenda in considerazione l'idea del matrimonio. Hizdahr accetta e tiene fede alla sua parte dell'accordo, Daenerys così lo sposa nonostante non provi nessun desiderio per lui.
Cerca di prendere il controllo di Meereen dopo la scomparsa di Daenerys, ma Verme Grigio e i suoi Immacolati si rifiutano di obbedirgli e ser Barristan Selmy scopre che Hidzahr stava complottando per avvelenare la sua consorte, ristabilire la schiavitù e uccidere i due draghi prigionieri. Hizdar vien quindi arrestato da Barristan e dalle forze leali a Daenerys, ma Barristan si rifiuta di ucciderlo finché non è sicuro della sua colpevolezza. Dalla cattura di Hizdahr i Figli dell'Arpia ricominciano la loro guerra fantasma e Yunkai prosegue il suo assedio contro Meereen.
Nella serie televisiva Il Trono di Spade, tratta dai romanzi, è interpretato dall'attore Joel Fry e doppiato in italiano da Riccardo Niseem Onorato.

### Illyrio Mopatis
Illyrio Mopatis è un ricco e potente magistro della città libera di Pentos, che deve la sua ricchezza al commercio di gemme, pietre preziose, ossa di drago e altre cose meno nobili.
 È descritto come un uomo obeso vestito con abiti sfarzosi e appariscenti, nonché numerosi anelli d'oro tempestati di pietre preziose.
Possiede numerosi schiavi, nonostante risieda in una delle città libere in cui la schiavitù è vietata.
 Personaggio enigmatico, è da anni in combutta con Varys il Ragno Tessitore, ma nel corso della saga offre spesso aiuto a Daenerys.
Prima degli eventi della serie, Illyrio accolse l'esiliato Viserys Targaryen e sua sorella Daenerys nella sua casa come ospiti.
In Il gioco del trono, Illyrio media un matrimonio tra Daenerys e khal Drogo, affinché Viserys possa avere a disposizione un esercito Dothraki per invadere i Sette Regni. Il piano, tuttavia, va in fumo quando l'arroganza di Viserys induce Drogo a ucciderlo.
 In Lo scontro dei re aiuta Daenerys, inviandole tre navi ed il guerriero Barristan Selmy sotto mentite spoglie.
 In Una danza con i draghi offre ospitalità a Tyrion Lannister, in fuga da Westeros, e lo manda ad accompagnare Aegon VI nel suo viaggio per aiutare Daenerys.
Nella serie televisiva Il Trono di Spade, tratta dai romanzi, è interpretato da Roger Allam e doppiato in italiano da Paolo Marchese.

### Jalabhar Xho
Principe in esilio delle isole dell'Estate.

### Jaqen H'ghar
Jaqen H'ghar (pronuncia /ˈd͡ʒɒxɨn həˈɣaːɾ/) è un alias utilizzato da un membro degli Uomini Senza Volto, una setta di assassini che adora personificazione della morte nota come il Dio dei Mille Volti.
Ne Lo scontro dei re prende l'aspetto di un criminale nativo di Lorath. Viene descritto come un uomo molto attraente, dai capelli bianchi e rossi, raffinato e galante. I suoi metodi per uccidere sono infallibili, micidiali e misteriosi e conosce qualcosa di simile alla magia, che gli consente ad esempio di controllare gli animali e di mutare aspetto. Stringe un accordo con Arya dopo che lei lo fa scappare dalla prigionia salvandogli la vita. Arya lo usa per eliminare due dei suoi nemici a Harrenhal. Minacciando di selezionare lo stesso Jaqen come sua terza scelta, Arya riesce a costringerlo ad aiutarla a liberare gli uomini del Nord imprigionati a Harrenhal. Una volta pagato il debito, Jaqen dà ad Arya una vecchia moneta di ferro, e le dice di darla a un qualsiasi Braavosiano dicendo le parole "Valar Morghulis" (in valyriano "tutti gli uomini devono morire"), qualora dovesse mai aver bisogno di aiuto. Quindi le annuncia che Jaqen H’ghar deve morire, e passa una mano davanti al proprio volto. La sua faccia cambia magicamente forma in quella di un uomo con il naso adunco e un dente d’oro.
Nella serie televisiva Il Trono di Spade, tratta dai romanzi, è interpretato dall'attore tedesco Tom Wlaschiha, mentre in due episodi porta il volto di Patrick O'Kane (stagione 2) e Cedric Henderson (stagione 5), e in italiano è doppiato da Guido Di Naccio.

### Maggy la Rana
Maggy la Rana è una maegi, ossia una strega che pratica la magia del sangue, residente a Lannisport, ma originaria di un'ignota località di Essos. Giunse a Westeros insieme a suo marito, un commerciante di spezie. Il figlio dei due è il fondatore della Casa Spicer. Maggy non compare mai direttamente nella saga, ma solo in alcuni flashback nel romanzo Il banchetto dei corvi, per cui non è certo se sia ancora viva. Molto bella in gioventù, assunse, man mano che invecchiava, un aspetto orripilante, che le valse appunto il soprannome di "Maggy la Rana", storpiatura della parola "maegi", nonché riferimento alla sua spaventosa bruttezza. Il suo vero nome, invece, non viene mai svelato nel corso della saga. Da bambina, Cersei Lannister si recò da Maggy la Rana per costringerla a usare i suoi poteri e predire il futuro a lei e le sue amiche Jeyne Farman e Melara Hetherspoon. Dopo la fuga di Jeyne, terrorizzata dall'aspetto della vecchia, Maggy predisse un destino nefasto alle due bambine rimaste: Melara sarebbe morta dopo pochi giorni, mentre Cersei sarebbe divenuta regina solo per essere spodestata da una donna più giovane e bella, avrebbe visto morire tutti i suoi figli e infine sarebbe stata uccisa dal valonqar, parola valyriana che significa "fratello minore".
Nella serie televisiva Il Trono di Spade, tratta dai romanzi, Maggy è interpretata da Jodhi May, che conferisce al personaggio un aspetto completamente diverso rispetto a quello descritto nei romanzi, e doppiata in italiano da Paola Majano.

### Mirri Maz Durr
Mirri Maz Durr è una strega del sangue (maegi) di Lhazar. Mirri è una donna robusta di circa quarant'anni, con il naso schiacciato e i capelli neri. È la sacerdotessa del tempio del Grande Pastore, una divinità venerata a Lhazar. Sua madre era stata sacerdotessa prima di lei, insegnandole tutti gli incantesimi e i canti. Quando era ancora giovane, viaggiò fino ad Asshai per appendere l’arte della magia del sangue e studiò inoltre i canti della nascita dei Cantori della Luna di Jogos Nhai, i poteri dell’erba del popolo Dothraki, e la medicina di Maestro Marwyn.
Nel romanzo Il gioco del trono, Mirri viene fatta schiava dal khalasar di Khal Drogo. Quando Daenerys Targaryen, moglie di Drogo, raggiunge a cavallo Lhazar, ormai bruciata e distrutta dall'attacco del khalasar, vede che uno dei guerrieri del marito sta stuprando Mirri, e pone immediatamente fine alla cosa. Mentre Daenerys da a Mirri e alle altre vittime di stupro protezione da ulteriori attacchi, Drogo, accusa dolore a causa delle ferite che si è provocato in battaglia contro Khal Ogo. Così Daenerys insiste affinché Mirri curi le sue ferite con un impacco, ma le condizioni di Drogo peggiorano, fino a quando cade dal suo cavallo, un segno per i suoi cavalieri che egli non è più in grado di guidarli. Poiché la morte per lui è ormai vicina, Daenerys convince Mirri a usare la sua magia del sangue per salvare la vita a Drogo. Mirri la tradisce, per vendicarsi dell’attacco al villaggio, e il rituale magico restituisce a Daenerys un Drogo in stato vegetativo e provoca come effetto collaterale la morte di Rhaego, il figlio che Daenerys porta ancora in grembo. Daenerys si vendica a sua volta, bruciando viva Mirri sulla pira funeraria di Drogo, gesto che si trasforma in una sorta di incantesimo, grazie al quale le uova di drago di Daenerys si schiudono.
Nella serie televisiva Il Trono di Spade, tratta dai romanzi, è interpretata da Mia Soteriou e in italiano è doppiata da Antonella Giannini.

### Missandei
Missandei è una scriba di soli dieci anni al servizio di Daenerys Targaryen, la quale l'ha liberata dalla schiavitù ad Astapor. Ha un volto rotondo e piatto, pelle scura e occhi dorati. Nonostante la sua giovane età, ha una spiccata forza di volontà ed è estremamente intelligente. Proviene dall'isola di Naath. Tre dei suoi fratelli fanno parte degli Immacolati, ma uno di essi è stato ucciso in allenamento e rimangono solo Marselen e Massador. Le è stato insegnato a parlare la Lingua Comune del Continente Occidentale, l'Alto Valyriano e il Valyriano semplice. Conosce anche un po' la lingua di Ghis.
Nella serie televisiva Il Trono di Spade, tratta dai romanzi, è interpretata da Nathalie Emmanuel e in italiano è doppiata da Veronica Puccio. Nella serie è adulta e attratta, ricambiata, da Verme Grigio, il comandante degli Immacolati, per quanto la sua condizione di eunuco sia un grande ostacolo a una possibile storia d'amore.

### Moqorro
Moqorro è un sacerdote a servizio del culto di R'hllor, originario della città libera di Volantis. Piuttosto alto, ha la pelle scurissima, capelli e barba bianchi che gli incorniciano il volto come la criniera di un leone e dei tatuaggi rosso fuoco su fronte e zigomi. Come Melisandre, è in grado di vedere il futuro nelle fiamme, anche se le sue profezie sono molto più accurate di quelle della donna. Viene incaricato da Benerro, Alto Sacerdote di R'hllor al Tempio Rosso di Volantis, di andare a offrire i servigi del dio rosso a Daenerys Targaryen.
Sale quindi su una nave diretta a Qarth, ben sapendo, grazie a ciò che ha visto nelle fiamme, che la nave non riuscirà ad arrivare a destinazione, ma in qualche modo lo condurrà Baia degli Schiavisti, dove avrebbe trovato la regina: la nave, infatti, viene catturata da dei mercanti di schiavi. A differenza del resto della ciurma, Moqorro si salva e non viene catturato. Il sacerdote viene trovato dieci giorni dopo aggrappato a una nave della Flotta di Ferro. I marinai vogliono ucciderlo, ma Moqorro parla direttamente a Victarion Greyjoy, comandante della flotta, dicendogli di essere a conoscenza della sua missione di trovare Daenerys e confessandogli che morirà, se non gli permetterà di curare la ferita alla mano, ormai gravemente infetta. Con l'aiuto della magia, Moqorro cura la ferita di Victarion e mette al servizio del capitano le sue arti per aiutarlo a raggiungere Mereen e trovare Daenerys. Le previsioni del sacerdote si rivelano utilissime nella campagna della Flotta di Ferro.

### Penny
Penny è una ragazza affetta da nanismo originaria di Pentos. È descritta come una giovane nana dai capelli ricci e castani, occhi marroni, fronte prominente e naso schiacciato. Insieme a suo fratello Oppo è stata cresciuta come fenomeno da baraccone, ruolo nel quale lei sembra però trovarsi decisamente a suo agio, non avendo, a differenza di Tyrion Lannister, mai avuto la possibilità di conoscere altre opportunità di vita per un nano. Compare per la prima volta nel romanzo Tempesta di spade, quando lei e Oppo si esibiscono durante il matrimonio di Joffrey Baratheon e Margaery Tyrell, mettendo in scena un duello tra Joffrey e Robb Stark, a cavallo di un maiale e un cane. In seguito alla morte di Joffrey e la fuga del presunto assassino Tyrion, la regina Cersei mette una taglia sulla testa del fratello, cosa che provocherà una vera e propria caccia ai nani e che costerà la vita a Oppo. Nel romanzo Una danza con i draghi, Penny incontra Tyrion e Jorah Mormont a Volantis e, ritenendo il primo responsabile per la morte del fratello, cerca di ucciderlo: fermata da Jorah, si unirà infine ai due, nel loro viaggio verso la Baia degli Schiavisti. Insieme a Tyrion e Jorah verrà catturata dagli schiavisti di Yunkai e successivamente li seguirà verso la salvezza nell'accampamento dei Secondi Figli, i quali, però, non le permetteranno di diventare un loro membro ufficiale, in quanto donna. Nel frattempo, Penny sviluppa un crescente amore per Tyrion, il quale dal canto suo prova una certa tenerezza nei suoi confronti, nonostante disprezzi diverse cose di lei, in particolare la sua tendenza a cercare il benessere e la sicurezza anche discapito della libertà e della dignità, come dimostrato dal poco entusiasmo con cui fugge dagli schiavisti di Yunkai.

### Salladhor Saan
Salladhor Saan è un noto pirata di Lys e buon amico di Davos Seaworth. È inoltre un contrabbandiere, mercante, e banchiere. Non ha mogli, ma solo concubine. Si autoproclama Principe del Mare Stretto ed è parente di Samarro Saan, famigerato pirata membro della Banda dei Nove. Davos lo recluta per farlo combattere dalla parte di Stannis Baratheon durante un viaggio a Lys. Viene nominato lord della Baia delle Acque Nere da Alester Florent in nome di re Stannis. Dopo che le forze di Stannis vengono sconfitte dall'alleanza Lannister-Tyrell, Salladhor ordina alle sue navi di raccogliere i sopravvissuti lungo la costa. Quando uno dei suoi vascelli trova e riporta a Roccia del Drago Davos Seaworth, fino a quel momento creduto morto, Salladhor consiglia all'amico di lasciar perdere Stannis e seguirlo nella sua vita da pirata, ma Davos rifiuta.
Salladhor e la sua flotta accompagnano poi Stannis alla Barriera e Davos a Porto Bianco. Durante il viaggio, però perde numerose altre navi a causa delle tempeste: Salladhor, stufo di aspettare il pagamento promesso da Stannis, decide di abbandonare la causa e si dirige verso le Septstones con le navi rimaste per continuare la vita da pirata.
Nella serie televisiva Il Trono di Spade, tratta dai romanzi, è interpretato da Lucian Msamati e in italiano è doppiato da Roberto Draghetti.

### Syrio Forel
Primo spadaccino della Città Libera di Braavos; vive ormai da tempo presso la corte di Approdo del Re. Eddard Stark lo assume come maestro di scherma per sua figlia Arya. Poco dopo la morte di re Robert e il conseguente colpo di Stato di sua moglie Cersei, Syrio affronta da solo sei uomini dei Lannister che cercano di catturare Arya, uccidendone cinque e rimanendo ad affrontare ser Maeryn Trant, membro delle spade bianche; mentre la bambina riesce a fuggire. Non si sa nulla del coraggioso spadaccino.
Nella serie televisiva Il Trono di Spade, tratta dai romanzi, è interpretato da Miltos Yerolemou e in italiano è doppiato da Vittorio Guerrieri. A differenza del personaggio originale, calvo e glabro, l'attore ha una capigliatura vistosa e ha la barba.

### Taena Merrywheater
Taena Merryweather è la moglie di Orton Merryweather, proveniente dalla città di Myr. Lo conosce e lo sposa mentre lui si trova in esilio a est. I due hanno un figlio, Russell Merryweather. Diventa presto la maggior confidente di Cersei, e occasionalmente la sua amante. È una donna alta e sensuale, dai capelli, pelle e occhi scuri. Fugge insieme al marito dopo l'arresto di Cersei da parte della Fede.

### Thoros di Myr
Sacerdote-guerriero di R'hllor proveniente dalla città libera di Myr e membro della corte di re Robert Baratheon. Ultimo di otto fratelli, venne mandato ancora molto piccolo dai preti del tempio di R'hllor locale. Nonostante abbia seguito tutti gli insegnamenti e sia diventato un sacerdote a tutti gli effetti, non ha mai messo in pratica o divulgato il suo credo, ammettendo di preferire i combattimenti, il bere e le donne. Venne mandato ad Approdo del Re per provare a convertire re Aerys II al culto di R'hllor, facendo leva sull'ossessione del sovrano per il fuoco. Thoros fallì e mise in dubbio la sua stessa fede. Diventerà poi un membro importate della Fratellanza senza Vessilli. Mentre viveva ad Approdo del Re, Thoros era un prete sovrappeso, famoso per la spada infiammata che usava durante i tornei. Dopo qualche tempo passato nella Fratellanza è sensibilmente dimagrito, ha i capelli grigi, e indossa un'armatura e le vesti scolorite del culto di R'hllor.
Durante l'assedio di Pyke scalò le mura con una spada fiammeggiante in pugno. Partecipa al torneo del Primo Cavaliere riuscendo a disarcionare lord Beric Dondarrion e uscendo vincitore dalla competizione della Grande Mischia. È presente nella sala del trono della Fortezza Rossa quando il Primo Cavaliere del Re, lord Eddard Stark, condanna a morte ser Gregor Clegane e fa parte della schiera di cavalieri armati, comandati da lord Beric Dondarrion che hanno il compito di trovare la Montagna che cavalca ed eseguire la sentenza. Sarà Thoros a riportare in vita varie volte Beric Dondarrion.
Dopo la morte definitiva di Dondarrion, Thoros lascia il comando della Fratellanza nelle mani di lady Stoneheart, pur non approvando i suoi scopi. La nuova leadership mette di nuovo a dura prova la fede di Thoros.
Nella serie televisiva Il Trono di Spade, tratta dai romanzi, è interpretato da Paul Kaye e in italiano è doppiato da Alessio Cigliano.

### Tobho Mott
Tobho Mott è il migliore mastro armaiolo dei Sette Regni. La sua bottega è ubicata nella strada dell'Acciaio di Approdo del Re. Da ragazzo ha imparato a lavorare l'acciaio di Valyria presso le fucine della città libera di Qohor. È lui a fornire le splendide armature al Cavaliere di fiori e a Renly Baratheon ed è a lui che Tywin Lannister si rivolge per fondere Ghiaccio, l'ancestrale spadone di Casa Stark, e forgiare due nuove spade. Sotto mentite spoglie, molti anni prima Varys gli affidò Gendry come apprendista, pagandolo parecchio perché non facesse domande sulle motivazioni. Tobho insegna a Gendry il suo mestiere, che il ragazzo impara con grande abilità.
Nella serie televisiva Il Trono di Spade, tratta dai romanzi, è interpretato da Andrew Wilde.

### Tycho Nestoris
Tycho Nestoris è un rappresentante della Banca di Ferro di Braavos. Tycho è un uomo alto e scheletrico, con le gambe lunghe e la barba sottile come una corda che gli arriva quasi fino alla vita. Viene inviato alla Barriera per negoziare il pagamento del debito del Trono di Spade con Re Stannis Baratheon. Jon Snow negozia con lui per l'uso delle sue navi per un viaggio e un prestito per acquistare cibo per l'inverno, mentre i Guardiani della notte gli forniscono la guida per raggiungere Stannis, che ha lasciato il Castello Nero.
Nella serie televisiva Il Trono di Spade, tratta dai romanzi, è interpretato da Mark Gatiss e doppiato in italiano da Marco Mete.

### Vargo Hoat
Vargo Hoat è leader dei Bravi Camerati, una compagnia mercenaria particolarmente crudele e attiva nei Sette Regni. Proviene da Qohor e viene talvolta soprannominato “il Caprone” per il suo elmo a forma di corna di capra. Vargo è un uomo alto e magro. Porta un pizzetto lungo due piedi che pende dal mento a punta. Indossa una catena di monete provenienti da tutti i luoghi in cui ha combattuto. Sul suo stemma personale è rappresentato il Capro Nero di Qohor. A causa della lingua perennemente gonfia ha una pronuncia blesa e sbava continuamente.
La compagnia di Vargo viene assunta da lord Tywin Lannister con l'ordine di razziare le Terre dei Fiumi nel tentativo di far uscire allo scoperto Robb Stark in modo da poterlo scambiare per Jaime Lannister. Quando Tywin e le sue truppe lasciano Harrenal per rispondere agli attacchi di Robb Stark nelle Terre dell'Ovest. Vargo decide di cambiare schieramento. Guida quindi un gruppo di Bravi Camerati all'accampamento di Roose Bolton, dove stringe un accordo con lord Bolton in persona: avrebbe consegnato Harrenhal agli uomini del Nord in cambio di divenirne il signore quando avrebbero lasciato la fortezza.
Quando Jaime Lannister e Brienne di Tarth vengono catturati dai Bravi Camerati, Vargo ordina a Zollo di tagliare la mano a Jaime per mandare un messaggio a Tywin Lannister. Cerca di violentare Brienne, ma lei lo morde all'orecchio. Il Caprone, infuriato, dà il permesso di gettarla nella fossa dell'orso con una spada da torneo e senza armatura, ma la donna viene salvata da Jaime. Su ordine di Tywin Lannister, gli Uomini di ser Gregor Clegane riconquistano Harrenhal e uccidono Vargo facendolo a pezzi.
Nella serie televisiva Il Trono di Spade, tratta dai romanzi, è rappresentato (e sostituito) dal personaggio di Locke, interpretato da Noah Taylor e doppiato in italiano da Oreste Baldini.

### Varys
Lord Varys, detto il Ragno tessitore (Spider), è un eunuco e fa parte del Concilio Ristretto del Re come Maestro dei Sussurri, responsabile dell'apparato di spionaggio del Regno. 
Disprezzato in pubblico ma temuto in privato, trame e segreti sono infatti il suo pane quotidiano e grazie alla sua fittissima rete di informatori raramente esiste qualcosa nei Sette Regni e al di là del Mare Stretto che sfugge alla tela del Ragno Tessitore. Egli stesso è abilissimo nell'arte del travestimento tale da rendersi, volendo, irriconoscibile, riuscendo a cambiare persino la propria voce e la propria andatura. A corte però è solito presentarsi sempre con sgargianti vesti di seta e pantofole morbidissime che gli permettono di camminare senza produrre alcun suono.
Nella serie televisiva Il Trono di Spade, tratta dai romanzi, è interpretato da Conleth Hill e in italiano è doppiato da Simone Mori.

### Verme Grigio
Verme Grigio è uno degli Immacolati liberati da Daenerys Targaryen ad Astapor. Come tutti gli Immacolati, è stato venduto da piccolo ad Astapor come schiavo, castrato e addestrato all'uso delle armi. Il suo nome deriva dalla tradizione degli schiavisti di Astapor di assegnare ogni giorno a ciascun Immacolato un nome dispregiativo a caso, per poi cambiarglielo il giorno seguente, in modo da assicurarsi che i guerrieri non avessero alcuna dignità e neppure un'identità propria. Quando in Tempesta di spade Daenerys libera tutti gli Immacolati di Astapor e offre loro l'opportunità di scegliere il proprio nome, Verme Grigio decide di chiamarsi per sempre così, in quanto tale nome era quello che aveva il giorno in cui ha ottenuto la libertà. Egli diventa comandante degli Immacolati e uno dei consulenti di fiducia di Daenerys. Dopo che Daenerys conquista Mereen, Verme Grigio diventa membro del consiglio governativo della città.
Nella serie televisiva Il Trono di Spade, tratta dai romanzi, è interpretato da Jacob Anderson e in italiano è doppiato da Massimo Triggiani.

### Xaro Xhoan Daxos
Xaro Xhoan Daxos è un ricco mercante della città di Qarth, membro dei Tredici, un importante gruppo di mercanti della città. Si offre di ospitare Daenerys Targaryen e il suo khalasar nella sua magione per tutto il periodo che rimarranno a Qarth, e questa accetta. Viene descritto come un uomo elegante, pelato e col naso grosso adornato di rubini, opali e schegge di giada. Nonostante voglia ardentemente sposare Daenerys, ha chiare inclinazioni omosessuali. Dopo che Drogon brucia la Casa degli eterni, Daenerys è costretta a fuggire dato che la Fratellanza della Tormalina e l'Antico Ordine degli Speziali chiedono la sua espulsione e probabilmente il suo assassinio. Solo l'influenza di Xaro evita che i Tredici si uniscano alle richieste delle altre corporazioni.
In seguito si reca a Meereen in qualità di ambasciatore di Qarth per convincere la regina Daenerys Targaryen a partire per il Continente Occidentale: la sua presenza ha infatti distrutto il commercio degli schiavi da cui dipendono molte città del Continente Orientale, tra cui Qarth. Xaro offre in dono tredici navi a condizioni che Daenerys lasci la Baia degli Schiavisti alla volta dell'Occidente. La regina fa ispezionare le navi, ma poi rifiuta.
Xaro risponde lasciando un guanto insanguinato su un cuscino di seta, segno che Qarth ha dichiarato guerra a Daenerys.
Nella serie televisiva Il Trono di Spade, tratta dai romanzi, è interpretato da Nonso Anozie e doppiato in italiano da Massimo Bitossi.

### Yezzan no Qaggaz
Yezzan no Qaggaz è un nobile di Yunkai che acquista Tyrion e Jorah a un'asta di schiavi. È descritto come estremamente obeso (al punto da non riuscire più a stare in piedi), ma comunque a suo modo gentile con i propri schiavi. Muore colpito dalla dissenteria che imperversa in Meereen, dove era giunto in occasione dei Grandi Giochi.
Nella serie televisiva Il Trono di Spade, tratta dai romanzi, è interpretato da Enzo Cilenti, anche se l'aspetto del personaggio è stato sostanzialmente modificato.

## Esseri non umani

### Estranei
Gli Estranei (Others), detti anche Ombre bianche (White Walkers), sono esseri soprannaturali che molti ora considerano solo un mito. Gli Estranei vivono a nord della Barriera, l'immenso muro di ghiaccio che separa il mondo civilizzato dalle primitive terre del gelo. Popolo di guerrieri quasi invincibili, gli Estranei, secondo le leggende, hanno più volte attaccato gli umani durante i lunghi inverni (caccia selvaggia). Ora il nome di questi esseri rimane nei motti e nelle frasi fatte ("Gli Estranei lo portino alla dannazione!" o "Gli Estranei se lo prendano!", e così via).
Gli Estranei sono creature simili agli umani e presumibilmente intelligenti. Si presentano come uomini alti e magrissimi, dalla pelle bianchissima e gli occhi azzurri; sono incredibilmente leggeri (non intaccano la neve su cui camminano) e si muovono in modo velocissimo ed elegante. Questi esseri indossano armature che si "increspano" continuamente come acqua e che si mimetizzano con l'ambiente ghiacciato del Nord; impugnano spade di un materiale simile a un cristallo azzurro, che rilucono debolmente. Possono essere feriti solo dall'ossidiana ("vetro di drago"): la loro carne brucia e sublima al contatto con questo materiale. Gli Estranei sembrano non provare dolore fisico e sentimenti umani; hanno anche il potere di resuscitare i morti, umani e non: cavalcano cavalli non-morti e combattono insieme ad animali non-morti (ad esempio gli orsi o lupi).
Nella serie televisiva Il Trono di Spade gli Estranei sono interpretati dagli stuntman Ian Whyte, Spencer Wilding e Ross Mullan, anche se in diverse scene sono realizzati in CGI.

### Non-morti
I non-morti (Wight) sono le vittime degli oscuri processi di risurrezione degli Estranei. Le persone acquistano un aspetto comune: pelle bianca e livida, mani e piedi neri, occhi azzurrissimi incrostati di ghiaccio, sono veri e propri zombie. Sono immuni alle ferite e non sanguinano, mentre i loro arti mutilati si muovono autonomamente; i non-morti sono sensibili solo al fuoco.

### Giganti
I giganti sono un popolo che vive al di là della Barriera. Sono umanoidi alti diversi metri, ricoperti di pelo, che si esprimono nell'Antica lingua. Cavalcano mammut e si alleano con i bruti contro i Sette Regni. Nel libro viene affermato che la loro popolazione, dopo la sconfitta alla Barriera, sia di circa duecento unità.
- Mag Mar Tun Doh Weg, detto Mag il Possente è una sorta di leader dei giganti. Guida l'assalto al Castello Nero penetrando nel tunnel che costituisce una via d'accesso alla roccaforte. Viene affrontato da Donal Noye, il quale, pur ricevendo un colpo che gli spezza la spina dorsale, riesce a uccidere il gigante conficcandogli la spada nella gola prima di morire a sua volta;
- Wun Weg Wun Dar Wun, detto Wun Wun è un gigante alto almeno quattordici piedi, molto più grande e possente di un normale gigante. Vegetariano e d'indole mansueta, dimostra grande ferocia se provocato.

## Personaggi storici o leggendari

### Arthur Dayne
Soprannominato "La spada dell'alba" (The sword of the dawn in inglese) e appartenente alla casa Dayne di Dorne, ser Arthur era considerato il guerriero più letale dei sette della Guardia reale a difesa di re Aerys II. Oltre che per le sue eccelse abilità marziali era famoso per essere il possessore di Alba, una spada forgiata con il metallo di un meteorite.
Guidò la campagna per sgominare la banda di fuorilegge che imperversava nella foresta del re, ottenendo l'aiuto della popolazione locale grazie a molte concessioni. Nello scontro contro la Fratellanza del Bosco del Re affronta in singolar tenzone il Cavaliere Sorridente: Jaime Lannister ricorda come Dayne si offrì di interrompere il duello per permettere all'avversario di recuperare una nuova spada in sostituzione alla sua, distrutta dalla più resistente Alba, prima di ucciderlo. Ser Barristan Selmy, parlando con Daenerys, afferma che era il miglior amico di suo fratello Rhaegar, che ne condivideva molti segreti e che durante il Torneo di Harrenhal venne disarcionato in finale proprio dal Principe della corona.
Durante la Ribellione di Robert è stato una delle guardie a protezione di Lyanna Stark alla Torre della Gioia e in questa occasione partecipa allo scontro con i sette uomini del Nord guidati da Eddard Stark insieme ai suoi confratelli, ser Gerold Hightower e ser Oswell Whent, affrontando il Lord di Grande Inverno in persona: il duello sarebbe finito con la sua vittoria senza l'intervento di Howland Reed, Signore di Torre delle Acque Grigie, che permette a Eddard di decapitarlo. Il Lord di Grande Inverno riporterà poi la sua spada a sua sorella.
Nella serie televisiva è interpretato da Luke Roberts.

### Ashara Dayne
Ashara Dayne è una nobildonna della Casata Dayne, sorella più giovane del celebre cavaliere Ser Arthur Dayne. Molti uomini s'invaghirono di lei, compresi Barristan Selmy e, secondo i pettegolezzi, Eddard Stark. Dopo gli accadimenti alla Torre della Gioia, Ned Stark torna a Stelle al Tramonto per informare la Casata Dayne della morte di Ser Arthur e per riportare ai suoi familiari il suo spadone Alba. Ashara si butta da una delle torri di Stelle al Tramonto, situata su una scogliera a strapiombo sul mare. Dopo questi eventi Ned Stark torna a Grande Inverno con il neonato Jon Snow, che riconosce come suo bastardo rifiutandosi di rivelare il nome della madre del bambino. Questo suscita dei pettegolezzi secondo i quali Ashara sarebbe la madre di Jon.

### Azor Ahai
Si tratta di un personaggio leggendario, protagonista di numerosi miti tra i vari popoli che abitano i continenti di Westeros ed Essos. Conosciuto come "l'Ultimo Eroe" presso gli abitanti dei Sette Regni, è il leggendario guerriero che sconfisse i demoniaci Estranei che avevano assalito i regni degli uomini durante il periodo conosciuto come "Lunga Notte" ricacciandoli oltre le Terre del Perenne Inverno. A seguito della vittoria Brandon il Costruttore eresse la Barriera e la affidò alla Confraternita dei Guardiani della notte affinché mai più gli Estranei potessero minacciare i regni degli uomini. Sono poche le informazioni sul suo conto e nei romanzi la maggior parte viene rivelata da Melisandre di Asshai, Sacerdotessa di R'hollor il Dio Rosso.
A Essos "l'Ultimo Eroe" è conosciuto con il nome di Azor Ahai, il Guerriero della Luce e del Fuoco che ha combattuto con il Dio Estraneo in nome di R'hollor e che alla fine dei tempi scenderà in campo per scacciare completamente le tenebre. Nel culto salvifico orientale di R'hollor egli è colui che è rinato dal fumo e dal sale e armato della spada di fuoco "Portatrice di Luce", forgiata dopo cento giorni e cento notti di lavoro e bagnata con il sangue della moglie Nissa Nissa. Quando giungerà il tempo della Battaglia per l'Alba, lo scontro finale con il Dio Estraneo al termine di un'estate molto lunga e quando le stelle cominceranno a piangere, il Guerriero della Luce si reincarnerà e si ergerà nuovamente per difendere l'umanità. Questa figura messianica è conosciuta anche come "il Principe che fu Promesso" e, oltre a essere presente nelle profezie della religione di R'hollor, si ritrova in alcune storie legate alla famiglia Targaryen, dalla quale dovrebbe nascere.
La figura di Azor Ahai si delinea a partire da Lo scontro dei re e lentamente finisce per acquisire una certa importanza davanti alla crescente minaccia degli Estranei, tanto da essere divenuta uno dei principali misteri della storia. A oggi chi sia non è stato ancora rivelato e molte ipotesi sono state avanzate.

### Dunk
Dunk, in seguito conosciuto come ser Duncan l’Alto, è il protagonista di una serie di racconti ambientati circa novant’anni prima delle Cronache del Ghiaccio e del Fuoco, di cui i tre episodi finora usciti sono stati pubblicati nella raccolta Il cavaliere dei Sette Regni. È descritto come un ragazzo di meno di vent'anni, esageratamente alto (misura sette piedi meno un pollice, più di due metri) e dalla mente non molto svelta (lui stesso si ripete in continuazione "Dunk dal cervello fino come le mura di un castello"). Dunk fu trovato nel Fondo delle Pulci da ser Arlan di Pennytree, che decise di farne il suo scudiero. Alla morte di ser Arlan si autoproclamò cavaliere, facendo credere a chiunque di essere stato investito ser Arlan in punto di morte, e assunse il nome di ser Duncan l'Alto. Prese come suo scudiero il giovane Egg, destinato a diventare re Aegon V l'Improbabile. Servirà Egg fino alla morte, in qualità di Lord Comandante della Guardia Reale e morirà insieme a lui e al giovane principe Duncan il Basso nell'incendio di Sala d'Estate. Il suo stemma è un cielo color del tramonto attraversato da una stella cadente sul quale si staglia un verde olmo.

### Ethan Glover
Scudiero di Brandon Stark. Dopo il saccheggio di Approdo del Re, sul finire della ribellione di Robert, si unisce al gruppo composto da sei fedelissimi (Martyn Cassel, Theo Wull, Ethan Glover, ser Mark Ryswell, Howland Reed e lord Dustin) comandati da Eddard Stark, che si reca a cercare Lyanna in un posto, chiamato da Raeghar Targaryen, Torre della Gioia ubicato nel sud dei Sette Regni tra le Montagne Rosse e Dorne. Lì il gruppo combatté contro tre cavalieri della Guardia reale, ser Gerold Hightower, comandante della stessa, ser Arthur Dayne e ser Oshell Whent. Gli unici sopravvissuti allo scontro furono Eddard Stark e Howland Reed.

### Gerold Hightower
Lord Comandante detto "Il Toro Bianco", originario della Casa Hightower dell'Altopiano. Dalle parole di Ser Jorah Mormont si evince che è lo zio di Lord Leyton Hightower, Lord di Vecchia Città. Assiste alla morte di Rickard e Brandon Stark nella Fortezza Rossa e successivamente parlerà con il giovane Jaime Lannister, ricordandogli che come membro della Guardia Reale il suo compito è proteggere e obbedire al Re e non giudicarlo. Durante il suo comando vennero nominati cavalieri Barristan Selmy e Jaime Lannister, così come è scritto nel Libro Bianco, tomo che deve essere compilato dal Lord Comandante, in cui sono registrati tutti i membri che compongono la Guardia Reale. Prima della campagna contro la banda di fuorilegge che infestava Bosco del Re viene ferito da uno dei banditi, Ulmer, alla mano mentre cerca di proteggere la Principessa Elia di Dorne ed è costretto a cedere il comando della spedizione al suo confratello Ser Arthur Dayne. Durante il Torneo di Harrenhal, dopo l'investitura di Jaime Lannister a Cavaliere della Guardia Reale, si offre per scortare la Regina alla Capitale al posto del nuovo membro e per permettergli di giostrare ma Aerys II, intenzionato solo a offendere Tywin Lannister, rifiuta. Durante la Rivolta di Robert rimane inizialmente nella Capitale, in seguito gli è affidata la missione di cercare il Principe Rhaegar scomparso. Trovato l'erede presso le Montagne Rosse di Dorne rimane insieme ai suoi confratelli Ser Arthur Dayne e Ser Oswell Whent a guardia della Torre della Gioia, luogo dove si trovava Lyanna Stark. Ebbe un breve colloquio con il Lord di Grande Inverno prima di affrontare lui e il suo gruppo a duello: nello scontro rimase ucciso.
Nella serie televisiva è interpretato da Eddie Eyre.

### Jonothor Darry
Originario della Casa Darry delle Terre dei Fiumi. Durante la Ribellione di Robert raduna insieme a Ser Barristan i superstiti degli scontri contro l'esercito di Robert e li porta a unirsi all'esercito che il Principe Rhaegar raduna per affrontare i ribelli. Scorta l'erede Targaryen nella Battaglia del Tridente insieme ai suoi confratelli ser Barristan Selmy e ser Lewyn Martell: rimarrà ucciso nel corso della battaglia.

### Oswell Whent
Originario della Casa Whent delle Terre dei Fiumi partecipa insieme a molti suoi congiunti al Torneo di Harrenhal, dimora della sua famiglia. Durante la Ribellione dell'Usurpatore il suo ruolo è sconosciuto se non per il fatto di essere una delle guardie di Lyanna a Torre della Gioia dove rimarrà ucciso insieme ai suoi confratelli Ser Gerold Hightower e Ser Arthur Dayne nello scontro contro i sette uomini del Nord guidati da Eddard Stark. Jaime Lannister ricorda che aveva un umorismo nero.

### Willam Dustin
Lord di Barrowton; dopo il saccheggio di Approdo del Re, sul finire della ribellione di Robert, si unì al gruppo composto da sei fedelissimi (Martyn Cassel, Theo Wull, Ethan Glover, ser Mark Ryswell e Howland Reed) comandati da Eddard Stark, che si recò a cercare Lyanna in un luogo, chiamato da Raeghar Targaryen, Torre della Gioia, ubicato nel sud dei Sette Regni tra le Montagne Rosse di Dorne. Lì il gruppo combatté contro tre cavalieri della Guardia reale, ser Gerold Hightower, comandante della stessa, ser Arthur Dayne e ser Oshell Whent. Gli unici sopravvissuti allo scontro furono Eddard Stark e Howland Reed.

### Willem Darry
Ser Willem Darry di Casa Darry nelle Terre dei Fiumi è stato Maestro d'Armi della Fortezza Rossa durante il regno di Aerys II Targaryen. Non si conosce la data in cui prende servizio nella Fortezza Rossa, ma ser Barristan Selmy, mentre ancora si finge Arstan Barbabianca, rivela che occupava l'incarico già quando un giovanissimo Rhaegar decide di imparare a combattere dopo aver letto qualcosa nei suoi libri. Durante la Guerra dell'Usurpatore come tutti i membri di Casa Darry si schierò dalla parte della Casa Targaryen. Su ordine di Aerys scortò la Regina Rhaella incinta e il loro figlio più giovane Viserys da Approdo del Re alla Roccia del drago. Nove lune dopo la Regina Rhaella morì dando alla luce Daenerys in una notte di tempesta che distruggerà la flotta reale. Nonostante la Guerra dell'Usurpatore si concluse con la vittoria dei ribelli, ser Willem Darry rimase fedele a Casa Targaryen e riconobbe Viserys come suo Re. Quando Stannis Baratheon, fratello di Robert, salpò per conquistare Roccia del Drago alla fine della guerra, la guarnigione decise di vendere gli ultimi due Targaryen all'usurpatore per aver salva la vita. Ser Willem vanificò ogni sforzo fuggendo con i due giovani per rifugiarsi nella Città Libera di Bravoos. Visse qui per alcuni anni tenendo al sicuro Viserys e sua sorella; in questo periodo si accordò in segreto con la Casa Martell di Dorne per far sposare in futuro i due giovani Targaryen ai figli del Principe Doran. Morì prima di veder realizzati i suoi sforzi: alla sua morte i servi saccheggiarono la sua casa e gettarono in strada Viserys e Daenerys. Dany ricorda con affetto il periodo con cui visse con lui, ricordando come fosse sempre gentile con lei.

## Personaggi creati per la serie televisiva
Alcuni personaggi sono stati creati per la serie televisiva Il Trono di Spade e non sono presenti nei romanzi.

### Ros
Ros è un'esperta prostituta che lavorava a Grande Inverno. Fra i suoi clienti sono noti Tyrion, Theon e persino Jon (quest'ultimo tuttavia si pente e si tira indietro prima di consumare qualsiasi rapporto, come racconta in seguito a Sam). Ros si reca poi a cercar fortuna ad Approdo del Re, dove trova lavoro in un bordello gestito da Ditocorto, diventandone poi gestrice. Va a letto persino con il gran maestro Pycelle. Dalla seconda stagione, a livello di trama, il personaggio di Ros sostituisce Chataya (proprietaria del bordello, nei romanzi) e la figlia di questa, Alayaya. Nella terza stagione, diventa una delle spie di Varys, rivelando a quest'ultimo informazioni su Ditocorto. Esce di scena nella medesima stagione, quando trova la morte per mano di Joffrey che la usa come bersaglio per la sua balestra su suggerimento di Ditocorto, come ritorsione per essersi presa gioco di lui. È interpretata da Esmé Bianco e doppiata in italiano da Sabine Cerullo.

### Alton Lannister
Alton Lannister (Karl Davies) è un giovane parente dei Lannister, prigioniero di guerra usato come messo da Robb. Divide la cella con suo cugino Jaime, che rispetta da sempre desiderando diventare un grande spadaccino come lui, finché questi non lo uccide come parte di un piano per liberarsi dalle catene. È presente nella seconda stagione della serie televisiva.

### Talisa Maegyr
Talisa Maegyr è una ragazza della città libera di Volantis. Curatrice, ha una storia con Robb Stark. Il personaggio adatta e sostituisce completamente il personaggio di Jeyne Westerling, presente nei romanzi, ma non nella serie televisiva. Talisa è presente nella seconda e nella terza stagione, quando perderà la vita durante le Nozze Rosse pugnalata al ventre insieme al bambino che portava in grembo. È interpretata da Oona Chaplin e doppiata in italiano da Rossella Acerbo.

### Kovarro
Kovarro (Steven Cole) è un cavaliere di sangue della khaleesi Daenerys Targaryen. Non è presente nei romanzi e compare nella seconda stagione del telefilm.

### Locke
Locke è un soldato dei Bolton e uomo di fiducia di Lord Roose. È colui che mutilerà Jaime Lannister amputandogli una mano, tenterà di stuprare Brienne con i suoi compagni prima di essere convinto da Jaime a non farlo, e si divertirà a torturare la stessa Brienne facendola combattere contro un orso a Harrenhal. Roose Bolton lo invierà poi alla Barriera per scovare e uccidere Bran e Rickon Stark, credendo che i fratelli si stiano rifugiando dal loro fratellastro Jon Snow. Locke decide di seguire Jon nella spedizione per uccidere i responsabili dell'ammutinamento contro Jeor Mormont e nei pressi del castello di Craster trova Bran, che tenterà di rapire. Verrà fermato e poi ucciso da Hodor, controllato mentalmente da Bran. Locke disprezza fortemente i lord e i ricchi, preferendo di gran lunga umiliarli anziché ottenere ricompense per averli aiutati, come rivela lui stesso a Jaime. Va molto d'accordo con Ramsay Snow perché è un bastardo e dunque non propriamente un nobile. Presumibilmente per la medesima ragione sembra gradire Jon Snow. Locke adatta e sostituisce nella terza stagione il personaggio di Vargo Hoat dei romanzi, mentre nella quarta stagione ha un ruolo completamente inedito poiché i produttori hanno scartato all'ultimo la sua morte originale per tenere l'attore in scena. È interpretato da Noah Taylor e doppiato in italiano da Oreste Baldini.

### Karl Tanner
Karl Tanner è un confratello dei Guardiani della notte che, insoddisfatto della situazione oltre la barriera, si ribella a Craster e guida l'ammutinamento contro il comandante Jeor Mormont. Dopo aver preso il controllo del castello di Craster e dedicarsi al malmenare e violentare le mogli e figlie di quest'ultimo, viene ucciso da Jon Snow e dagli altri confratelli fedeli a Mormont insieme ai suoi compagni traditori. Appare nella terza e nella quarta stagione della serie televisiva, e adatta più personaggi dai romanzi, soprattutto quello di Dirk, colui che nell'opera originale uccide Craster e dà inizio alla ribellione. È interpretato da Burn Gorman e doppiato in italiano da Massimiliano Virgilii.

### Olyvar
Olyvar (Will Tudor) è uno degli uomini al servizio di Ditocorto, sua spia e gestore del bordello quando Lord Bealish è assente. Olyvar è omosessuale e inizia una relazione con Loras Tyrell dopo la morte di Renly Baratheon. Olyvar partecipa anche a un'orgia con Oberyn Martell ed Ellaria Sand, durante il loro soggiorno ad Approdo del Re. Grazie alla sua testimonianza, Cersei fa in modo che Loras e Margaery vengano imprigionati dal Credo Militante. Il personaggio appare nella terza, nella quarta e nella quinta stagione della serie televisiva.

### Myranda
Myranda è una giovane ragazza al servizio dei Bolton di Forte Terrore, serva, amante e complice di Ramsay Snow, figlio bastardo di Roose Bolton. È la figlia del maestro del canile. Partecipa all'evirazione di Theon Greyjoy e si trasferisce a Grande Inverno quando i Bolton stabiliranno lì la loro residenza. È solita accompagnare Ramsay nei suoi sadici e perversi passatempi. A differenza di Ramsay, lei è sinceramente innamorata di lui e ne è molto gelosa, infatti non sopporta Sansa. Cercherà di torturare quest'ultima mentre tenterà di scappare ma verrà uccisa da Theon. Ramsay, malgrado non l'amasse, nutriva un affetto contorto per lei, la sola persona a Forte Terrore che non lo avesse mai temuto poiché abituata a vivere vicino ai mastini dello stesso Ramsay. Quest'ultimo ammette candidamente che, se non fosse stato legittimato dal padre, l'avrebbe sposata. Ramsay promette di vendicare la sua morte ma, quando gli viene chiesto se voglia seppellirla o cremarla, questi dice di darla in pasto ai mastini, in quanto è "carne ottima". Miranda è presente nella terza, nella quarta e nella quinta stagione della serie televisiva. È interpretata da Charlotte Hope e doppiata in italiano da Elisa Carucci.

### Olly
Olly è un bambino originario delle terre del Dono, poco a sud della Barriera. Quando il suo villaggio viene attaccato dai bruti, Olly rimane l'unico sopravvissuto dopo aver assistito alla morte dei suoi genitori, uccisi e mangiati dai Thenn, evento che lo segnerà profondamente e provocherà il suo odio assoluto verso i Bruti. Dopo aver raggiunto il Castello Nero, Olly si unisce ai Guardiani della notte e partecipa alla battaglia contro l'esercito di Mance Rayder. È lui a scoccare la freccia che ucciderà Ygritte. Quando Jon viene eletto Lord comandante, il ragazzino viene nominato suo attendente personale. Successivamente, il ragazzo rimane profondamente offeso dal tentativo operato da Jon per salvare le centinaia di Bruti accampati ad Aspra Dimora, gli stessi uomini che avevano trucidato i suoi genitori, tanto da arrivare a uccidere, assieme ad altri uomini dei Guardiani della notte, il Lord Comandante. Dopo la resurrezione di quest'ultimo, i congiurati, tra cui lo stesso Olly, vengono giustiziati mediante impiccagione dallo stesso Jon. Olly adatta e sostituisce il personaggio di Satin, presente nei romanzi, ma non nella serie televisiva, e appare nella quarta, quinta e sesta stagione. È interpretato da Brenock O'Connor e doppiato in italiano da Gabriele Caprio.

## Apparizioni dei personaggi nella serie televisiva
Legenda
     = Personaggio principale
     = Guest star

### Tabella 1: personaggi principali

#### Tabella 1A: stagioni 1-3
Nella prima parte della tabella 1 sono elencati tutti i personaggi principali della serie con le corrispettive apparizioni nelle stagioni 1-3. L'ordine è quello dei crediti della sigla.
| nº                                        | Attore/Attrice                            | Personaggio                               | Prima stagione | Prima stagione | Prima stagione | Prima stagione | Prima stagione | Prima stagione | Prima stagione | Prima stagione | Prima stagione | Prima stagione | Seconda stagione | Seconda stagione | Seconda stagione | Seconda stagione | Seconda stagione | Seconda stagione | Seconda stagione | Seconda stagione | Seconda stagione | Seconda stagione | Terza stagione | Terza stagione | Terza stagione | Terza stagione | Terza stagione | Terza stagione | Terza stagione | Terza stagione | Terza stagione | Terza stagione |
| nº                                        | Attore/Attrice                            | Personaggio                               | 01             | 02             | 03             | 04             | 05             | 06             | 07             | 08             | 09             | 10             | 11               | 12               | 13               | 14               | 15               | 16               | 17               | 18               | 19               | 20               | 21             | 22             | 23             | 24             | 25             | 26             | 27             | 28             | 29             | 30             |
| ----------------------------------------- | ----------------------------------------- | ----------------------------------------- | -------------- | -------------- | -------------- | -------------- | -------------- | -------------- | -------------- | -------------- | -------------- | -------------- | ---------------- | ---------------- | ---------------- | ---------------- | ---------------- | ---------------- | ---------------- | ---------------- | ---------------- | ---------------- | -------------- | -------------- | -------------- | -------------- | -------------- | -------------- | -------------- | -------------- | -------------- | -------------- |
| 1                                         | Sean Bean                                 | Eddard Stark                              | Si             | Si             | Si             | Si             | Si             | Si             | Si             | Si             | Si             | Si             |                  |                  |                  |                  |                  |                  |                  |                  |                  |                  |                |                |                |                |                |                |                |                |                |                |
| 2                                         | Mark Addy                                 | Robert Baratheon                          | Si             | Si             | Si             | Si             | Si             | Si             | Si             |                |                |                |                  |                  |                  |                  |                  |                  |                  |                  |                  |                  |                |                |                |                |                |                |                |                |                |                |
| 3                                         | Peter Dinklage                            | Tyrion Lannister                          | Si             | Si             | Si             | Si             | Si             | Si             |                | Si             | Si             | Si             | Si               | Si               | Si               | Si               | Si               | Si               | Si               | Si               | Si               | Si               | Si             | Si             | Si             | Si             | Si             | Si             | Si             | Si             |                | Si             |
| 4                                         | Nikolaj Coster-Waldau                     | Jaime Lannister                           | Si             | Si             | Si             | Si             | Si             |                | Si             |                | Si             | Si             | Si               |                  |                  |                  |                  |                  | Si               | Si               |                  | Si               |                | Si             | Si             | Si             | Si             | Si             | Si             |                |                | Si             |
| 5                                         | Michelle Fairley                          | Catelyn Tully                             | Si             | Si             | Si             | Si             | Si             | Si             |                | Si             | Si             | Si             | Si               |                  | Si               | Si               | Si               | Si               | Si               | Si               |                  | Si               | Si             | Si             | Si             | Si             | Si             | Si             | Si             |                | Si             |                |
| 6                                         | Lena Headey                               | Cersei Lannister                          | Si             | Si             | Si             | Si             | Si             | Si             | Si             | Si             | Si             | Si             | Si               | Si               | Si               |                  | Si               | Si               | Si               | Si               | Si               | Si               | Si             | Si             | Si             | Si             | Si             | Si             |                | Si             |                | Si             |
| 7                                         | Emilia Clarke                             | Daenerys Targaryen                        | Si             | Si             | Si             | Si             |                | Si             | Si             | Si             | Si             | Si             | Si               | Si               |                  | Si               | Si               | Si               | Si               | Si               |                  | Si               | Si             |                | Si             | Si             | Si             |                | Si             | Si             | Si             | Si             |
| 8                                         | Iain Glen                                 | Jorah Mormont                             | Si             | Si             | Si             | Si             |                | Si             | Si             | Si             | Si             | Si             | Si               | Si               |                  | Si               | Si               |                  | Si               | Si               |                  | Si               | Si             |                | Si             | Si             | Si             |                | Si             | Si             | Si             | Si             |
| 9                                         | Aidan Gillen                              | Petyr Baelish                             |                |                | Si             | Si             | Si             | Si             | Si             | Si             | Si             | Si             | Si               | Si               | Si               | Si               | Si               | Si               |                  |                  |                  | Si               | Si             |                | Si             |                | Si             | Si             |                |                |                |                |
| 10                                        | Harry Lloyd                               | Viserys Targaryen                         | Si             | Si             | Si             | Si             |                | Si             |                |                |                |                |                  |                  |                  |                  |                  |                  |                  |                  |                  |                  |                |                |                |                |                |                |                |                |                |                |
| 11                                        | Kit Harington                             | Jon Snow                                  | Si             | Si             | Si             | Si             |                |                | Si             | Si             | Si             | Si             | Si               | Si               | Si               |                  | Si               | Si               | Si               | Si               |                  | Si               | Si             | Si             | Si             |                | Si             | Si             | Si             |                | Si             | Si             |
| 12                                        | Sophie Turner                             | Sansa Stark                               | Si             | Si             | Si             | Si             | Si             | Si             |                | Si             | Si             | Si             | Si               |                  | Si               | Si               |                  | Si               | Si               |                  | Si               | Si               | Si             | Si             |                | Si             | Si             | Si             | Si             | Si             |                | Si             |
| 13                                        | Maisie Williams                           | Arya Stark                                | Si             | Si             | Si             | Si             | Si             | Si             |                | Si             | Si             | Si             | Si               | Si               | Si               | Si               | Si               | Si               | Si               | Si               |                  | Si               |                | Si             | Si             | Si             | Si             | Si             | Si             | Si             | Si             | Si             |
| 14                                        | Richard Madden                            | Robb Stark                                | Si             | Si             | Si             | Si             |                | Si             |                | Si             | Si             | Si             | Si               |                  |                  | Si               |                  | Si               | Si               | Si               |                  | Si               | Si             | Si             | Si             |                | Si             | Si             | Si             |                | Si             |                |
| 15                                        | Alfie Allen                               | Theon Greyjoy                             | Si             | Si             |                | Si             | Si             | Si             | Si             | Si             | Si             | Si             | Si               | Si               | Si               |                  | Si               | Si               | Si               | Si               |                  | Si               |                | Si             | Si             | Si             |                | Si             | Si             |                |                | Si             |
| 16                                        | Isaac Hempstead-Wright                    | Brandon Stark                             | Si             | Si             | Si             | Si             | Si             | Si             |                | Si             |                | Si             | Si               |                  | Si               |                  | Si               | Si               | Si               | Si               |                  | Si               |                | Si             |                | Si             |                | Si             | Si             |                | Si             | Si             |
| 17                                        | Jack Gleeson                              | Joffrey Baratheon                         | Si             | Si             | Si             | Si             | Si             | Si             | Si             | Si             | Si             | Si             | Si               |                  |                  | Si               |                  | Si               |                  | Si               | Si               | Si               | Si             | Si             |                | Si             |                | Si             | Si             | Si             |                | Si             |
| 18                                        | Rory McCann                               | Sandor Clegane                            | Si             | Si             |                | Si             | Si             |                | Si             | Si             | Si             | Si             | Si               |                  |                  | Si               |                  | Si               | Si               |                  | Si               |                  |                | Si             | Si             | Si             | Si             |                | Si             | Si             | Si             | Si             |
| 19                                        | Jason Momoa                               | Drogo                                     | Si             | Si             | Si             | Si             |                | Si             | Si             | Si             | Si             | Si             |                  |                  |                  |                  |                  |                  |                  |                  |                  | Si               |                |                |                |                |                |                |                |                |                |                |
| 20                                        | Charles Dance                             | Tywin Lannister                           |                |                |                |                |                |                | Si             | Si             | Si             | Si             |                  |                  |                  | Si               | Si               | Si               | Si               | Si               | Si               | Si               | Si             |                | Si             | Si             | Si             | Si             | Si             | Si             |                | Si             |
| 21                                        | Liam Cunningham                           | Davos Seaworth                            |                |                |                |                |                |                |                |                |                |                | Si               | Si               |                  | Si               | Si               |                  |                  | Si               | Si               |                  | Si             |                |                |                | Si             |                |                | Si             |                | Si             |
| 22                                        | John Bradley                              | Samwell Tarly                             |                |                |                | Si             |                |                | Si             | Si             | Si             | Si             | Si               | Si               | Si               |                  | Si               |                  |                  | Si               |                  | Si               | Si             | Si             | Si             | Si             |                | Si             |                | Si             | Si             | Si             |
| 23                                        | Stephen Dillane                           | Stannis Baratheon                         |                |                |                |                |                |                |                |                |                |                | Si               | Si               |                  | Si               | Si               |                  |                  | Si               | Si               | Si               | Si             |                | Si             |                | Si             |                |                | Si             |                | Si             |
| 24                                        | Carice Van Houten                         | Melisandre di Asshai                      |                |                |                |                |                |                |                |                |                |                | Si               | Si               |                  | Si               |                  |                  |                  |                  |                  | Si               | Si             |                | Si             |                |                | Si             | Si             | Si             |                | Si             |
| 25                                        | Natalie Dormer                            | Margaery Tyrell                           |                |                |                |                |                |                |                |                |                |                |                  |                  | Si               | Si               | Si               |                  |                  |                  |                  | Si               | Si             | Si             |                | Si             | Si             |                | Si             | Si             |                |                |
| 26                                        | James Cosmo                               | Jeor Mormont                              |                |                | Si             |                |                |                | Si             | Si             | Si             | Si             | Si               |                  | Si               |                  | Si               |                  |                  |                  |                  |                  | Si             | Si             | Si             | Si             |                |                |                |                |                |                |
| 27                                        | Jerome Flynn                              | Bronn                                     |                |                |                | Si             | Si             | Si             |                | Si             | Si             |                | Si               | Si               | Si               | Si               | Si               |                  |                  | Si               | Si               |                  | Si             |                | Si             |                |                |                | Si             | Si             |                |                |
| 28                                        | Conleth Hill                              | Varys                                     |                |                | Si             | Si             | Si             |                | Si             | Si             | Si             | Si             | Si               | Si               | Si               |                  |                  |                  |                  | Si               | Si               | Si               |                |                | Si             | Si             |                | Si             |                | Si             |                | Si             |
| 29                                        | Sibel Kekilli                             | Shae                                      |                |                |                |                |                |                |                |                | Si             | Si             | Si               | Si               | Si               |                  |                  | Si               | Si               | Si               | Si               | Si               | Si             | Si             |                |                |                | Si             | Si             | Si             |                | Si             |
| 30                                        | Oona Chaplin                              | Talisa Maegyr                             |                |                |                |                |                |                |                |                |                |                |                  |                  |                  | Si               |                  | Si               | Si               | Si               |                  | Si               | Si             | Si             | Si             |                | Si             |                | Si             |                | Si             |                |
| 31                                        | Joe Dempsie                               | Gendry Rivers/Baratheon                   |                |                |                | Si             |                |                |                |                |                | Si             | Si               | Si               | Si               | Si               | Si               |                  |                  | Si               |                  | Si               |                | Si             | Si             | Si             | Si             | Si             | Si             | Si             |                | Si             |
| 32                                        | Rose Leslie                               | Ygritte                                   |                |                |                |                |                |                |                |                |                |                |                  |                  |                  |                  |                  | Si               | Si               | Si               |                  | Si               | Si             | Si             | Si             |                | Si             | Si             | Si             |                | Si             | Si             |
| 33                                        | Kristofer Hivju                           | Tormund                                   |                |                |                |                |                |                |                |                |                |                |                  |                  |                  |                  |                  |                  |                  |                  |                  |                  | Si             | Si             | Si             |                | Si             | Si             | Si             |                | Si             |                |
| 34                                        | Hannah Murray                             | Gilly                                     |                |                |                |                |                |                |                |                |                |                | Si               | Si               | Si               |                  |                  |                  |                  |                  |                  |                  |                |                | Si             | Si             |                | Si             |                | Si             | Si             | Si             |
| 35                                        | Gwendoline Christie                       | Brienne di Tarth                          |                |                |                |                |                |                |                |                |                |                |                  |                  | Si               | Si               | Si               | Si               | Si               | Si               |                  | Si               |                | Si             | Si             | Si             | Si             | Si             | Si             |                |                | Si             |
| 36                                        | Iwan Rheon                                | Ramsay Snow/Bolton                        |                |                |                |                |                |                |                |                |                |                |                  |                  |                  |                  |                  |                  |                  |                  |                  |                  |                | Si             | Si             | Si             |                | Si             | Si             |                |                | Si             |
| 37                                        | Indira Varma                              | Ellaria Sand                              |                |                |                |                |                |                |                |                |                |                |                  |                  |                  |                  |                  |                  |                  |                  |                  |                  |                |                |                |                |                |                |                |                |                |                |
| 38                                        | Michiel Huisman1                          | Daario Naharis                            |                |                |                |                |                |                |                |                |                |                |                  |                  |                  |                  |                  |                  |                  |                  |                  |                  |                |                |                |                |                |                |                | Si             | Si             | Si             |
| 39                                        | Nathalie Emmanuel                         | Missandei                                 |                |                |                |                |                |                |                |                |                |                |                  |                  |                  |                  |                  |                  |                  |                  |                  |                  | Si             |                | Si             | Si             | Si             |                | Si             | Si             | Si             | Si             |
| 40                                        | Dean-Charles Chapman2                     | Tommen Baratheon                          | Si             | Si             |                | Si             | Si             |                |                |                |                |                | Si               |                  | Si               |                  |                  | Si               |                  |                  | Si               |                  |                |                |                |                |                |                |                |                |                |                |
| 41                                        | Tom Wlaschiha3                            | Jaqen H'ghar                              |                |                |                |                |                |                |                |                |                | Si             |                  | Si               | Si               |                  | Si               | Si               |                  | Si               |                  | Si               |                |                |                |                |                |                |                |                |                |                |
| 42                                        | Michael McElhatton                        | Roose Bolton                              |                |                |                |                |                |                |                |                |                |                |                  |                  |                  | Si               |                  | Si               | Si               | Si               |                  |                  | Si             | Si             |                |                | Si             | Si             | Si             |                | Si             | Si             |
| 43                                        | Jonathan Pryce                            | Alto Passero                              |                |                |                |                |                |                |                |                |                |                |                  |                  |                  |                  |                  |                  |                  |                  |                  |                  |                |                |                |                |                |                |                |                |                |                |
| 44                                        | Jacob Anderson                            | Verme Grigio                              |                |                |                |                |                |                |                |                |                |                |                  |                  |                  |                  |                  |                  |                  |                  |                  |                  |                |                |                |                | Si             |                | Si             | Si             | Si             | Si             |
| Totale personaggi principali per episodio | Totale personaggi principali per episodio | Totale personaggi principali per episodio | 18             | 18             | 17             | 19             | 13             | 16             | 12             | 16             | 16             | 16             | 23               | 15               | 15               | 16               | 17               | 15               | 15               | 19               | 11               | 22               | 21             | 19             | 22             | 18             | 19             | 19             | 21             | 18             | 11             | 21             |
| Totale personaggi principali per stagione | Totale personaggi principali per stagione | Totale personaggi principali per stagione | 19             | 19             | 19             | 19             | 19             | 19             | 19             | 19             | 19             | 19             | 26               | 26               | 26               | 26               | 26               | 26               | 26               | 26               | 26               | 26               | 28             | 28             | 28             | 28             | 28             | 28             | 28             | 28             | 28             | 28             |

Note Tabella 1A
1. Nella terza stagione, Daario Naharis è interpretato da Ed Skrein.
2. Nella prima e nella seconda stagione, Tommen Baratheon è interpretato da Callum Wharry.
3. Nella prima stagione, Jaqen H'ghar è interpretato da una comparsa non accreditata.

#### Tabella 1B: stagioni 4-6
Nella seconda parte della tabella 1 sono elencati tutti i personaggi principali della serie con le corrispettive apparizioni nelle stagioni 4-6. L'ordine è quello dei crediti della sigla.
| nº                                        | Attore/Attrice                            | Personaggio                               | Quarta stagione | Quarta stagione | Quarta stagione | Quarta stagione | Quarta stagione | Quarta stagione | Quarta stagione | Quarta stagione | Quarta stagione | Quarta stagione | Quinta stagione | Quinta stagione | Quinta stagione | Quinta stagione | Quinta stagione | Quinta stagione | Quinta stagione | Quinta stagione | Quinta stagione | Quinta stagione | Sesta stagione | Sesta stagione | Sesta stagione | Sesta stagione | Sesta stagione | Sesta stagione | Sesta stagione | Sesta stagione | Sesta stagione | Sesta stagione |
| nº                                        | Attore/Attrice                            | Personaggio                               | 31              | 32              | 33              | 34              | 35              | 36              | 37              | 38              | 39              | 40              | 41              | 42              | 43              | 44              | 45              | 46              | 47              | 48              | 49              | 50              | 51             | 52             | 53             | 54             | 55             | 56             | 57             | 58             | 59             | 60             |
| ----------------------------------------- | ----------------------------------------- | ----------------------------------------- | --------------- | --------------- | --------------- | --------------- | --------------- | --------------- | --------------- | --------------- | --------------- | --------------- | --------------- | --------------- | --------------- | --------------- | --------------- | --------------- | --------------- | --------------- | --------------- | --------------- | -------------- | -------------- | -------------- | -------------- | -------------- | -------------- | -------------- | -------------- | -------------- | -------------- |
| 1                                         | Sean Bean1                                | Eddard Stark                              |                 |                 |                 |                 |                 |                 |                 |                 |                 |                 |                 |                 |                 |                 |                 |                 |                 |                 |                 |                 |                | Si             | Si             |                | Si             | Si             |                |                |                | Si             |
| 2                                         | Mark Addy                                 | Robert Baratheon                          |                 |                 |                 |                 |                 |                 |                 |                 |                 |                 |                 |                 |                 |                 |                 |                 |                 |                 |                 |                 |                |                |                |                |                |                |                |                |                |                |
| 3                                         | Peter Dinklage                            | Tyrion Lannister                          | Si              | Si              | Si              | Si              |                 | Si              | Si              | Si              |                 | Si              | Si              | Si              | Si              | Si              | Si              | Si              | Si              | Si              | Si              | Si              | Si             | Si             | Si             | Si             | Si             |                |                | Si             | Si             | Si             |
| 4                                         | Nikolaj Coster-Waldau                     | Jaime Lannister                           | Si              | Si              | Si              | Si              | Si              | Si              | Si              | Si              |                 | Si              | Si              | Si              |                 | Si              |                 | Si              | Si              |                 | Si              | Si              | Si             | Si             | Si             | Si             |                | Si             | Si             | Si             |                | Si             |
| 5                                         | Michelle Fairley                          | Catelyn Tully                             |                 |                 |                 |                 |                 |                 |                 |                 |                 |                 |                 |                 |                 |                 |                 |                 |                 |                 |                 |                 |                |                |                |                |                |                |                |                |                |                |
| 6                                         | Lena Headey2                              | Cersei Lannister                          | Si              | Si              | Si              | Si              | Si              | Si              | Si              | Si              |                 | Si              | Si              | Si              | Si              | Si              |                 | Si              | Si              | Si              |                 | Si              | Si             | Si             | Si             | Si             |                | Si             | Si             | Si             |                | Si             |
| 7                                         | Emilia Clarke                             | Daenerys Targaryen                        | Si              |                 | Si              | Si              | Si              | Si              | Si              | Si              |                 | Si              | Si              | Si              |                 | Si              | Si              |                 | Si              | Si              | Si              | Si              | Si             |                | Si             | Si             | Si             | Si             |                | Si             | Si             | Si             |
| 8                                         | Iain Glen                                 | Jorah Mormont                             | Si              |                 | Si              | Si              | Si              | Si              | Si              | Si              |                 |                 |                 |                 | Si              | Si              | Si              | Si              | Si              | Si              | Si              | Si              | Si             |                |                | Si             | Si             |                |                |                |                |                |
| 9                                         | Aidan Gillen                              | Petyr Baelish                             |                 |                 | Si              | Si              | Si              |                 | Si              | Si              |                 |                 | Si              | Si              | Si              | Si              |                 | Si              | Si              |                 |                 |                 |                |                |                | Si             | Si             |                |                |                | Si             | Si             |
| 10                                        | Harry Lloyd                               | Viserys Targaryen                         |                 |                 |                 |                 |                 |                 |                 |                 |                 |                 |                 |                 |                 |                 |                 |                 |                 |                 |                 |                 |                |                |                |                |                |                |                |                |                |                |
| 11                                        | Kit Harington                             | Jon Snow                                  | Si              |                 | Si              | Si              | Si              |                 | Si              | Si              | Si              | Si              | Si              | Si              | Si              | Si              | Si              |                 | Si              | Si              | Si              | Si              | Si             | Si             | Si             | Si             | Si             |                | Si             |                | Si             | Si             |
| 12                                        | Sophie Turner                             | Sansa Stark                               | Si              | Si              | Si              | Si              | Si              |                 | Si              | Si              |                 |                 | Si              | Si              | Si              | Si              | Si              | Si              | Si              | Si              |                 | Si              | Si             | Si             |                | Si             | Si             |                | Si             |                | Si             | Si             |
| 13                                        | Maisie Williams                           | Arya Stark                                | Si              |                 | Si              |                 | Si              |                 | Si              | Si              |                 | Si              |                 | Si              | Si              |                 |                 | Si              |                 | Si              | Si              | Si              | Si             | Si             | Si             |                | Si             | Si             | Si             | Si             |                | Si             |
| 14                                        | Richard Madden                            | Robb Stark                                |                 |                 |                 |                 |                 |                 |                 |                 |                 |                 |                 |                 |                 |                 |                 |                 |                 |                 |                 |                 |                |                |                |                |                |                |                |                |                |                |
| 15                                        | Alfie Allen                               | Theon Greyjoy                             |                 | Si              |                 |                 |                 | Si              |                 | Si              |                 |                 |                 |                 | Si              |                 | Si              | Si              | Si              | Si              |                 | Si              | Si             | Si             |                | Si             | Si             |                | Si             |                | Si             | Si             |
| 16                                        | Isaac Hempstead-Wright                    | Brandon Stark                             |                 | Si              |                 | Si              | Si              |                 |                 |                 |                 | Si              |                 |                 |                 |                 |                 |                 |                 |                 |                 |                 |                | Si             | Si             |                | Si             | Si             |                |                |                | Si             |
| 17                                        | Jack Gleeson                              | Joffrey Baratheon                         | Si              | Si              | Si              |                 |                 |                 |                 |                 |                 |                 |                 |                 |                 |                 |                 |                 |                 |                 |                 |                 |                |                |                |                |                |                |                |                |                |                |
| 18                                        | Rory McCann                               | Sandor Clegane                            | Si              |                 | Si              |                 | Si              |                 | Si              | Si              |                 | Si              |                 |                 |                 |                 |                 |                 |                 |                 |                 |                 |                |                |                |                |                |                | Si             | Si             |                |                |
| 19                                        | Jason Momoa                               | Drogo                                     |                 |                 |                 |                 |                 |                 |                 |                 |                 |                 |                 |                 |                 |                 |                 |                 |                 |                 |                 |                 |                |                |                |                |                |                |                |                |                |                |
| 20                                        | Charles Dance                             | Tywin Lannister                           | Si              | Si              | Si              |                 | Si              | Si              |                 | Si              |                 | Si              | Si              |                 |                 |                 |                 |                 |                 |                 |                 |                 |                |                |                |                |                |                |                |                |                |                |
| 21                                        | Liam Cunningham                           | Davos Seaworth                            |                 | Si              | Si              |                 |                 | Si              |                 |                 |                 | Si              | Si              | Si              | Si              |                 | Si              |                 | Si              |                 | Si              | Si              | Si             | Si             | Si             | Si             | Si             |                | Si             |                | Si             | Si             |
| 22                                        | John Bradley                              | Samwell Tarly                             | Si              |                 | Si              | Si              |                 |                 | Si              | Si              | Si              | Si              | Si              | Si              | Si              | Si              | Si              |                 | Si              | Si              | Si              | Si              |                |                | Si             |                |                | Si             |                |                |                | Si             |
| 23                                        | Stephen Dillane                           | Stannis Baratheon                         |                 | Si              | Si              |                 |                 | Si              |                 |                 |                 | Si              | Si              | Si              | Si              | Si              | Si              |                 | Si              |                 | Si              | Si              |                |                |                |                |                |                |                |                |                |                |
| 24                                        | Carice Van Houten                         | Melisandre di Asshai                      |                 | Si              |                 |                 |                 |                 | Si              |                 |                 | Si              | Si              |                 |                 | Si              | Si              |                 | Si              |                 | Si              | Si              | Si             | Si             | Si             | Si             | Si             |                |                |                | Si             | Si             |
| 25                                        | Natalie Dormer                            | Margaery Tyrell                           | Si              | Si              | Si              | Si              | Si              | Si              |                 |                 |                 |                 | Si              |                 | Si              | Si              |                 | Si              | Si              |                 |                 |                 | Si             |                |                | Si             |                | Si             | Si             |                |                | Si             |
| 26                                        | James Cosmo                               | Jeor Mormont                              |                 |                 |                 |                 |                 |                 |                 |                 |                 |                 |                 |                 |                 |                 |                 |                 |                 |                 |                 |                 |                |                |                |                |                |                |                |                |                |                |
| 27                                        | Jerome Flynn                              | Bronn                                     | Si              | Si              |                 | Si              |                 |                 | Si              |                 |                 |                 |                 | Si              |                 | Si              |                 | Si              | Si              |                 | Si              | Si              |                |                |                |                |                |                | Si             | Si             |                | Si             |
| 28                                        | Conleth Hill                              | Varys                                     |                 | Si              | Si              |                 | Si              | Si              |                 | Si              |                 | Si              | Si              | Si              | Si              |                 |                 |                 |                 |                 |                 | Si              | Si             | Si             | Si             | Si             | Si             |                |                | Si             |                | Si             |
| 29                                        | Sibel Kekilli                             | Shae                                      | Si              | Si              |                 |                 |                 | Si              |                 |                 |                 | Si              |                 |                 |                 |                 |                 |                 |                 |                 |                 |                 |                |                |                |                |                |                |                |                |                |                |
| 30                                        | Oona Chaplin                              | Talisa Maegyr                             |                 |                 |                 |                 |                 |                 |                 |                 |                 |                 |                 |                 |                 |                 |                 |                 |                 |                 |                 |                 |                |                |                |                |                |                |                |                |                |                |
| 31                                        | Joe Dempsie                               | Gendry Rivers/Baratheon                   |                 |                 |                 |                 |                 |                 |                 |                 |                 |                 |                 |                 |                 |                 |                 |                 |                 |                 |                 |                 |                |                |                |                |                |                |                |                |                |                |
| 32                                        | Rose Leslie                               | Ygritte                                   | Si              |                 | Si              |                 |                 |                 |                 | Si              | Si              | Si              |                 |                 |                 |                 |                 |                 |                 |                 |                 |                 |                |                |                |                |                |                |                |                |                |                |
| 33                                        | Kristofer Hivju                           | Tormund                                   | Si              |                 | Si              |                 |                 |                 |                 | Si              | Si              | Si              | Si              |                 |                 |                 | Si              |                 | Si              | Si              | Si              |                 |                | Si             | Si             | Si             | Si             |                | Si             |                | Si             | Si             |
| 34                                        | Hannah Murray                             | Gilly                                     |                 |                 | Si              |                 |                 |                 |                 | Si              | Si              |                 | Si              | Si              |                 |                 | Si              |                 | Si              | Si              |                 | Si              |                |                | Si             |                |                | Si             |                |                |                | Si             |
| 35                                        | Gwendoline Christie                       | Brienne di Tarth                          | Si              | Si              | Si              | Si              | Si              |                 | Si              |                 |                 | Si              | Si              | Si              | Si              |                 | Si              |                 | Si              |                 |                 | Si              | Si             | Si             |                | Si             | Si             |                |                | Si             |                |                |
| 36                                        | Iwan Rheon                                | Ramsay Snow/Bolton                        |                 | Si              |                 |                 |                 | Si              |                 | Si              |                 |                 |                 |                 | Si              |                 | Si              | Si              | Si              | Si              |                 | Si              | Si             | Si             | Si             | Si             |                |                |                |                | Si             |                |
| 37                                        | Indira Varma                              | Ellaria Sand                              | Si              | Si              | Si              |                 |                 |                 |                 | Si              |                 |                 |                 | Si              |                 | Si              |                 | Si              |                 |                 | Si              | Si              | Si             |                |                |                |                |                |                |                |                | Si             |
| 38                                        | Michiel Huisman                           | Daario Naharis                            | Si              |                 | Si              | Si              | Si              |                 | Si              |                 |                 |                 | Si              | Si              |                 | Si              | Si              |                 | Si              |                 | Si              | Si              | Si             |                |                | Si             | Si             | Si             |                |                | Si             | Si             |
| 39                                        | Nathalie Emmanuel                         | Missandei                                 | Si              |                 | Si              | Si              | Si              | Si              |                 | Si              |                 | Si              | Si              | Si              |                 | Si              | Si              |                 |                 | Si              | Si              | Si              |                | Si             | Si             | Si             | Si             |                |                | Si             | Si             | Si             |
| 40                                        | Dean-Charles Chapman                      | Tommen Baratheon                          |                 | Si              | Si              | Si              | Si              | Si              |                 |                 |                 |                 | Si              |                 | Si              | Si              |                 | Si              | Si              |                 |                 |                 |                | Si             | Si             | Si             |                | Si             |                | Si             |                | Si             |
| 41                                        | Tom Wlaschiha                             | Jaqen H'ghar                              |                 |                 |                 |                 |                 |                 |                 |                 |                 |                 |                 | Si              | Si              |                 |                 | Si              |                 | Si              | Si              | Si              |                | Si             | Si             |                | Si             | Si             |                | Si             |                |                |
| 42                                        | Michael McElhatton                        | Roose Bolton                              |                 | Si              |                 |                 |                 |                 |                 | Si              |                 |                 |                 |                 | Si              |                 | Si              | Si              |                 | Si              |                 |                 | Si             | Si             |                |                |                |                |                |                |                |                |
| 43                                        | Jonathan Pryce                            | Alto Passero                              |                 |                 |                 |                 |                 |                 |                 |                 |                 |                 |                 |                 | Si              | Si              |                 | Si              | Si              |                 |                 | Si              | Si             | Si             | Si             | Si             |                | Si             | Si             |                |                | Si             |
| 44                                        | Jacob Anderson                            | Verme Grigio                              | Si              |                 | Si              | Si              | Si              | Si              |                 | Si              |                 | Si              | Si              | Si              |                 | Si              | Si              |                 |                 |                 |                 | Si              |                | Si             | Si             | Si             | Si             |                |                | Si             | Si             | Si             |
| Totale personaggi principali per episodio | Totale personaggi principali per episodio | Totale personaggi principali per episodio | 18              | 17              | 21              | 13              | 14              | 13              | 14              | 18              | 5               | 18              | 20              | 19              | 18              | 17              | 17              | 15              | 21              | 15              | 16              | 22              | 19             | 19             | 18             | 20             | 17             | 12             | 12             | 12             | 12             | 23             |
| Totale personaggi principali per stagione | Totale personaggi principali per stagione | Totale personaggi principali per stagione | 27              | 27              | 27              | 27              | 27              | 27              | 27              | 27              | 27              | 27              | 28              | 28              | 28              | 28              | 28              | 28              | 28              | 28              | 28              | 28              | 29             | 29             | 29             | 29             | 29             | 29             | 29             | 29             | 29             | 29             |

Note Tabella 1B
1. Nella sesta stagione, Eddard Stark è interpretato da Sebastian Croft (episodi 2 e 5) e Robert Aramayo (episodi 3, 6 e 10).
2. Nella quinta stagione, Cersei Lannister è interpretata anche da Nell Williams (episodio 1).

#### Tabella 1C: stagioni 7-8
Nella terza e ultima parte della tabella 1 sono elencati tutti i personaggi principali della serie con le corrispettive apparizioni nelle stagioni 7-8. È inoltre indicato il numero totale degli episodi in cui l'attore o l'attrice appare. L'ordine è quello dei crediti della sigla.
| nº                                        | Attore/Attrice                            | Personaggio                               | Settima stagione | Settima stagione | Settima stagione | Settima stagione | Settima stagione | Settima stagione | Settima stagione | Ottava stagione | Ottava stagione | Ottava stagione | Ottava stagione | Ottava stagione | Ottava stagione | Totale |  |
| nº                                        | Attore/Attrice                            | Personaggio                               | 61               | 62               | 63               | 64               | 65               | 66               | 67               | 68              | 69              | 70              | 71              | 72              | 73              | Totale |  |
| ----------------------------------------- | ----------------------------------------- | ----------------------------------------- | ---------------- | ---------------- | ---------------- | ---------------- | ---------------- | ---------------- | ---------------- | --------------- | --------------- | --------------- | --------------- | --------------- | --------------- | ------ |  |
| 1                                         | Sean Bean1                                | Eddard Stark                              |                  |                  |                  |                  |                  |                  | Si               |                 |                 |                 |                 |                 |                 | 16     |  |
| 2                                         | Mark Addy                                 | Robert Baratheon                          |                  |                  |                  |                  |                  |                  |                  |                 |                 |                 |                 |                 |                 | 7      |  |
| 3                                         | Peter Dinklage                            | Tyrion Lannister                          | Si               | Si               | Si               | Si               | Si               | Si               | Si               | Si              | Si              | Si              | Si              | Si              | Si              | 67     |  |
| 4                                         | Nikolaj Coster-Waldau                     | Jaime Lannister                           | Si               | Si               | Si               | Si               | Si               |                  | Si               | Si              | Si              | Si              | Si              | Si              | Si              | 55     |  |
| 5                                         | Michelle Fairley                          | Catelyn Tully                             |                  |                  |                  |                  |                  |                  |                  |                 |                 |                 |                 |                 |                 | 25     |  |
| 6                                         | Lena Headey                               | Cersei Lannister                          | Si               | Si               | Si               | Si               | Si               |                  | Si               | Si              |                 |                 | Si              | Si              | Si              | 62     |  |
| 7                                         | Emilia Clarke                             | Daenerys Targaryen                        | Si               | Si               | Si               | Si               | Si               | Si               | Si               | Si              | Si              | Si              | Si              | Si              | Si              | 62     |  |
| 8                                         | Iain Glen                                 | Jorah Mormont                             | Si               | Si               | Si               |                  | Si               | Si               | Si               | Si              | Si              | Si              | Si              |                 |                 | 52     |  |
| 9                                         | Aidan Gillen                              | Petyr Baelish                             | Si               | Si               | Si               | Si               | Si               | Si               | Si               |                 |                 |                 |                 |                 |                 | 41     |  |
| 10                                        | Harry Lloyd                               | Viserys Targaryen                         |                  |                  |                  |                  |                  |                  |                  |                 |                 |                 |                 |                 |                 | 5      |  |
| 11                                        | Kit Harington                             | Jon Snow                                  | Si               | Si               | Si               | Si               | Si               | Si               | Si               | Si              | Si              | Si              | Si              | Si              | Si              | 62     |  |
| 12                                        | Sophie Turner                             | Sansa Stark                               | Si               | Si               | Si               | Si               | Si               | Si               | Si               | Si              | Si              | Si              | Si              |                 | Si              | 59     |  |
| 13                                        | Maisie Williams                           | Arya Stark                                | Si               | Si               |                  | Si               | Si               | Si               | Si               | Si              | Si              | Si              | Si              | Si              | Si              | 59     |  |
| 14                                        | Richard Madden                            | Robb Stark                                |                  |                  |                  |                  |                  |                  |                  |                 |                 |                 |                 |                 |                 | 21     |  |
| 15                                        | Alfie Allen                               | Theon Greyjoy                             |                  | Si               | Si               | Si               |                  |                  | Si               | Si              | Si              | Si              | Si              |                 |                 | 47     |  |
| 16                                        | Isaac Hempstead-Wright                    | Brandon Stark                             | Si               |                  | Si               | Si               | Si               |                  | Si               | Si              | Si              | Si              | Si              |                 | Si              | 40     |  |
| 17                                        | Jack Gleeson                              | Joffrey Baratheon                         |                  |                  |                  |                  |                  |                  |                  |                 |                 |                 |                 |                 |                 | 26     |  |
| 18                                        | Rory McCann                               | Sandor Clegane                            | Si               |                  |                  |                  | Si               | Si               | Si               | Si              | Si              | Si              | Si              | Si              |                 | 38     |  |
| 19                                        | Jason Momoa                               | Drogo                                     |                  |                  |                  |                  |                  |                  |                  |                 |                 |                 |                 |                 |                 | 10     |  |
| 20                                        | Charles Dance                             | Tywin Lannister                           |                  |                  |                  |                  |                  |                  |                  |                 |                 |                 |                 |                 |                 | 27     |  |
| 21                                        | Liam Cunningham                           | Davos Seaworth                            | Si               | Si               | Si               | Si               | Si               | Si               | Si               | Si              | Si              | Si              | Si              | Si              | Si              | 42     |  |
| 22                                        | John Bradley                              | Samwell Tarly                             | Si               | Si               | Si               |                  | Si               |                  | Si               | Si              | Si              | Si              | Si              |                 | Si              | 48     |  |
| 23                                        | Stephen Dillane                           | Stannis Baratheon                         |                  |                  |                  |                  |                  |                  |                  |                 |                 |                 |                 |                 |                 | 24     |  |
| 24                                        | Carice Van Houten                         | Melisandre di Asshai                      |                  | Si               | Si               |                  |                  |                  |                  |                 |                 | Si              |                 |                 |                 | 29     |  |
| 25                                        | Natalie Dormer                            | Margaery Tyrell                           |                  |                  |                  |                  |                  |                  |                  |                 |                 |                 |                 |                 |                 | 26     |  |
| 26                                        | James Cosmo                               | Jeor Mormont                              |                  |                  |                  |                  |                  |                  |                  |                 |                 |                 |                 |                 |                 | 12     |  |
| 27                                        | Jerome Flynn                              | Bronn                                     |                  |                  | Si               | Si               | Si               |                  | Si               | Si              |                 |                 | Si              |                 | Si              | 36     |  |
| 28                                        | Conleth Hill                              | Varys                                     | Si               | Si               | Si               | Si               | Si               |                  | Si               | Si              | Si              | Si              | Si              | Si              |                 | 46     |  |
| 29                                        | Sibel Kekilli                             | Shae                                      |                  |                  |                  |                  |                  |                  |                  |                 |                 |                 |                 |                 |                 | 20     |  |
| 30                                        | Oona Chaplin                              | Talisa Maegyr                             |                  |                  |                  |                  |                  |                  |                  |                 |                 |                 |                 |                 |                 | 11     |  |
| 31                                        | Joe Dempsie                               | Gendry Rivers/Baratheon                   |                  |                  |                  |                  | Si               | Si               |                  | Si              | Si              | Si              | Si              |                 | Si              | 24     |  |
| 32                                        | Rose Leslie                               | Ygritte                                   |                  |                  |                  |                  |                  |                  |                  |                 |                 |                 |                 |                 |                 | 17     |  |
| 33                                        | Kristofer Hivju                           | Tormund                                   | Si               |                  |                  |                  | Si               | Si               | Si               | Si              | Si              | Si              | Si              |                 | Si              | 33     |  |
| 34                                        | Hannah Murray                             | Gilly                                     | Si               |                  |                  |                  | Si               |                  | Si               |                 | Si              | Si              | Si              |                 |                 | 27     |  |
| 35                                        | Gwendoline Christie                       | Brienne di Tarth                          | Si               | Si               |                  | Si               |                  | Si               | Si               | Si              | Si              | Si              | Si              |                 | Si              | 42     |  |
| 36                                        | Iwan Rheon                                | Ramsay Snow/Bolton                        |                  |                  |                  |                  |                  |                  |                  |                 |                 |                 |                 |                 |                 | 20     |  |
| 37                                        | Indira Varma                              | Ellaria Sand                              |                  | Si               | Si               |                  |                  |                  |                  |                 |                 |                 |                 |                 |                 | 13     |  |
| 38                                        | Michiel Huisman                           | Daario Naharis                            |                  |                  |                  |                  |                  |                  |                  |                 |                 |                 |                 |                 |                 | 21     |  |
| 39                                        | Nathalie Emmanuel                         | Missandei                                 | Si               | Si               | Si               | Si               |                  |                  | Si               | Si              | Si              | Si              | Si              |                 |                 | 38     |  |
| 40                                        | Dean-Charles Chapman                      | Tommen Baratheon                          |                  |                  |                  |                  |                  |                  |                  |                 |                 |                 |                 |                 |                 | 24     |  |
| 41                                        | Tom Wlaschiha                             | Jaqen H'ghar                              |                  |                  |                  |                  |                  |                  |                  |                 |                 |                 |                 |                 |                 | 18     |  |
| 42                                        | Michael McElhatton                        | Roose Bolton                              |                  |                  |                  |                  |                  |                  |                  |                 |                 |                 |                 |                 |                 | 19     |  |
| 43                                        | Jonathan Pryce                            | Alto Passero                              |                  |                  |                  |                  |                  |                  |                  |                 |                 |                 |                 |                 |                 | 12     |  |
| 44                                        | Jacob Anderson                            | Verme Grigio                              | Si               | Si               | Si               |                  |                  |                  | Si               | Si              | Si              | Si              | Si              | Si              | Si              | 34     |  |
| Totale personaggi principali per episodio | Totale personaggi principali per episodio | Totale personaggi principali per episodio | 18               | 17               | 17               | 15               | 18               | 12               | 20               | 20              | 19              | 20              | 21              | 10              | 15              |        |  |
| Totale personaggi principali per stagione | Totale personaggi principali per stagione | Totale personaggi principali per stagione | 23               | 23               | 23               | 23               | 23               | 23               | 23               | 22              | 22              | 22              | 22              | 22              | 22              |        |  |

Note Tabella 1C
1. Nella settima stagione, Eddard Stark è interpretato da Robert Aramayo (episodio 7).

### Tabella 2: personaggi secondari

#### Tabella 2A: stagioni 1-3
Nella prima parte della tabella 2 sono elencati tutti i personaggi secondari della serie che appaiono in almeno dieci episodi con le corrispettive apparizioni nelle stagioni 1-3. L'ordine segue il numero totale di episodi in cui il personaggio appare.
| nº | Attore/Attrice           | Personaggio        | Prima stagione | Prima stagione | Prima stagione | Prima stagione | Prima stagione | Prima stagione | Prima stagione | Prima stagione | Prima stagione | Prima stagione | Seconda stagione | Seconda stagione | Seconda stagione | Seconda stagione | Seconda stagione | Seconda stagione | Seconda stagione | Seconda stagione | Seconda stagione | Seconda stagione | Terza stagione | Terza stagione | Terza stagione | Terza stagione | Terza stagione | Terza stagione | Terza stagione | Terza stagione | Terza stagione | Terza stagione |
| nº | Attore/Attrice           | Personaggio        | 01             | 02             | 03             | 04             | 05             | 06             | 07             | 08             | 09             | 10             | 11               | 12               | 13               | 14               | 15               | 16               | 17               | 18               | 19               | 20               | 21             | 22             | 23             | 24             | 25             | 26             | 27             | 28             | 29             | 30             |
| -- | ------------------------ | ------------------ | -------------- | -------------- | -------------- | -------------- | -------------- | -------------- | -------------- | -------------- | -------------- | -------------- | ---------------- | ---------------- | ---------------- | ---------------- | ---------------- | ---------------- | ---------------- | ---------------- | ---------------- | ---------------- | -------------- | -------------- | -------------- | -------------- | -------------- | -------------- | -------------- | -------------- | -------------- | -------------- |
| 1  | Daniel Portman           | Podrick Payne      |                |                |                |                |                |                |                |                |                |                |                  | Si               |                  |                  |                  |                  |                  | Si               | Si               | Si               | Si             |                | Si             |                | Si             |                |                | Si             |                | Si             |
| 2  | Ben Crompton             | Eddison Tollett    |                |                |                |                |                |                |                |                |                |                | Si               | Si               |                  |                  | Si               |                  |                  | Si               |                  | Si               | Si             | Si             | Si             | Si             |                |                |                |                |                |                |
| 3  | Julian Glover            | Pycelle            |                |                | Si             | Si             | Si             | Si             | Si             | Si             | Si             | Si             | Si               | Si               | Si               |                  |                  |                  |                  |                  | Si               | Si               |                |                | Si             |                |                |                |                | Si             |                | Si             |
| 4  | Ian McElhinney           | Barristan Selmy    |                |                | Si             | Si             | Si             | Si             | Si             | Si             |                |                |                  |                  |                  |                  |                  |                  |                  |                  |                  |                  | Si             |                | Si             | Si             | Si             |                | Si             | Si             | Si             | Si             |
| 5  | Kristian Nairn           | Hodor              | Si             |                |                | Si             |                | Si             |                | Si             |                | Si             | Si               |                  | Si               |                  | Si               | Si               | Si               | Si               |                  | Si               |                | Si             |                |                |                | Si             | Si             |                | Si             | Si             |
| 6  | Mark Stanley             | Grenn              |                |                | Si             | Si             |                |                | Si             | Si             | Si             | Si             | Si               | Si               |                  |                  | Si               |                  |                  | Si               |                  | Si               | Si             | Si             | Si             | Si             |                |                |                |                |                |                |
| 7  | Hafþór Júlíus Björnsson1 | Gregor Clegane     |                |                |                | Si             | Si             |                |                |                |                |                |                  |                  |                  | Si               |                  |                  | Si               | Si               |                  |                  |                |                |                |                |                |                |                |                |                |                |
| 8  | Anton Lesser             | Qyburn             |                |                |                |                |                |                |                |                |                |                |                  |                  |                  |                  |                  |                  |                  |                  |                  |                  | Si             |                |                |                | Si             |                | Si             |                |                | Si             |
| 9  | Finn Jones               | Loras Tyrell       |                |                |                |                | Si             |                |                |                |                |                |                  |                  | Si               | Si               | Si               |                  |                  |                  | Si               | Si               | Si             | Si             |                |                | Si             | Si             |                | Si             |                |                |
| 10 | Logan e Finn Watson2     | Samwell            |                |                |                |                |                |                |                |                |                |                |                  |                  |                  |                  |                  |                  |                  |                  |                  |                  |                |                | Si             | Si             |                | Si             |                | Si             | Si             | Si             |
| 11 | Owen Teale               | Alliser Thorne     |                |                | Si             | Si             |                |                | Si             | Si             |                |                |                  |                  |                  |                  |                  |                  |                  |                  |                  |                  |                |                |                |                |                |                |                |                |                |                |
| 12 | Ian Beattie              | Meryn Trant        |                |                |                |                |                |                |                | Si             |                | Si             | Si               |                  |                  | Si               |                  | Si               |                  |                  |                  |                  | Si             |                |                |                |                |                |                | Si             |                |                |
| 13 | Diana Rigg               | Olenna Redwyne     |                |                |                |                |                |                |                |                |                |                |                  |                  |                  |                  |                  |                  |                  |                  |                  |                  |                | Si             |                | Si             | Si             | Si             |                | Si             |                |                |
| 14 | Brenock O'Connor         | Olly               |                |                |                |                |                |                |                |                |                |                |                  |                  |                  |                  |                  |                  |                  |                  |                  |                  |                |                |                |                |                |                |                |                |                |                |
| 15 | Eugene Simon             | Lancel Lannister   |                |                | Si             | Si             | Si             | Si             |                |                |                | Si             |                  |                  |                  | Si               | Si               |                  |                  |                  | Si               |                  |                |                |                |                |                |                |                |                |                |                |
| 16 | Natalia Tena             | Osha               |                |                |                |                |                | Si             | Si             | Si             |                | Si             | Si               |                  |                  |                  | Si               | Si               | Si               | Si               |                  | Si               |                | Si             |                |                |                | Si             | Si             |                | Si             |                |
| 17 | Gemma Whelan             | Yara Greyjoy       |                |                |                |                |                |                |                |                |                |                |                  | Si               | Si               |                  | Si               |                  |                  | Si               |                  |                  |                |                |                |                |                |                |                |                |                | Si             |
| 18 | Ellie Kendrick           | Meera Reed         |                |                |                |                |                |                |                |                |                |                |                  |                  |                  |                  |                  |                  |                  |                  |                  |                  |                | Si             |                |                |                | Si             | Si             |                | Si             | Si             |
| 19 | Nell Tiger Free3         | Myrcella Baratheon | Si             | Si             |                | Si             | Si             |                |                |                |                |                | Si               |                  | Si               |                  | Si               | Si               |                  |                  |                  |                  |                |                |                |                |                |                |                |                |                |                |
| 20 | Dominic Carter           | Janos Slynt        |                |                |                | Si             |                |                | Si             | Si             | Si             |                | Si               | Si               |                  |                  |                  |                  |                  |                  |                  |                  |                |                |                |                |                |                |                |                |                |                |
| 21 | Donald Sumpter           | Luwin              | Si             | Si             |                | Si             | Si             |                | Si             | Si             |                | Si             | Si               |                  | Si               |                  | Si               | Si               | Si               | Si               |                  | Si               |                |                |                |                |                |                |                |                |                |                |
| 22 | Esmé Bianco              | Ros                | Si             |                |                |                | Si             | Si             | Si             |                |                | Si             | Si               | Si               |                  | Si               |                  |                  |                  | Si               |                  | Si               | Si             |                | Si             | Si             |                | Si             |                |                |                |                |
| 23 | Art Parkinson            | Rickon Stark       | Si             |                |                |                |                |                |                | Si             |                | Si             |                  |                  |                  |                  | Si               | Si               | Si               | Si               |                  | Si               |                | Si             |                |                |                | Si             | Si             |                | Si             |                |
| 24 | Richard Dormer5          | Beric Dondarrion   |                |                |                |                |                | Si             |                |                |                |                |                  |                  |                  |                  |                  |                  |                  |                  |                  |                  |                |                |                | Si             | Si             | Si             | Si             |                |                |                |
| 25 | Brian Fortune            | Othell Yarwyck     |                |                |                |                |                |                | Si             | Si             |                |                |                  |                  |                  |                  |                  |                  |                  |                  |                  |                  |                |                |                |                |                |                |                |                |                |                |
| 26 | Amrita Acharia           | Irri               |                | Si             | Si             | Si             |                | Si             | Si             | Si             | Si             | Si             | Si               | Si               |                  | Si               | Si               | Si               |                  |                  |                  |                  |                |                |                |                |                |                |                |                |                |                |
| 27 | Josef Altin              | Pypar              |                |                | Si             | Si             |                |                | Si             | Si             | Si             | Si             |                  |                  |                  |                  |                  |                  |                  |                  |                  |                  |                |                |                |                |                |                |                |                |                | Si             |
| 28 | Roger Ashton-Griffiths   | Mace Tyrell        |                |                |                |                |                |                |                |                |                |                |                  |                  |                  |                  |                  |                  |                  |                  |                  |                  |                |                |                |                |                |                |                |                |                |                |
| 29 | Rupert Vansittart        | Yohn Royce         |                |                |                |                |                |                |                |                |                |                |                  |                  |                  |                  |                  |                  |                  |                  |                  |                  |                |                |                |                |                |                |                |                |                |                |
| 30 | Ron Donachie             | Rodrik Cassel      | Si             | Si             | Si             | Si             | Si             | Si             |                | Si             | Si             | Si             | Si               |                  |                  |                  | Si               | Si               |                  |                  |                  |                  |                |                |                |                |                |                |                |                |                |                |
| 31 | Luke Barnes              | Rast               |                | Si             | Si             | Si             |                |                | Si             | Si             | Si             |                |                  |                  |                  |                  |                  |                  |                  |                  |                  |                  | Si             | Si             | Si             | Si             |                |                |                |                |                |                |
| 32 | Ian Gelder               | Kevan Lannister    |                |                |                |                |                |                |                | Si             | Si             | Si             |                  |                  |                  |                  |                  |                  |                  | Si               |                  |                  |                |                |                |                |                |                |                |                |                |                |
| 33 | Ben Hawkey               | Frittella          |                |                |                |                |                |                |                |                |                | Si             | Si               | Si               | Si               | Si               | Si               |                  |                  | Si               |                  | Si               |                | Si             | Si             |                |                |                |                |                |                |                |
| 34 | Richard Rycroft          | Wolkan             |                |                |                |                |                |                |                |                |                |                |                  |                  |                  |                  |                  |                  |                  |                  |                  |                  |                |                |                |                |                |                |                |                |                |                |
| 35 | Roxanne McKee            | Doreah             |                | Si             |                | Si             |                | Si             | Si             | Si             | Si             |                | Si               | Si               |                  | Si               | Si               |                  |                  |                  |                  | Si               |                |                |                |                |                |                |                |                |                |                |
| 36 | Peter Vaughan            | Aemon              |                |                | Si             |                |                |                | Si             | Si             |                |                |                  |                  |                  |                  |                  |                  |                  |                  |                  |                  |                |                |                |                |                |                |                |                |                | Si             |
| 37 | Tara Fitzgerald4         | Selyse Florent     |                |                |                |                |                |                |                |                |                |                | Si               |                  |                  |                  |                  |                  |                  |                  |                  |                  |                |                |                |                | Si             |                |                |                |                |                |
| 38 | Faye Marsay              | L'Orfana           |                |                |                |                |                |                |                |                |                |                |                  |                  |                  |                  |                  |                  |                  |                  |                  |                  |                |                |                |                |                |                |                |                |                |                |
| 39 | Staz Nair                | Qhono              |                |                |                |                |                |                |                |                |                |                |                  |                  |                  |                  |                  |                  |                  |                  |                  |                  |                |                |                |                |                |                |                |                |                |                |
| 40 | Paul Kaye                | Thoros di Myr      |                |                |                |                |                |                |                |                |                |                |                  |                  |                  |                  |                  |                  |                  |                  |                  |                  |                | Si             | Si             | Si             | Si             | Si             | Si             |                |                |                |
| 41 | Thomas Brodie-Sangster   | Jojen Reed         |                |                |                |                |                |                |                |                |                |                |                  |                  |                  |                  |                  |                  |                  |                  |                  |                  |                | Si             |                | Si             |                | Si             | Si             |                | Si             | Si             |
| 42 | Kerry Ingram             | Shireen Baratheon  |                |                |                |                |                |                |                |                |                |                |                  |                  |                  |                  |                  |                  |                  |                  |                  |                  |                |                |                |                | Si             |                |                |                |                | Si             |
| 43 | Michael Condron          | Bowen Marsh        |                |                |                |                |                |                |                |                |                |                |                  |                  |                  |                  |                  |                  |                  |                  |                  |                  |                |                |                |                |                |                |                |                |                |                |

Note Tabella 2A
1. Nella prima stagione, Gregor Clegane è interpretato da Conan Stevens. Nella seconda stagione, Gregor Clegane è interpretato da Ian Whyte.
2. Nella terza stagione, Samwell è interpretato da una comparsa non accreditata.
3. Nella prima e nella seconda stagione, Myrcella Baratheon è interpretata da Aimee Richardson.
4. Nella seconda stagione, Selyse Florent è interpretata da una comparsa non accreditata.
5. Nella prima stagione, Beric Dondarrion è interpretato da David Michael Scott.

#### Tabella 2B: stagioni 4-6
Nella seconda parte della tabella 2 sono elencati tutti i personaggi secondari della serie che appaiono in almeno dieci episodi con le corrispettive apparizioni nelle stagioni 4-6. L'ordine segue il numero totale di episodi in cui il personaggio appare.
| nº | Attore/Attrice          | Personaggio        | Quarta stagione | Quarta stagione | Quarta stagione | Quarta stagione | Quarta stagione | Quarta stagione | Quarta stagione | Quarta stagione | Quarta stagione | Quarta stagione | Quinta stagione | Quinta stagione | Quinta stagione | Quinta stagione | Quinta stagione | Quinta stagione | Quinta stagione | Quinta stagione | Quinta stagione | Quinta stagione | Sesta stagione | Sesta stagione | Sesta stagione | Sesta stagione | Sesta stagione | Sesta stagione | Sesta stagione | Sesta stagione | Sesta stagione | Sesta stagione |
| nº | Attore/Attrice          | Personaggio        | 31              | 32              | 33              | 34              | 35              | 36              | 37              | 38              | 39              | 40              | 41              | 42              | 43              | 44              | 45              | 46              | 47              | 48              | 49              | 50              | 51             | 52             | 53             | 54             | 55             | 56             | 57             | 58             | 59             | 60             |
| -- | ----------------------- | ------------------ | --------------- | --------------- | --------------- | --------------- | --------------- | --------------- | --------------- | --------------- | --------------- | --------------- | --------------- | --------------- | --------------- | --------------- | --------------- | --------------- | --------------- | --------------- | --------------- | --------------- | -------------- | -------------- | -------------- | -------------- | -------------- | -------------- | -------------- | -------------- | -------------- | -------------- |
| 1  | Daniel Portman          | Podrick Payne      | Si              | Si              | Si              | Si              | Si              |                 | Si              |                 |                 | Si              | Si              | Si              | Si              |                 | Si              |                 | Si              |                 |                 | Si              | Si             | Si             |                | Si             | Si             |                |                | Si             |                |                |
| 2  | Ben Crompton            | Eddison Tollett    |                 |                 | Si              | Si              | Si              |                 | Si              | Si              | Si              | Si              | Si              | Si              | Si              | Si              | Si              |                 | Si              | Si              | Si              |                 | Si             | Si             | Si             | Si             | Si             |                |                |                |                |                |
| 3  | Julian Glover           | Pycelle            |                 | Si              | Si              |                 | Si              | Si              |                 | Si              |                 | Si              | Si              | Si              | Si              | Si              |                 |                 |                 |                 |                 | Si              |                |                | Si             | Si             |                |                |                | Si             |                | Si             |
| 4  | Ian McElhinney          | Barristan Selmy    | Si              |                 | Si              | Si              | Si              | Si              |                 | Si              |                 | Si              | Si              | Si              |                 | Si              | Si              |                 |                 |                 |                 |                 |                |                |                |                |                |                |                |                |                |                |
| 5  | Kristian Nairn          | Hodor              |                 | Si              |                 | Si              | Si              |                 |                 |                 |                 | Si              |                 |                 |                 |                 |                 |                 |                 |                 |                 |                 |                | Si             |                |                | Si             |                |                |                |                |                |
| 6  | Mark Stanley            | Grenn              |                 |                 | Si              | Si              | Si              |                 | Si              | Si              | Si              | Si              |                 |                 |                 |                 |                 |                 |                 |                 |                 |                 |                |                |                |                |                |                |                |                |                |                |
| 7  | Hafþór Júlíus Björnsson | Gregor Clegane     |                 |                 |                 |                 |                 |                 | Si              | Si              |                 | Si              |                 |                 |                 |                 |                 |                 |                 |                 |                 | Si              | Si             | Si             | Si             |                |                |                | Si             | Si             |                | Si             |
| 8  | Anton Lesser            | Qyburn             | Si              |                 |                 |                 |                 |                 |                 |                 |                 | Si              |                 | Si              | Si              | Si              |                 |                 |                 | Si              |                 | Si              |                |                | Si             |                |                |                |                | Si             |                | Si             |
| 9  | Finn Jones              | Loras Tyrell       |                 | Si              |                 |                 | Si              | Si              |                 |                 |                 |                 | Si              |                 | Si              | Si              |                 | Si              |                 |                 |                 |                 |                |                |                | Si             |                |                |                |                |                | Si             |
| 10 | Logan e Finn Watson1    | Samwell            |                 |                 | Si              |                 |                 |                 |                 | Si              | Si              |                 | Si              |                 |                 |                 |                 |                 | Si              |                 |                 | Si              |                |                | Si             |                |                | Si             |                |                |                | Si             |
| 11 | Owen Teale              | Alliser Thorne     | Si              |                 | Si              | Si              |                 |                 | Si              |                 | Si              |                 | Si              | Si              | Si              |                 | Si              |                 | Si              |                 | Si              | Si              | Si             | Si             | Si             |                |                |                |                |                |                |                |
| 12 | Ian Beattie             | Meryn Trant        | Si              | Si              | Si              |                 |                 | Si              |                 |                 |                 |                 | Si              | Si              | Si              | Si              |                 |                 |                 |                 | Si              | Si              |                |                |                |                |                |                |                |                |                |                |
| 13 | Diana Rigg              | Olenna Redwyne     | Si              | Si              | Si              | Si              |                 |                 |                 |                 |                 |                 |                 |                 |                 |                 |                 | Si              | Si              |                 |                 |                 |                |                | Si             | Si             |                | Si             | Si             |                |                | Si             |
| 14 | Brenock O'Connor        | Olly               |                 |                 | Si              | Si              |                 |                 | Si              |                 | Si              | Si              | Si              | Si              | Si              | Si              | Si              |                 | Si              | Si              | Si              | Si              | Si             | Si             | Si             |                |                |                |                |                |                |                |
| 15 | Eugene Simon            | Lancel Lannister   |                 |                 |                 |                 |                 |                 |                 |                 |                 |                 | Si              |                 | Si              | Si              |                 | Si              | Si              |                 |                 |                 |                |                |                |                |                | Si             |                | Si             |                | Si             |
| 16 | Natalia Tena            | Osha               |                 |                 |                 |                 |                 |                 |                 |                 |                 |                 |                 |                 |                 |                 |                 |                 |                 |                 |                 |                 |                |                | Si             | Si             |                |                |                |                |                |                |
| 17 | Gemma Whelan            | Yara Greyjoy       |                 |                 |                 |                 |                 | Si              |                 |                 |                 |                 |                 |                 |                 |                 |                 |                 |                 |                 |                 |                 |                | Si             |                | Si             | Si             | Si             |                |                | Si             | Si             |
| 18 | Ellie Kendrick          | Meera Reed         |                 | Si              |                 | Si              | Si              |                 |                 |                 |                 | Si              |                 |                 |                 |                 |                 |                 |                 |                 |                 |                 |                | Si             |                |                | Si             | Si             |                |                |                | Si             |
| 19 | Nell Tiger Free         | Myrcella Baratheon |                 |                 |                 |                 |                 |                 |                 |                 |                 |                 |                 | Si              |                 |                 |                 | Si              | Si              |                 | Si              | Si              | Si             | Si             |                |                |                |                |                |                |                |                |
| 20 | Dominic Carter          | Janos Slynt        | Si              |                 | Si              | Si              |                 |                 | Si              |                 | Si              | Si              | Si              | Si              | Si              |                 |                 |                 |                 |                 |                 |                 |                |                |                |                |                |                |                |                |                |                |
| 21 | Donald Sumpter          | Luwin              |                 |                 |                 |                 |                 |                 |                 |                 |                 |                 |                 |                 |                 |                 |                 |                 |                 |                 |                 |                 |                |                |                |                |                |                |                |                |                |                |
| 22 | Esmé Bianco             | Ros                |                 |                 |                 |                 |                 |                 |                 |                 |                 |                 |                 |                 |                 |                 |                 |                 |                 |                 |                 |                 |                |                |                |                |                |                |                |                |                |                |
| 23 | Art Parkinson           | Rickon Stark       |                 |                 |                 |                 |                 |                 |                 |                 |                 |                 |                 |                 |                 |                 |                 |                 |                 |                 |                 |                 |                |                | Si             |                |                |                |                |                | Si             |                |
| 24 | Richard Dormer          | Beric Dondarrion   |                 |                 |                 |                 |                 |                 |                 |                 |                 |                 |                 |                 |                 |                 |                 |                 |                 |                 |                 |                 |                |                |                |                |                |                |                | Si             |                |                |
| 25 | Brian Fortune           | Othell Yarwyck     | Si              |                 | Si              |                 |                 |                 | Si              |                 |                 |                 |                 | Si              | Si              |                 | Si              |                 | Si              |                 | Si              | Si              | Si             | Si             | Si             |                |                |                |                |                |                |                |
| 26 | Amrita Acharia          | Irri               |                 |                 |                 |                 |                 |                 |                 |                 |                 |                 |                 |                 |                 |                 |                 |                 |                 |                 |                 |                 |                |                |                |                |                |                |                |                |                |                |
| 27 | Josef Altin             | Pypar              |                 |                 | Si              | Si              |                 |                 | Si              | Si              | Si              | Si              |                 |                 |                 |                 |                 |                 |                 |                 |                 |                 |                |                |                |                |                |                |                |                |                |                |
| 28 | Roger Ashton-Griffiths  | Mace Tyrell        |                 | Si              |                 |                 | Si              | Si              |                 | Si              |                 |                 | Si              | Si              | Si              | Si              |                 |                 |                 |                 | Si              |                 |                |                | Si             |                |                | Si             |                | Si             |                | Si             |
| 29 | Rupert Vansittart       | Yohn Royce         |                 |                 |                 |                 |                 |                 |                 | Si              |                 |                 | Si              |                 |                 |                 |                 |                 |                 |                 |                 |                 |                |                |                | Si             |                |                |                |                |                | Si             |
| 30 | Ron Donachie            | Rodrik Cassel      |                 |                 |                 |                 |                 |                 |                 |                 |                 |                 |                 |                 |                 |                 |                 |                 |                 |                 |                 |                 |                |                |                |                |                |                |                |                |                |                |
| 31 | Luke Barnes             | Rast               |                 |                 |                 | Si              | Si              |                 |                 |                 |                 |                 |                 |                 |                 |                 |                 |                 |                 |                 |                 |                 |                |                |                |                |                |                |                |                |                |                |
| 32 | Ian Gelder              | Kevan Lannister    |                 |                 |                 |                 |                 |                 |                 |                 |                 |                 | Si              | Si              |                 |                 |                 |                 |                 |                 |                 | Si              |                |                | Si             | Si             |                | Si             |                | Si             |                | Si             |
| 33 | Ben Hawkey              | Frittella          |                 |                 |                 |                 |                 |                 | Si              |                 |                 |                 |                 |                 |                 |                 |                 |                 |                 |                 |                 |                 |                |                |                |                |                |                |                |                |                |                |
| 34 | Richard Rycroft         | Wolkan             |                 |                 |                 |                 |                 |                 |                 |                 |                 |                 |                 |                 |                 |                 |                 |                 |                 |                 |                 |                 | Si             | Si             |                |                |                |                |                |                |                |                |
| 35 | Roxanne McKee           | Doreah             |                 |                 |                 |                 |                 |                 |                 |                 |                 |                 |                 |                 |                 |                 |                 |                 |                 |                 |                 |                 |                |                |                |                |                |                |                |                |                |                |
| 36 | Peter Vaughan           | Aemon              | Si              |                 | Si              |                 |                 |                 |                 |                 | Si              | Si              |                 | Si              |                 |                 | Si              |                 | Si              |                 |                 |                 |                |                |                |                |                |                |                |                |                |                |
| 37 | Tara Fitzgerald         | Selyse Florent     |                 | Si              |                 |                 |                 |                 | Si              |                 |                 | Si              | Si              | Si              |                 | Si              | Si              |                 |                 |                 | Si              | Si              |                |                |                |                |                |                |                |                |                |                |
| 38 | Faye Marsay             | L'Orfana           |                 |                 |                 |                 |                 |                 |                 |                 |                 |                 |                 |                 | Si              |                 |                 | Si              |                 | Si              |                 | Si              | Si             | Si             | Si             |                | Si             | Si             | Si             | Si             |                |                |
| 39 | Staz Nair               | Qhono              |                 |                 |                 |                 |                 |                 |                 |                 |                 |                 |                 |                 |                 |                 |                 |                 |                 |                 |                 |                 | Si             |                | Si             | Si             |                |                |                |                |                |                |
| 40 | Paul Kaye               | Thoros di Myr      |                 |                 |                 |                 |                 |                 |                 |                 |                 |                 |                 |                 |                 |                 |                 |                 |                 |                 |                 |                 |                |                |                |                |                |                |                | Si             |                |                |
| 41 | Thomas Brodie-Sangster  | Jojen Reed         |                 | Si              |                 | Si              | Si              |                 |                 |                 |                 | Si              |                 |                 |                 |                 |                 |                 |                 |                 |                 |                 |                |                |                |                |                |                |                |                |                |                |
| 42 | Kerry Ingram            | Shireen Baratheon  |                 | Si              | Si              |                 |                 |                 |                 |                 |                 | Si              | Si              | Si              |                 | Si              | Si              |                 |                 |                 | Si              |                 |                |                |                |                |                |                |                |                |                |                |
| 43 | Michael Condron         | Bowen Marsh        |                 |                 |                 |                 |                 |                 |                 |                 |                 |                 | Si              | Si              | Si              |                 | Si              |                 | Si              |                 | Si              | Si              | Si             | Si             | Si             |                |                |                |                |                |                |                |

Note Tabella 2B
1. Nella quarta e nella quinta stagione, Samwell è interpretato da una comparsa non accreditata. Nella sesta stagione, Samwell è interpretato da William e James Wilson.

#### Tabella 2C: stagioni 7-8
Nella terza e ultima parte della tabella 2 sono elencati tutti i personaggi secondari della serie che appaiono in almeno dieci episodi con le corrispettive apparizioni nelle stagioni 7-8. È inoltre indicato il numero totale degli episodi in cui l'attore o l'attrice appare, il quale dà l'ordine alla tabella.
| nº | Attore/Attrice          | Personaggio        | Settima stagione | Settima stagione | Settima stagione | Settima stagione | Settima stagione | Settima stagione | Settima stagione | Ottava stagione | Ottava stagione | Ottava stagione | Ottava stagione | Ottava stagione | Ottava stagione | Totale |
| nº | Attore/Attrice          | Personaggio        | 61               | 62               | 63               | 64               | 65               | 66               | 67               | 68              | 69              | 70              | 71              | 72              | 73              | Totale |
| -- | ----------------------- | ------------------ | ---------------- | ---------------- | ---------------- | ---------------- | ---------------- | ---------------- | ---------------- | --------------- | --------------- | --------------- | --------------- | --------------- | --------------- | ------ |
| 1  | Daniel Portman          | Podrick Payne      | Si               |                  |                  | Si               |                  |                  | Si               | Si              | Si              | Si              | Si              |                 | Si              | 35     |
| 2  | Ben Crompton            | Eddison Tollett    | Si               |                  |                  |                  |                  |                  |                  | Si              | Si              | Si              | Si              |                 |                 | 34     |
| 3  | Julian Glover           | Pycelle            |                  |                  |                  |                  |                  |                  |                  |                 |                 |                 |                 |                 |                 | 31     |
| 4  | Ian McElhinney          | Barristan Selmy    |                  |                  |                  |                  |                  |                  |                  |                 |                 |                 |                 |                 |                 | 25     |
| 5  | Kristian Nairn          | Hodor              |                  |                  |                  |                  |                  |                  |                  |                 |                 |                 |                 |                 |                 | 23     |
| 6  | Mark Stanley            | Grenn              |                  |                  |                  |                  |                  |                  |                  |                 |                 |                 |                 |                 |                 | 22     |
| 7  | Hafþór Júlíus Björnsson | Gregor Clegane     | Si               | Si               | Si               |                  |                  |                  | Si               | Si              |                 |                 | Si              | Si              |                 | 22     |
| 8  | Anton Lesser            | Qyburn             | Si               | Si               | Si               |                  | Si               |                  | Si               | Si              |                 |                 | Si              | Si              |                 | 22     |
| 9  | Finn Jones              | Loras Tyrell       |                  |                  |                  |                  |                  |                  |                  |                 |                 |                 |                 |                 |                 | 20     |
| 10 | Logan e Finn Watson1    | Samwell            | Si               |                  |                  |                  | Si               |                  | Si               |                 | Si              | Si              |                 |                 |                 | 20     |
| 11 | Owen Teale              | Alliser Thorne     |                  |                  |                  |                  |                  |                  |                  |                 |                 |                 |                 |                 |                 | 19     |
| 12 | Ian Beattie             | Meryn Trant        |                  |                  |                  |                  |                  |                  |                  |                 |                 |                 |                 |                 |                 | 18     |
| 13 | Diana Rigg              | Olenna Redwyne     |                  | Si               | Si               |                  |                  |                  |                  |                 |                 |                 |                 |                 |                 | 18     |
| 14 | Brenock O'Connor        | Olly               |                  |                  |                  |                  |                  |                  |                  |                 |                 |                 |                 |                 |                 | 17     |
| 15 | Eugene Simon            | Lancel Lannister   |                  |                  |                  |                  |                  |                  |                  |                 |                 |                 |                 |                 |                 | 16     |
| 16 | Natalia Tena            | Osha               |                  |                  |                  |                  |                  |                  |                  |                 |                 |                 |                 |                 |                 | 16     |
| 17 | Gemma Whelan            | Yara Greyjoy       |                  | Si               | Si               |                  |                  |                  |                  | Si              |                 |                 |                 |                 | Si              | 16     |
| 18 | Ellie Kendrick          | Meera Reed         | Si               |                  | Si               | Si               |                  |                  |                  |                 |                 |                 |                 |                 |                 | 16     |
| 19 | Nell Tiger Free         | Myrcella Baratheon |                  |                  |                  |                  |                  |                  |                  |                 |                 |                 |                 |                 |                 | 15     |
| 20 | Dominic Carter          | Janos Slynt        |                  |                  |                  |                  |                  |                  |                  |                 |                 |                 |                 |                 |                 | 15     |
| 21 | Donald Sumpter          | Luwin              |                  |                  |                  |                  |                  |                  |                  |                 |                 |                 |                 |                 |                 | 14     |
| 22 | Esmé Bianco             | Ros                |                  |                  |                  |                  |                  |                  |                  |                 |                 |                 |                 |                 |                 | 14     |
| 23 | Art Parkinson           | Rickon Stark       |                  |                  |                  |                  |                  |                  |                  |                 |                 |                 |                 |                 |                 | 14     |
| 24 | Richard Dormer          | Beric Dondarrion   | Si               |                  |                  |                  | Si               | Si               | Si               | Si              | Si              | Si              | Si              |                 |                 | 14     |
| 25 | Brian Fortune           | Othell Yarwyck     |                  |                  |                  |                  |                  |                  |                  |                 |                 |                 |                 |                 |                 | 14     |
| 26 | Amrita Acharia          | Irri               |                  |                  |                  |                  |                  |                  |                  |                 |                 |                 |                 |                 |                 | 13     |
| 27 | Josef Altin             | Pypar              |                  |                  |                  |                  |                  |                  |                  |                 |                 |                 |                 |                 |                 | 13     |
| 28 | Roger Ashton-Griffiths  | Mace Tyrell        |                  |                  |                  |                  |                  |                  |                  |                 |                 |                 |                 |                 |                 | 13     |
| 29 | Rupert Vansittart       | Yohn Royce         | Si               | Si               | Si               |                  | Si               |                  | Si               | Si              | Si              |                 | Si              |                 | Si              | 13     |
| 30 | Ron Donachie            | Rodrik Cassel      |                  |                  |                  |                  |                  |                  |                  |                 |                 |                 |                 |                 |                 | 12     |
| 31 | Luke Barnes             | Rast               |                  |                  |                  |                  |                  |                  |                  |                 |                 |                 |                 |                 |                 | 12     |
| 32 | Ian Gelder              | Kevan Lannister    |                  |                  |                  |                  |                  |                  |                  |                 |                 |                 |                 |                 |                 | 12     |
| 33 | Ben Hawkey              | Frittella          |                  | Si               |                  |                  |                  |                  |                  |                 |                 |                 |                 |                 |                 | 12     |
| 34 | Richard Rycroft         | Wolkan             | Si               | Si               | Si               |                  | Si               | Si               | Si               | Si              | Si              |                 | Si              |                 | Si              | 12     |
| 35 | Roxanne McKee           | Doreah             |                  |                  |                  |                  |                  |                  |                  |                 |                 |                 |                 |                 |                 | 11     |
| 36 | Peter Vaughan           | Aemon              |                  |                  |                  |                  |                  |                  |                  |                 |                 |                 |                 |                 |                 | 11     |
| 37 | Tara Fitzgerald         | Selyse Florent     |                  |                  |                  |                  |                  |                  |                  |                 |                 |                 |                 |                 |                 | 11     |
| 38 | Faye Marsay             | L'Orfana           |                  |                  |                  |                  |                  |                  |                  |                 |                 |                 |                 |                 |                 | 11     |
| 39 | Staz Nair               | Qhono              |                  |                  | Si               | Si               | Si               |                  | Si               | Si              | Si              | Si              | Si              |                 |                 | 11     |
| 40 | Paul Kaye               | Thoros di Myr      | Si               |                  |                  |                  | Si               | Si               |                  |                 |                 |                 |                 |                 |                 | 10     |
| 41 | Thomas Brodie-Sangster  | Jojen Reed         |                  |                  |                  |                  |                  |                  |                  |                 |                 |                 |                 |                 |                 | 10     |
| 42 | Kerry Ingram            | Shireen Baratheon  |                  |                  |                  |                  |                  |                  |                  |                 |                 |                 |                 |                 |                 | 10     |
| 43 | Michael Condron         | Bowen Marsh        |                  |                  |                  |                  |                  |                  |                  |                 |                 |                 |                 |                 |                 | 10     |

Note Tabella 2B
1. Nella settima stagione, Samwell è interpretato da William e James Wilson.

#### Altri personaggi
Di seguito sono elencati i personaggi apparsi in nove o meno episodi della serie.
Nove episodi
- Lino Facioli nel ruolo di Robin Arryn (stagioni 1, 4-6, 8)
- Tobias Menzies nel ruolo di Edmure Tully (stagioni 3, 6, 8)
- Rosabell Laurenti Sellers nel ruolo di Tyene Sand (stagioni 5-7)
- Pilou Asbæk nel ruolo di Euron Greyjoy (stagioni 6-8)
- Bella Ramsey nel ruolo di Lyanna Mormont (stagioni 6-8)

Otto episodi
- Gethin Anthony nel ruolo di Renly Baratheon (stagioni 1-2)
- Josephine Gillan nel ruolo di Marei (stagioni 2-6, 8)
- Noah Taylor nel ruolo di Locke (stagioni 3-4)
- Charlotte Hope nel ruolo di Myranda (stagioni 3-6)
- Joel Fry nel ruolo di Hizdahr zo Loraq (stagioni 4-5)
- Keisha Castle-Hughes nel ruolo di Obara Sand (stagioni 5-7)
- Jessica Henwick nel ruolo di Nymeria Sand (stagioni 5-7)
- Hannah Waddingham nel ruolo di Septa Unella (stagioni 5-6)

Sette episodi
- Francis Magee nel ruolo di Yoren (stagioni 1-2)
- Elyes Gabel nel ruolo di Rakharo (stagioni 1-2)
- Steven Cole nel ruolo di Kovarro (stagione 2)
- Clive Russell nel ruolo di Brynden Tully (stagioni 3, 6)
- Will Tudor nel ruolo di Olyvar (stagioni 3-5)
- Pedro Pascal nel ruolo di Oberyn Martell (stagione 4)

Sei episodi
- Joseph Mawle nel ruolo di Benjen Stark (stagioni 1, 6-7)
- Susan Brown nel ruolo di Septa Mordane (stagione 1)
- Dar Salim nel ruolo di Qotho (stagione 1)
- David Bradley nel ruolo di Walder Frey (stagioni 1, 3, 6-7)
- Steven Blount (stagione 1) e John Stahl (stagioni 2-3) nel ruolo di Rickard Karstark (stagioni 1-3)
- Tony Way nel ruolo di Dontos Hollard (stagioni 2, 4)
- Sara Dylan nel ruolo di Bernadette (stagioni 2-4, 6-7)
- Mackenzie Crook nel ruolo di Orell (stagione 3)
- Philip McGinley nel ruolo di Anguy (stagione 3)
- Tim Plester nel ruolo di Walder Rivers (stagioni 3, 6)
- Tom Brooke (stagione 3) e Daniel Tuite (stagione 6) nel ruolo di Lothar Frey (stagioni 3, 6)
- Paul Bentley nel ruolo dell'Alto Septon (stagioni 3-5)
- DeObia Oparei nel ruolo di Areo Hotah (stagioni 5-6)

Cinque episodi
- Jamie Sives nel ruolo di Jory Cassel (stagione 1)
- Kate Dickie nel ruolo di Lysa Arryn (stagioni 1, 4)
- Andy Beckwith (stagioni 2, 4) nel ruolo di Rorge (stagioni 1-2, 4)
- Gerard Jordan (stagioni 2, 4) nel ruolo di Mordente (stagioni 1-2, 4)
- Robert Pugh nel ruolo di Craster (stagioni 2-3)
- Nonso Anozie nel ruolo di Xaro Xhoan Daxos (stagione 2)
- Ralph Ineson nel ruolo di Dagmer (stagione 2)
- Ciarán Hinds nel ruolo di Mance Rayder (stagioni 3-5)
- Elizabeth Webster nel ruolo di Walda Bolton (stagioni 4-6)
- Alexander Siddig nel ruolo di Doran Martell (stagioni 5-6)
- Toby Sebastian nel ruolo di Trystane Martell (stagioni 5-6)
- James Faulkner nel ruolo di Randyll Tarly (stagioni 6-7)
- Freddie Stroma (stagione 6) e Tom Hopper (stagione 7) nel ruolo di Dickon Tarly (stagioni 6-7)
- Tim McInnerny nel ruolo di Robett Glover (stagioni 6-7)
- Megan Parkinson nel ruolo di Alys Karstark (stagioni 7-8)

Quattro episodi (accreditati)
- Wilko Johnson nel ruolo di Ilyn Payne (stagioni 1-2)
- Robert Sterne nel ruolo dell'Araldo Reale (stagione 1)
- Emun Elliott nel ruolo di Marillion (stagione 1)
- Sahara Knite nel ruolo di Armeca (stagioni 1-2)
- Eros Vlahos nel ruolo di Lommy Maniverdi (stagioni 1-2)
- Kerr Logan nel ruolo di Matthos Seaworth (stagione 2)
- Patrick Malahide nel ruolo di Balon Greyjoy (stagioni 2-3, 6)
- Fintan McKeown nel ruolo di Amory Lorch (stagione 2)
- Ian Hanmore nel ruolo di Pyat Pree (stagione 2)
- Simon Armstrong nel ruolo di Qhorin il Monco (stagione 2)
- Forbes KB nel ruolo di Lorren (stagione 2)
- Edward Dogliani (stagioni 2-3) e Ross O'Hennessy (stagione 5) nel ruolo del Lord delle Ossa (stagioni 2-3, 5)
- Burn Gorman nel ruolo di Karl Tanner (stagioni 3-4)
- Mark Gatiss nel ruolo di Tycho Nestoris (stagioni 4-5, 7)
- Yuri Kolokolnikov nel ruolo di Styr (stagione 4)
- Struan Rodger (stagione 4) e Max von Sydow (stagione 6) nel ruolo del Corvo con tre occhi (stagioni 4, 6)
- Octavia Selena Alexandru (stagione 4) e Kae Alexander (stagione 6) nel ruolo di Foglia (stagioni 4, 6)
- Enzo Cilenti nel ruolo di Yezzan zo Qaggaz (stagioni 5-6)
- Jim Broadbent nel ruolo dell'Arcimaestro Ebrose (stagione 7)
- Brendan Cowell nel ruolo di Harrag (stagione 7)

Tre episodi (accreditati)
- Miltos Yerolemou nel ruolo di Syrio Forel (stagione 1)
- Clive Mantle nel ruolo di Greatjon Umber (stagione 1)
- Mia Soteriou nel ruolo di Mirri Maz Duur (stagione 1)
- Karl Davies nel ruolo di Alton Lannister (stagione 2)
- Maisie Dee nel ruolo di Daisy (stagione 2)
- Lucian Msamati nel ruolo di Salladhor Saan (stagioni 2-4)
- Andy Kellegher nel ruolo di Polliver (stagioni 2, 4)
- Nicholas Blane nel ruolo del Re delle Spezie (stagione 2)
- Dan Hildebrand nel ruolo di Kraznys mo Nakloz (stagione 3)
- George Georgiou nel ruolo di Razdal mo Eraz (stagioni 3, 6)
- Joseph Gatt nel ruolo del Metamorfo dei Thenn (stagione 4)
- Reece Noi nel ruolo di Mossador (stagioni 4-5)
- Sarine Sofair nel ruolo di Lhara (stagioni 4-5)
- Joe Naufahu nel ruolo di Khal Moro (stagione 6)
- Paul Rattray nel ruolo di Harald Karstark (stagione 6)
- Richard E. Grant nel ruolo di Izembaro (stagione 6)
- Essie Davis nel ruolo di Lady Crane (stagione 6)
- Leigh Gill nel ruolo di Bobono (stagione 6)
- Rob Callender nel ruolo di Clarenzo (stagione 6)
- Harry Grasby nel ruolo di Ned Umber (stagioni 7-8)

Due episodi (selezione)
- Roger Allam nel ruolo di Illyrio Mopatis (stagione 1)
- Margaret John nel ruolo della Vecchia Nan (stagione 1)
- Ciaran Bermingham nel ruolo di Mord (stagione 1)
- Jefferson Hall nel ruolo di Hugh della Valle (stagione 1)
- Andrew Wilde nel ruolo di Tobho Mott (stagioni 1-2)
- Brendan McCormack nel ruolo di Vardis Egen (stagione 1)
- Antonia Christophers nel ruolo di Mhaegen (stagioni 1-2)
- Mark Lewis Jones nel ruolo di Shagga (stagione 1)
- Laura Pradelska nel ruolo di Quaithe (stagione 2)
- Roy Dotrice nel ruolo di Hallyne (stagione 2)
- Clifford Barry nel ruolo di Greizhen mo Ullhor (stagione 3)
- Pixie Le Knot nel ruolo di Kayla (stagioni 3-4)
- Dean-Charles Chapman nel ruolo di Martyn Lannister (stagione 3)
- Timothy Gibbons nel ruolo di Willem Lannister (stagione 3)
- Deirdre Monaghan nel ruolo di Morag (stagione 4)
- Jane McGrath nel ruolo di Sissy (stagione 4)
- Alisdair Simpson nel ruolo di Donnel Waynwood (stagione 4)
- Gary Oliver nel ruolo di Ternesio Terys (stagioni 4-5)
- Meena Rayann nel ruolo di Vala (stagioni 5-6)
- Adewale Akinnuoye-Agbaje nel ruolo di Malko (stagione 5)
- Hattie Gotobed nel ruolo di Ghita (stagione 5)
- Oengus MacNamara nel ruolo dell'Uomo Magro (stagione 5)
- Murray McArthur nel ruolo di Dim Dalba (stagioni 5-6)
- Ali Lyons nel ruolo di Johnna (stagione 5)
- Gerald Lepkowski nel ruolo di Zanrush (stagione 6)
- Chuku Modu nel ruolo di Aggo (stagione 6)
- Michael Feast nel ruolo di Aeron Greyjoy (stagione 6)
- Dean Jagger nel ruolo di Smalljon Umber (stagione 6)
- Souad Faress nel ruolo dell'Alta Sacerdotessa del Dosh Khaleen (stagione 6)
- Hannah John-Kamen nel ruolo di Ornela (stagione 6)
- Eddie Jackson nel ruolo di Belicho Paenymion (stagione 6)
- Kevin Eldon nel ruolo di Camello (stagione 6)
- Eline Powell nel ruolo di Bianca (stagione 6)
- Lucy Hayes nel ruolo di Kitty Frey (stagioni 6-7)
- Jóhannes Haukur Jóhannesson nel ruolo di Lem (stagione 6)
- Ricky Champ nel ruolo di Gatins (stagione 6)
- Ian Davies nel ruolo di Morgan (stagione 6)
- Marc Rissman nel ruolo del Capitano Harry Strickland (stagione 8)
- Seamus O'Hara nel ruolo di Fergus (stagione 8)
- Bea Glancy nel ruolo di Teela (stagione 8)
- Bronte Carmichael nel ruolo di Martha (stagione 8)

Un episodio (selezione)
- Bronson Webb nel ruolo di Will (stagione 1)
- Rob Ostlere nel ruolo di Waymar Royce (stagione 1)
- John Standing nel ruolo di Jon Arryn (stagione 1)
- Matthew Scurfield nel ruolo di Vayon Poole (stagione 1)
- Oliver Ford Davies nel ruolo del Maestro Cressen (stagione 2)
- David Verrey nel ruolo dell'Alto Septon (stagione 2)
- Ramon Tikaram nel ruolo di Prendahl na Ghezn (stagione 3)
- Mark Killeen nel ruolo di Mero (stagione 3)
- Alexandra Dowling nel ruolo di Roslin Frey (stagione 3)
- Chris Reilly nel ruolo di Morgan (stagione 4)
- Paola Dionisotti nel ruolo di Anya Waynwood (stagione 4)
- J.J. Murphy nel ruolo di Denys Mallister (stagione 5)
- Gwyneth Keyworth nel ruolo di Clea (stagione 5)
- Ian Lloyd Anderson nel ruolo di Derek (stagione 5)
- Jonathan Byrne nel ruolo di Brant (stagione 5)
- Zahary Baharov nel ruolo di Loboda (stagione 5)
- Birgitte Hjort Sørensen nel ruolo di Karsi (stagione 5)
- Yousef Sweid nel ruolo di Ash (stagione 6)
- Michael Heath nel ruolo di Kesh (stagione 6)
- Tamer Hassan nel ruolo di Khal Forzo (stagione 6)
- Ania Bukstein nel ruolo di Kinvara (stagione 6)
- Samantha Spiro nel ruolo di Melessa Tarly (stagione 6)
- Rebecca Benson nel ruolo di Talla Tarly (stagione 6)
- Ian McShane nel ruolo di Fratello Ray (stagione 6)
- Aron Hegartz nel ruolo di Cley Cerwyn (stagione 6)
- Sean Blowers nel ruolo di Wyman Manderly (stagione 6)
- Danny Kirrane nel ruolo di Henk (stagione 7)
- Joseph Quinn nel ruolo di Koner (stagione 7)
- Lucy Aarden nel ruolo di Craya (stagione 8)
- Marina Lawrence-Mahrra nel ruolo di Dirah (stagione 8)
- Alice Nokes nel ruolo di Willa (stagione 8)
- Danielle Galligan nel ruolo di Sarra (stagione 8)
- Laura Elphinstone nel ruolo di Nora (stagione 8)
- Michael Benbaruk nel ruolo di Une (stagione 8)

Personaggi del passato
Segue una lista dei personaggi apparsi nei flashback o nelle visioni del passato.
- Jodhi May nel ruolo di Maggy la Rana (stagione 5, 1 ep.)
- Nell Williams nel ruolo di Cersei Lannister da bambina (stagione 5, 1 ep.)
- Isabella Steinbarth nel ruolo di Melara Hetherspoon da bambina (stagione 5, 1 ep.)
- Annette Tierney nel ruolo di Nan da giovane (stagione 6, 2 ep.)
- Sam Coleman nel ruolo di Wylis/Hodor da ragazzo (stagione 6, 2 ep.)
- Fergus Leathem nel ruolo di Rodrik Cassel da giovane (stagione 6, 2 ep.)
- Sebastian Croft nel ruolo di Eddard Stark da bambino (stagione 6, 2 ep.)
- Cordelia Hill nel ruolo di Lyanna Stark da bambina (stagione 6, 2 ep.)
- Matteo Elezi nel ruolo di Benjen Stark da bambino (stagione 6, 2 ep.)
- Robert Aramayo nel ruolo di Eddard Stark da giovane (stagioni 6-7, 4 ep.)
- Luke Roberts nel ruolo di Arthur Dayne (stagione 6, 1 ep.)
- Eddie Eyre nel ruolo di Gerold Hightower (stagione 6, 1 ep.)
- Leo Woodruff nel ruolo di Howland Reed da giovane (stagione 6, 1 ep.)
- Wayne Foskett nel ruolo di Rickard Stark (stagione 6, 1 ep.)
- David Rintoul nel ruolo di Aerys II Targaryen (stagione 6, 1 ep.)
- Aisling Franciosi nel ruolo di Lyanna Stark da giovane (stagioni 6-7, 2 ep.)
- Wilf Scolding nel ruolo di Rhaegar Targaryen (stagione 7, 1 ep.)

Non umani
- Ian Whyte nel ruolo di vari Estranei (stagioni 1-2, 2 ep.), del gigante Dongo (stagioni 3-4, 3 ep.), del gigante Wun Weg Wun Dar Wun (stagioni 5-6, 4 ep.) e di un gigante non-morto (stagioni 7-8, 3 ep.)
- Spencer Wilding nel ruolo di un Estraneo (stagione 1, 1 ep.)
- Ross Mullan nel ruolo di vari Estranei (stagioni 2-4, 3 ep.)
- Richard Brake (stagioni 4-5, 3 ep.) e Vladimir Furdik (stagioni 6-8, 7 ep.) nel ruolo del Re della Notte (stagioni 4-8, 10 ep.)
- Neil Fingleton nel ruolo del gigante Mag Mar Tun Doh Weg (stagione 4, 1 ep.) e di un gigante non-morto (stagione 7, 2 ep.)